# Granville
Cet article possède des paronymes, voir Branville, Grosville et Graville.
Pour les articles homonymes, voir Granville (homonymie).
Pour l’article ayant un titre homophone, voir Grandville (homonymie).
Granville (prononcé [ɡʁɑ̃vil] ) est une commune française du département de la Manche en Normandie, peuplée de 12 799 habitants. C'est une station balnéaire et climatique de la baie du Mont-Saint-Michel à l’extrémité de la Côte des Havres. Il s'agit également d'un ancien port morutier. C'est par ailleurs le premier port coquillier de France.
Du fait de sa situation sur un promontoire rocheux et par son lien avec les membres de la famille Grimaldi de Monaco qui eurent la charge de gouverneur de Granville, la ville reçoit le surnom de « Monaco du Nord ».
Cité corsaire et forteresse de défense du Mont Saint-Michel, elle devient dès le XIXe siècle une station balnéaire fréquentée par de nombreux artistes, équipée d’un golf et d’un hippodrome, puis d’un Casino. Patrie de la famille d'industriels Dior, la ville absorbe en 1962 le village de Saint-Nicolas-près-Granville. Port et aéroport du sud-Manche, c’est aussi depuis 1991 la ville du « Douzelage », jumelée avec vingt villes européennes et l’une des rares communes de France à disposer d’un quartier insulaire, les îles Chausey.

## Géographie

### Localisation

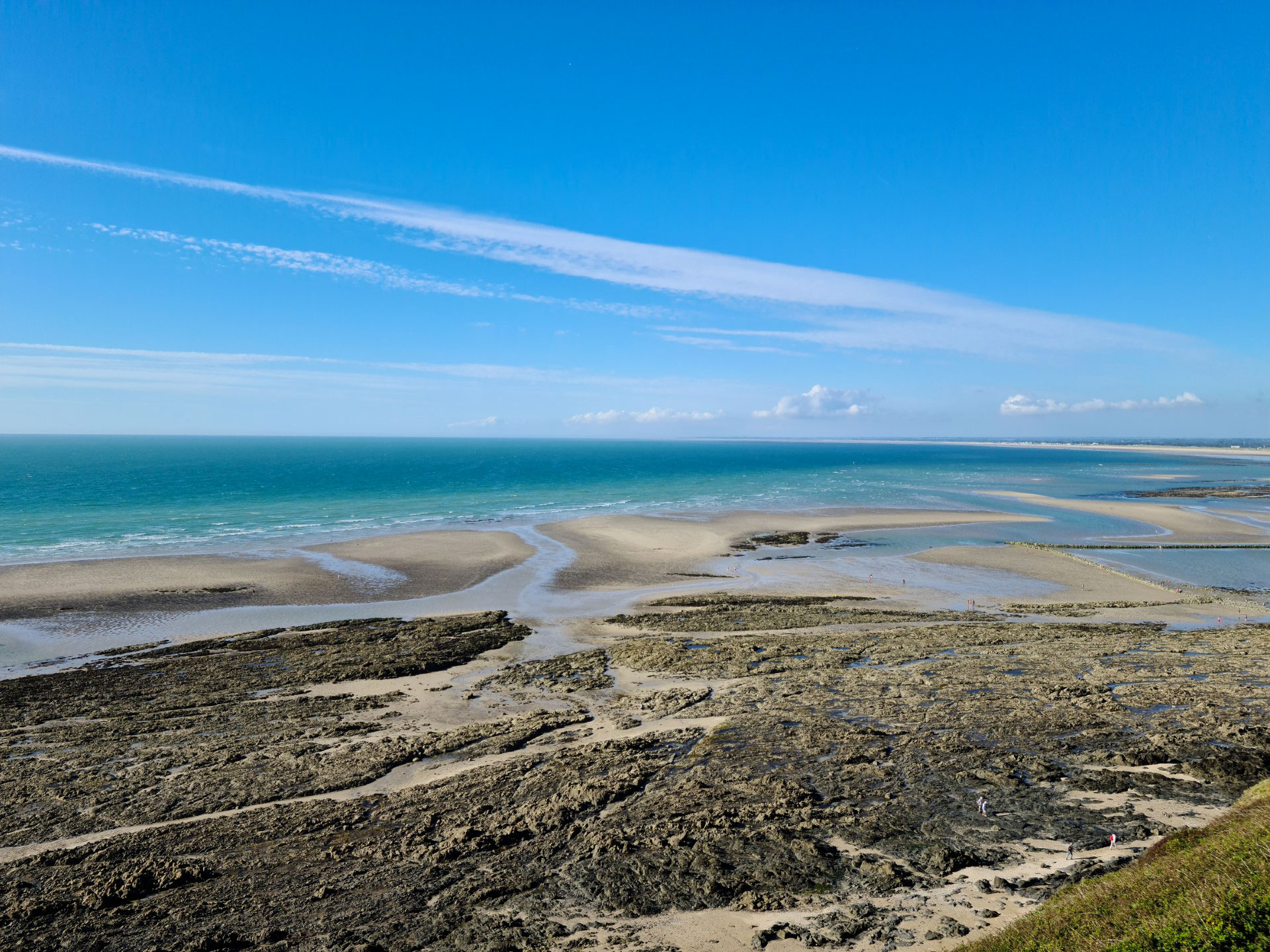
La grève à marée basse vue des remparts.

Granville est située au bord de la Manche à l’extrémité de la région naturelle du Cotentin, elle ferme par le nord la baie du Mont-Saint-Michel et par le sud la côte des Havres. La ville haute est installée sur une presqu'île bordée de falaises schisteuses, appelée pointe du Roc ou cap Lihou. Le reste de la ville s’étend vers l’est sur le continent, délimité au nord par le Boscq, court fleuve côtier, et au sud par une alternance de falaises et de plages jusqu’au ruisseau La Saigue. La commune dispose de quatre plages de sable, une au nord entre la presqu'île et la rivière, trois au sud sur la baie. Elle occupe neuf cent quatre-vingt-dix hectares, pour la plupart territoire urbanisé mais cette urbanisation est maintenant limitée par la directive européenne Natura 2000 et la loi de préservation du littoral. La commune fait partie de l’association des Plus Beaux Détours de France. L’Institut national de l'information géographique et forestière donne les coordonnées géographiques 48° 50′ 17″ N, 1° 35′ 13″ O. Elle est le centre de l’aire urbaine de Granville.
Fermant au nord la baie du Mont-Saint-Michel et son estran à la pente très faible, elle bénéficie des plus fortes marées d’Europe, pouvant atteindre quatorze mètres par fort coefficient. Cette situation entraîne aussi des modifications parfois importantes du trait de côte sur les plages à proximité.
Au large, l’archipel des îles Chausey est administré par la commune de Granville. C’est un des seuls quartiers insulaires de France. Il se compose de cinquante-deux îles de granite à marée haute et plus de trois cent soixante-cinq à marée basse pour près de cinq mille hectares.
Granville est située à 17 kilomètres au sud-est de son quartier insulaire de Chausey, 288 kilomètres à l’ouest de Paris-Notre-Dame, point zéro des routes de France, 49 kilomètres au sud-ouest de Saint-Lô, 24 kilomètres au nord-ouest d’Avranches, 27 kilomètres au sud-ouest de Coutances, 91 kilomètres au sud de Cherbourg-en-Cotentin, 23 kilomètres au nord du Mont-Saint-Michel, 26 kilomètres au nord-est de Cancale, 99 kilomètres au sud-ouest de Caen.
Héritage des générations de marins partis de la commune[réf. nécessaire], dont la famille de marins Granvillais Fougeray du Coudray qui se distingua de 1545 à 1909, elle est aussi située à 5 356 kilomètres de Granville dans l’État de New York, 6 053 kilomètres de Granville en Virginie-Occidentale et 6 196 kilomètres de Granville en Ohio, entre autres.

### Communes limitrophes
Granville, située sur la pointe du Roc est baignée du nord au sud et à l’ouest par la  Manche. Au nord-est se trouve la commune de Donville-les-Bains, à l’est le village d’Yquelon et au sud-est la petite station balnéaire de Saint-Pair-sur-Mer et le village de Saint-Planchers. Le quartier insulaire de Chausey est situé au large au nord-ouest et Le Mont-Saint-Michel au sud.

### Géologie et relief

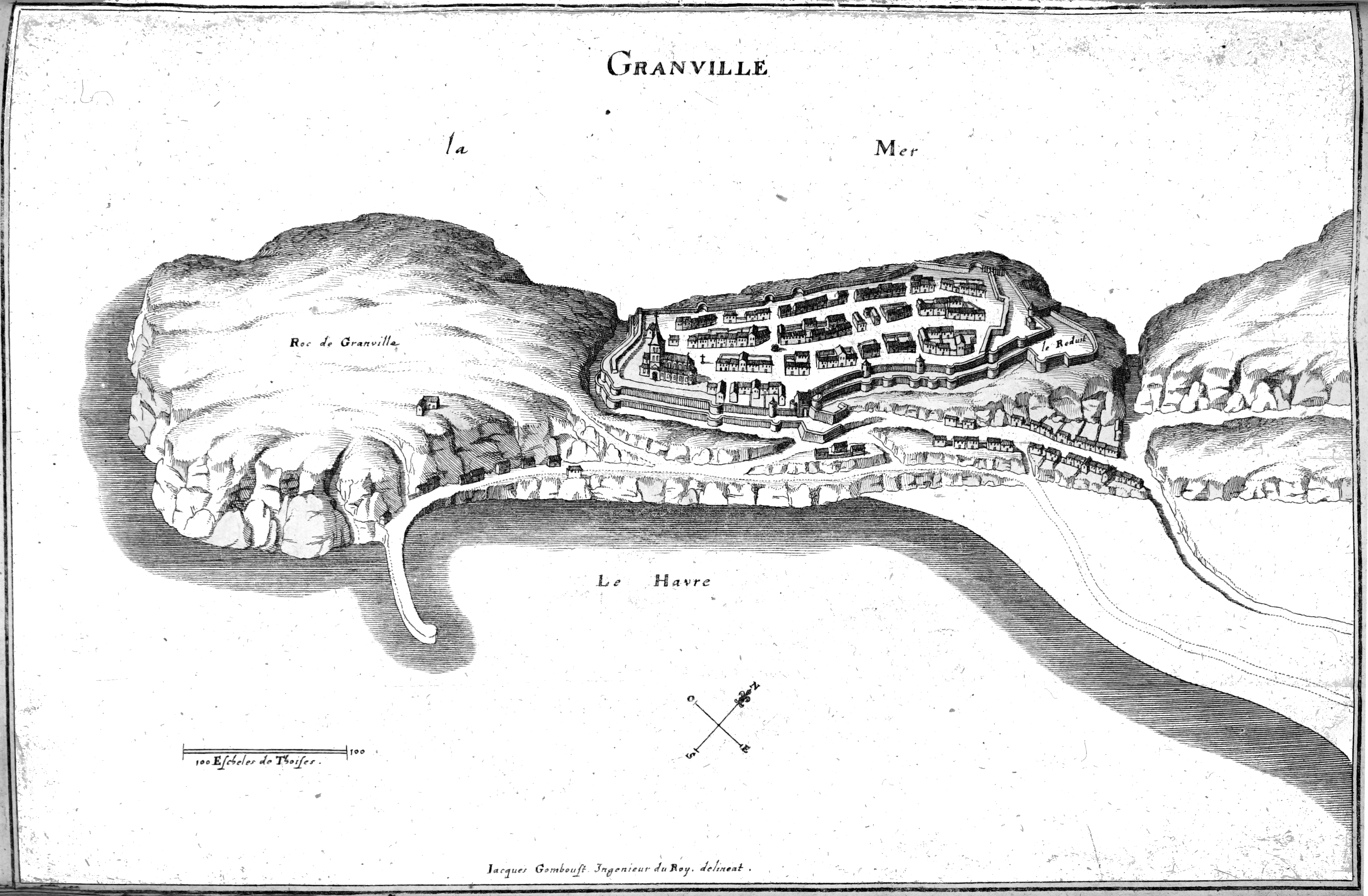
Gravure de Jacques Gomboust, in Topographia Galliæ, 1657.

Carte géologique du Massif armoricain.

La commune est pour une grande partie au niveau de la mer. Elle ne s’élève que peu vers l’intérieur des terres, un peu plus sur la presqu'île de la pointe du Roc pour atteindre soixante-sept mètres.
Les formations sédimentaires plissées du Briovérien occupent le littoral de la commune,, qui est située dans la Normandie armoricaine. Sur la pénéplaine cadomienne, la déformation varisque se traduit par un plissement des séries paléozoïques en une succession de vastes synclinaux et anticlinaux. L'Est de Granville constitue la terminaison occidentale du Synclinorium de la Zone bocaine.

### Hydrographie
La commune est située dans le bassin Seine-Normandie. Elle est drainée par le ruisseau du Boscq, la Saigne, le cours d'eau 01 de la commune de Granville et le cours d'eau 03 de la commune de Saint-Planchers,,.
Le ruisseau du Boscq, d'une longueur de 18 km, prend sa source dans la commune de La Meurdraquière et se jette dans le golfe de Saint-Malo sur la commune, après avoir traversé douze communes.
La Saigne, d'une longueur de 11 km, prend sa source dans la commune de Saint-Jean-des-Champs et se jette dans le golfe de Saint-Malo en limite de Saint-Pair-sur-Mer et de Granville, après avoir traversé cinq communes.

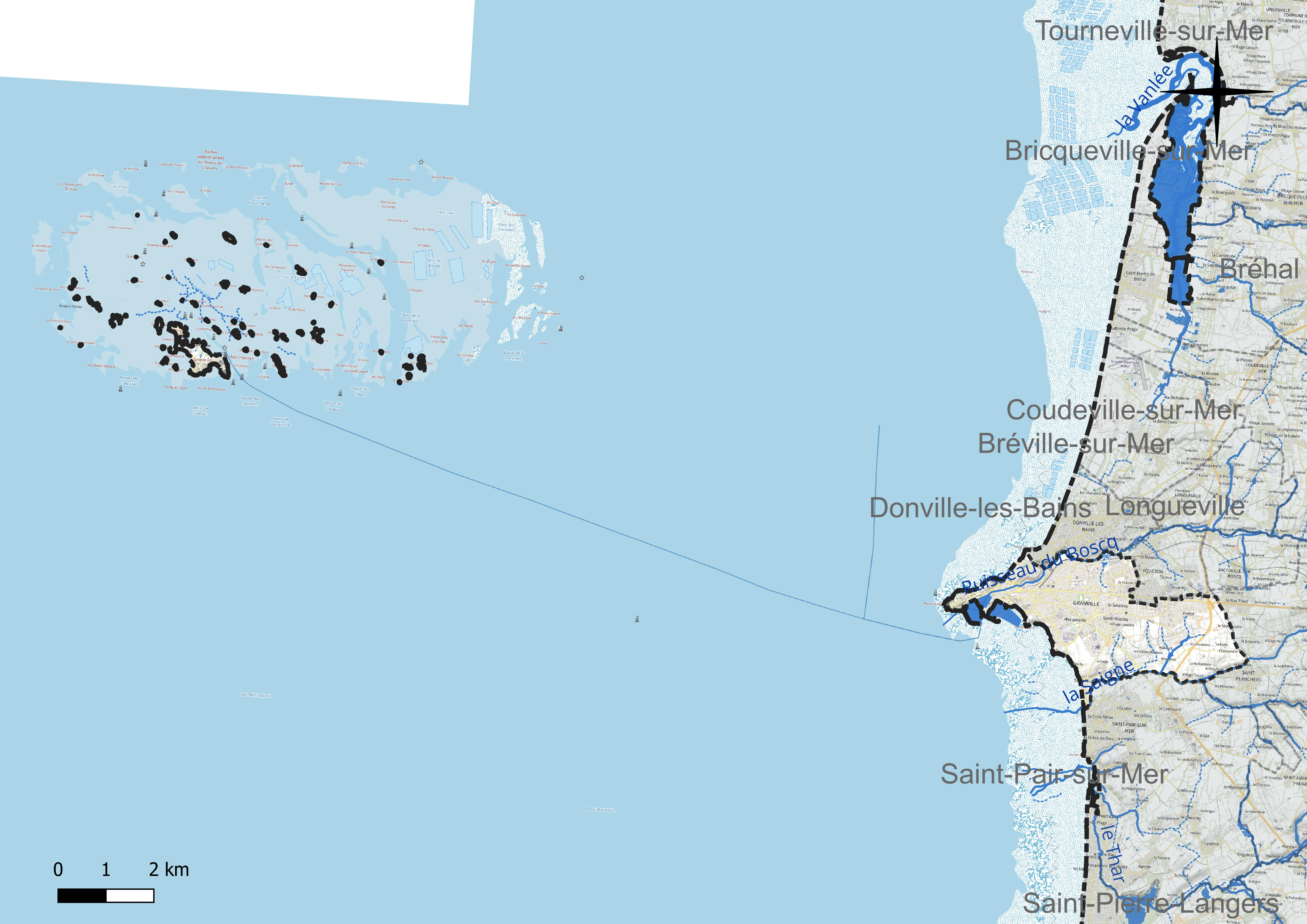
Réseau hydrographique de Granville.

### Climat
Pour des articles plus généraux, voir Climat de la Normandie et Climat de la Manche.
En 2010, le climat de la commune est de type climat océanique franc, selon une étude du CNRS s'appuyant sur une série de données couvrant la période 1971-2000. En 2020, Météo-France publie une typologie des climats de la France métropolitaine dans laquelle la commune est exposée à un climat océanique et est dans la région climatique  Sud-ouest du bassin Parisien, caractérisée par une faible pluviométrie, notamment au printemps (120 à 150 mm) et un hiver froid (3,5 °C). Parallèlement le GIEC normand, un groupe régional d’experts sur le climat, différencie quant à lui, dans une étude de 2020, trois grands types de climats pour la région Normandie, nuancés à une échelle plus fine par les facteurs géographiques locaux. La commune est, selon ce zonage, exposée à un « climat maritime », correspondant au Cotentin et à l'ouest du département de la Manche, frais, humide et pluvieux, où les contrastes pluviométrique et thermique sont parfois très prononcés en quelques kilomètres quand le relief est marqué.
Pour la période 1971-2000, la température annuelle moyenne est de 11,3 °C, avec une amplitude thermique annuelle de 11,4 °C. Le cumul annuel moyen de précipitations est de 895 mm, avec 13,7 jours de précipitations en janvier et 8,4 jours en juillet. Pour la période 1991-2020, la température moyenne annuelle observée sur la station météorologique la plus proche, située sur la commune de Longueville à 3 km à vol d'oiseau, est de 11,9 °C et le cumul annuel moyen de précipitations est de 802,4 mm,. Pour l'avenir, les paramètres climatiques de la commune estimés pour 2050 selon différents scénarios d’émission de gaz à effet de serre sont consultables sur un site dédié publié par Météo-France en novembre 2022.

## Urbanisme

### Typologie
Au 1er janvier 2024, Granville est catégorisée centre urbain intermédiaire, selon la nouvelle grille communale de densité à sept niveaux définie par l'Insee en 2022.
Elle appartient à l'unité urbaine de Granville, une agglomération intra-départementale regroupant neuf communes, dont elle est ville-centre,,.
Par ailleurs la commune fait partie de l'aire d'attraction de Granville, dont elle est la commune-centre,. Cette aire, qui regroupe 34 communes, est catégorisée dans les aires de moins de 50 000 habitants,.
La commune, bordée par la Manche, est également une commune littorale au sens de la loi du 3 janvier 1986, dite loi littoral. Des dispositions spécifiques d’urbanisme s’y appliquent dès lors afin de préserver les espaces naturels, les sites, les paysages et l’équilibre écologique du littoral, comme le principe d'inconstructibilité, en dehors des espaces urbanisés, sur la bande littorale des 100 mètres, ou plus si le plan local d'urbanisme le prévoit.

### Occupation des sols
L'occupation des sols de la commune, telle qu'elle ressort de la base de données européenne d’occupation biophysique des sols Corine Land Cover (CLC), est marquée par l'importance des territoires artificialisés (53,5 % en 2018), en augmentation par rapport à 1990 (45,2 %).
La répartition détaillée en 2018 est la suivante : zones urbanisées (27,8 %), zones industrielles ou commerciales et réseaux de communication (25,7 %), zones agricoles hétérogènes (24 %), terres arables (9,3 %), prairies (4,8 %), milieux à végétation arbustive et/ou herbacée (4,4 %), zones humides côtières (3,8 %), eaux maritimes (0,1 %).

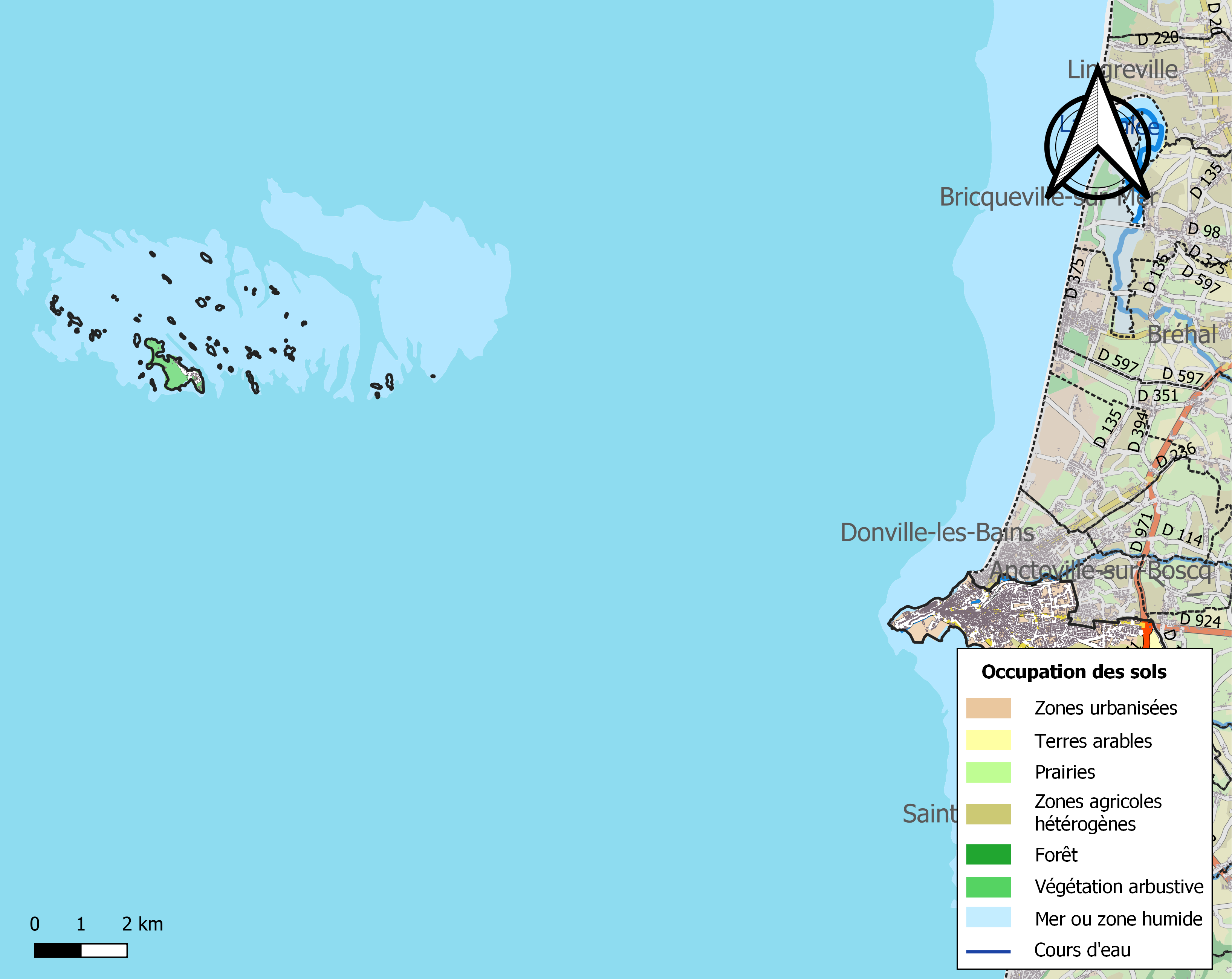
Carte des infrastructures et de l'occupation des sols de la commune en 2018 (CLC).

L'évolution de l’occupation des sols de la commune et de ses infrastructures peut être observée sur les différentes représentations cartographiques du territoire : la carte de Cassini (XVIIIe siècle), la carte d'état-major (1820-1866) et les cartes ou photos aériennes de l'IGN pour la période actuelle (1950 à aujourd'hui).

### Quartiers et lieux-dits
La ville est divisée par la mairie en dix quartiers : la Haute Ville (cœur historique derrière les remparts) ; le Lude ; le centre-ville avec le Port ; Saint-Paul ; Calvaire ; Prairies-Mesnil ; Saint-Nicolas (qui correspond à l’ancienne commune de Saint-Nicolas-près-Granville, rattachée en 1962) ; Hacqueville - le Fourneau ; Prétot - la Clémentière et Chausey.

### Voies de communication et transports

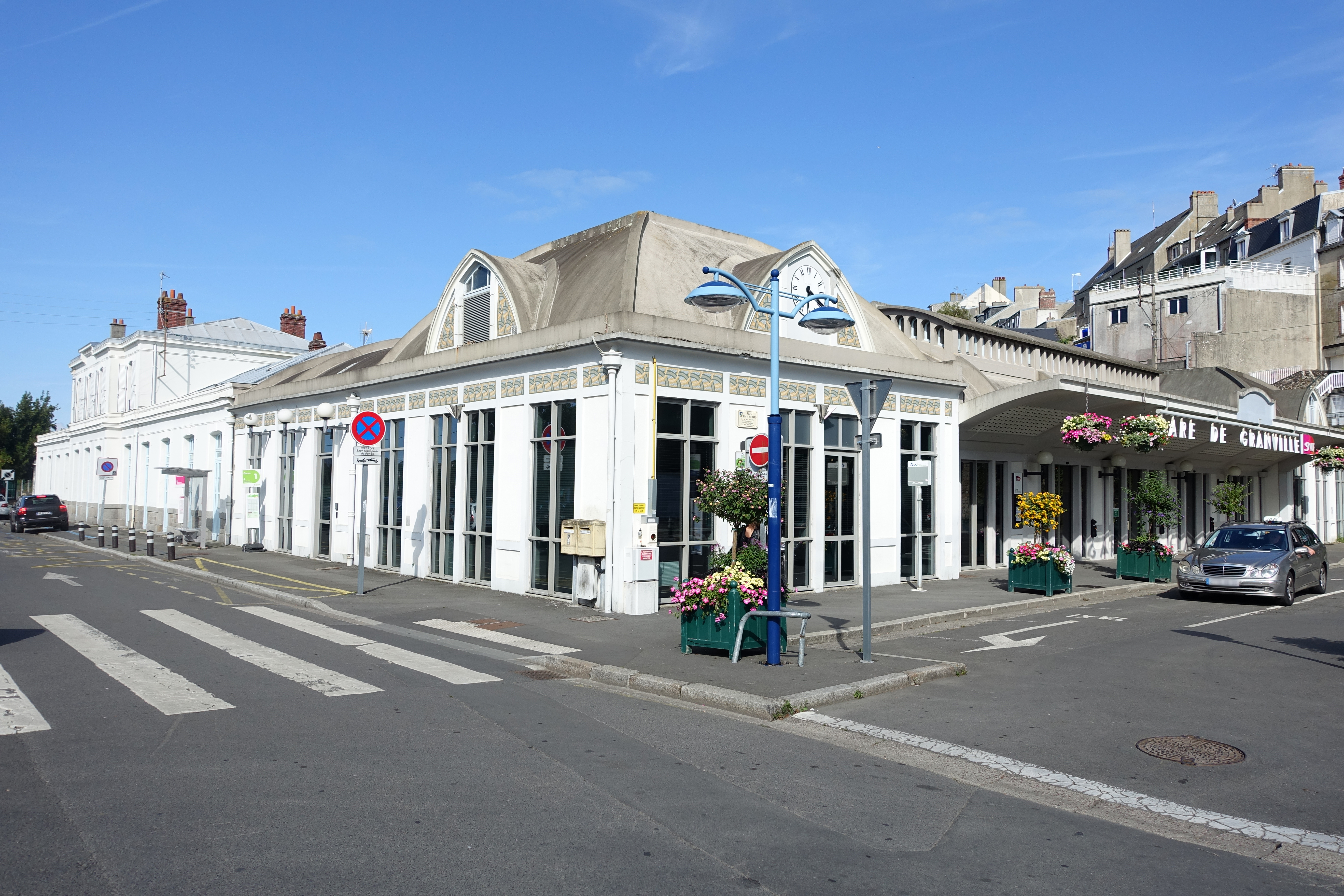
La gare de Granville.

Plusieurs axes routiers desservent la commune notamment les routes nationales déclassées N 171 (aujourd’hui RD 971 depuis Carentan), N 24bis (aujourd’hui RD 924 vers Villedieu-les-Poêles) et N 173 (aujourd'hui RD 973 depuis Avranches). Granville se situe à vingt-cinq kilomètres de l’A84 (E401). Elle est aussi traversée du nord au sud par l'ancienne N 811, aujourd'hui RD 911, la route du littoral jusqu'à Avranches.
La ligne de Paris à Granville, au départ de la gare de Paris-Montparnasse, a son terminus à la gare de Granville. Elle est utilisée par les trains NOMAD. Le projet du tronçon nord de la LGV des Estuaires devrait accroître les possibilités de liaison depuis et vers Granville.
Plusieurs lignes de bus officient à Granville dont le réseau mis en place par le conseil départemental de la Manche, Manéo, devenu récemment le réseau de bus normand NOMAD qui offre également des solutions de transport à la demande
Au départ de Granville, il y a notamment : la ligne 5 permettant d'aller à Saint-Lô (et passant par Donville-les-Bains, Bréhal, Coutances, Belval, Marigny-le-Lozon, etc.).
Il existe par ailleurs le réseau de bus Néva, créé et exploité en régie par la ville de Granville proposant deux lignes de bus : la ligne 1 de la Z.A. du Taillais à la Place Godal et inversement (et passant par la Haute-Ville) ; la ligne 2 de la plage Saint-Nicolas au Cours Jonville (et inversement). Attention néanmoins, le samedi — jour de marché — le bus s'arrête à l'arrêt du Boscq. Le réseau de bus Neva est mis en place depuis le 17 décembre 2014.
L'aérodrome de Granville permet des atterrissages d’avions de tourisme et l'aéroport de Caen-Carpiquet assure les liaisons interrégionales.
En bateau, le port de Granville dessert les îles Chausey et Anglo-Normandes (44 100 passagers) et accueille des activités de fret (197 000 tonnes).
Granville a initié la mise en place de l'application de court-voiturage de covoiturage Karos.

## Toponymie

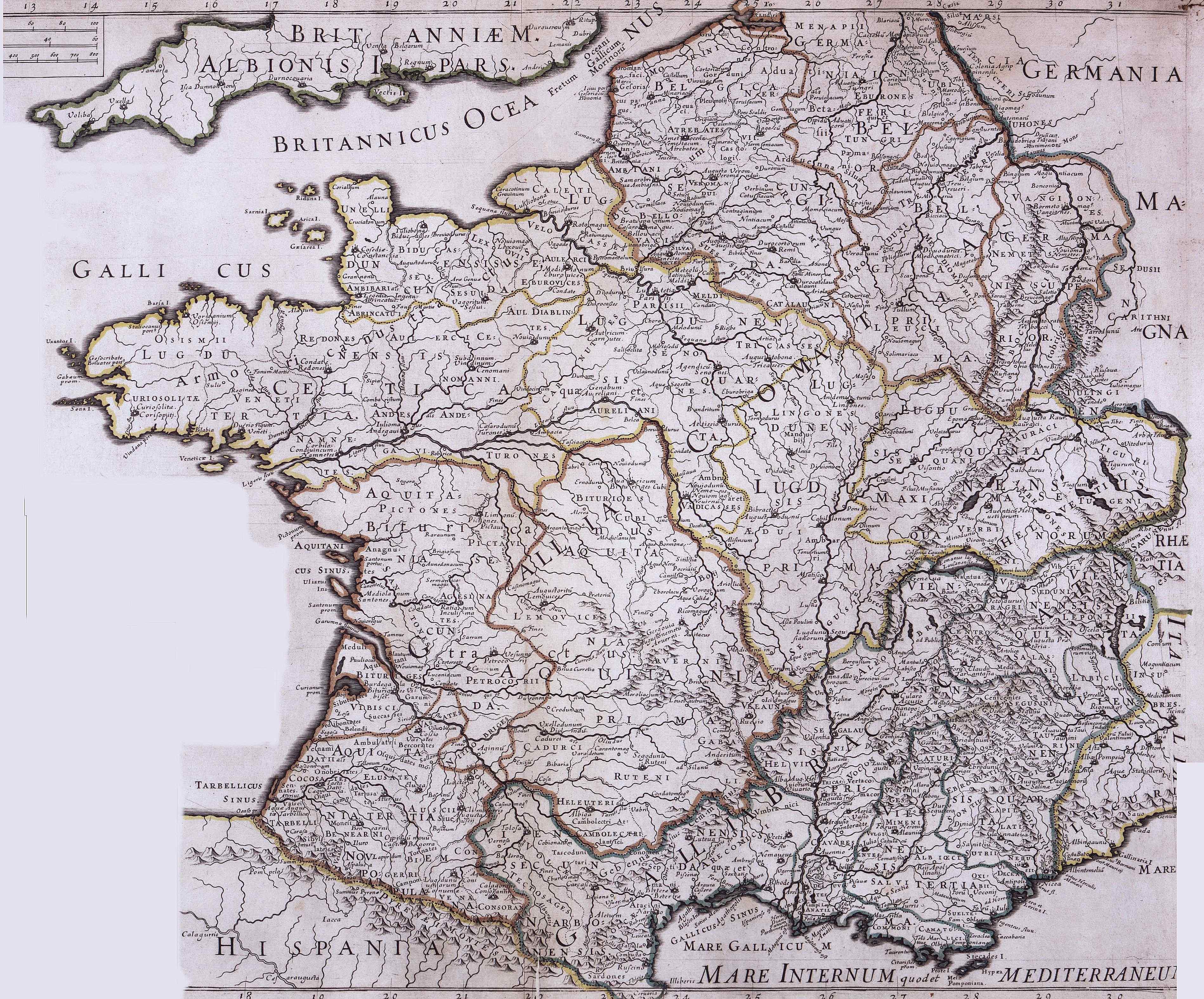
Carte de la Gaule romaine, établie au XVIIIe siècle ; Grannonũ [lire Grannonum] apparaît au-dessus du territoire des Abrincates.

Le nom de la ville est mentionné sous les formes Grandivilla en 1054, de Grande villa en 1056, Grandvilla en 1172, Granville en 1175.
Tous les toponymistes modernes s'accordent sur l'origine de l'élément Gran- : Albert Dauzat et Charles Rostaing classent Granville parmi les toponymes du type Grandvelle / Grandville, dont le premier terme s'explique tout simplement par l'ancien français grant « grand ». François de Beaurepaire leur emboite le pas, ainsi qu'Ernest Nègre et René Lepelley.
Si les spécialistes conviennent tous qu'il s'agit d'une formation médiévale en -ville, le sens exact à donner à cet élément varie entre « village, hameau » (Albert Dauzat et Charles Rostaing, François de Beaurepaire, Ernest Nègre) et « domaine » (René Lepelley) qu'il faut sans doute prendre au sens de « domaine rural », valeur initiale qu'avait le gallo-roman VILLA.
À la Révolution, la ville prit temporairement l'appellation de Granville-la-Victoire (après le siège des Vendéens qu'elle avait enduré victorieusement en 1793), sans que l'ajout de ce déterminant complémentaire ne soit officialisé.
Selon la graphie normande normalisée élaborée dans la seconde moitié du XXe siècle, le nom de la commune s’écrit Graunville (prononcé [ɡʁɑɔ̃vil]).
À l'ouest de la ville se dresse le cap Lihou. Selon René Lepelley, ce nom viendrait du norois hlið, signifiant « passage », mais aussi « côté », et holmr, signifiant « île, îlot ». Il rapporte également que ce toponyme est de même nature que celui de l'île de Lihou. Cependant, il existe une autre explication car aucun élément ne permet de relier l'élément -hou au norois holmr qui a donné -homme, Hom, Houlme en Normandie, par contre, en général, -hou, le Hou remonte au saxon ou à l'anglo-saxon hōh, variante hō « talon », puis « promontoire en forme de talon, escarpement rocheux, rivage abrupt », ou encore « légère élévation »,,.
Le gentilé est Granvillais.

## Histoire

### Origines de la cité

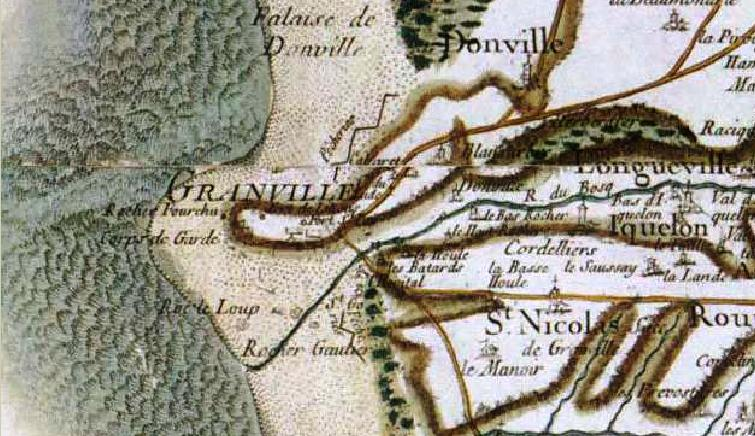
Granville sur la carte de Cassini.

Quelques historiens et géographes du passé ont tenté de relier Granville à Grannonum - Grannona, toponyme attesté dans la Notitia dignitatum relative au Litus Saxonicum du Bas-Empire romain : tribunus cohortis primae novae Armoricanae, Grannona in litore Saxonico. Ceci explique que certaines cartes du XVIIIe siècle décrivant l’ancienne Gaule romaine font apparaître le nom de Grannonum à l’emplacement de Granville (cf. carte ci-dessus). Cette hypothèse est aujourd'hui abandonnée par les spécialistes contemporains, qui placent la station de Grannonum à Port-en-Bessin ou ailleurs.

### Moyen Âge
La baie du Mont-Saint-Michel, Granville et le quartier insulaire de Chausey se seraient trouvés englobés dans la mythique forêt de Scissy, selon la légende engloutie en 709. Granville, au cœur des terres, serait alors devenue comme Dinard ou Saint-Malo une ville côtière sous le nom de Roque de Lihou. Au Xe siècle, les Vikings auraient utilisé la position du cap Lihou pour édifier un retranchement de terre surmontée de palissades. Ce fort n'aurait totalement disparu qu'au XVIe siècle, cependant aucune fouille archéologique n'a relevé l'existence d’un retranchement viking dans la région et plus généralement en Normandie.
Selon Édouard Le Héricher un personnage nommé Glam, peut-être Grant ou Grente, reçut le roc et le havre de Lihou de Rollon lors de la conquête de la Neustrie et lui aurait donné son nom Grantville. Cette hypothèse a été infirmée par tous les travaux du XXe siècle, aussi bien par les toponymistes (voir supra) que par les historiens.
Selon une autre légende répandue, c'est en 1066 que le duc de Normandie Guillaume le bâtard aurait sollicité l’aide d’une famille Grant pour sa conquête de l’Angleterre. En gage de reconnaissance, il lui aurait attribué les terres de la Roque de Lihou. Les Grant, dont on ne possède aucune trace, auraient été les premiers seigneurs de la ville après les Vikings, c'est sur quoi s'appuie une étymologie légendaire du nom de la ville. Robert de Granville, aux côtés de Guillaume le Conquérant, recevra les terres du Suffolk.
En 1143 fut créée la paroisse de Notre-Dame. Un Thomas de Granville, chevalier, est cité en 1252 comme seigneur de Granville. Cette même année, faute de descendant mâle, Jeanne de Granville se maria avec Raoul d’Argouges, seigneur de Gratot. La seigneurie appartenait à la baronnie de Saint-Pair.
Le cap Lihou, comme toute la contrée, à l'exception de l'îlot du mont Saint-Michel, fut pris vers 1420 pendant la guerre de Cent Ans par les Anglais. Ces derniers se servirent du plateau du Roc et du vieux fort viking comme base avancée dans leurs tentatives de s'emparer du Mont.
En 1424, l'affaire criminelle Pierre Le Maçon se déroula à Granville, puis fut jugée par la chancellerie d'Henri VI d'Angleterre en février 1425, à Paris. 
En 1436, les français parviennent à s'emparer du promontoire de Lihou, et en sont chassés par Thomas de Scales.

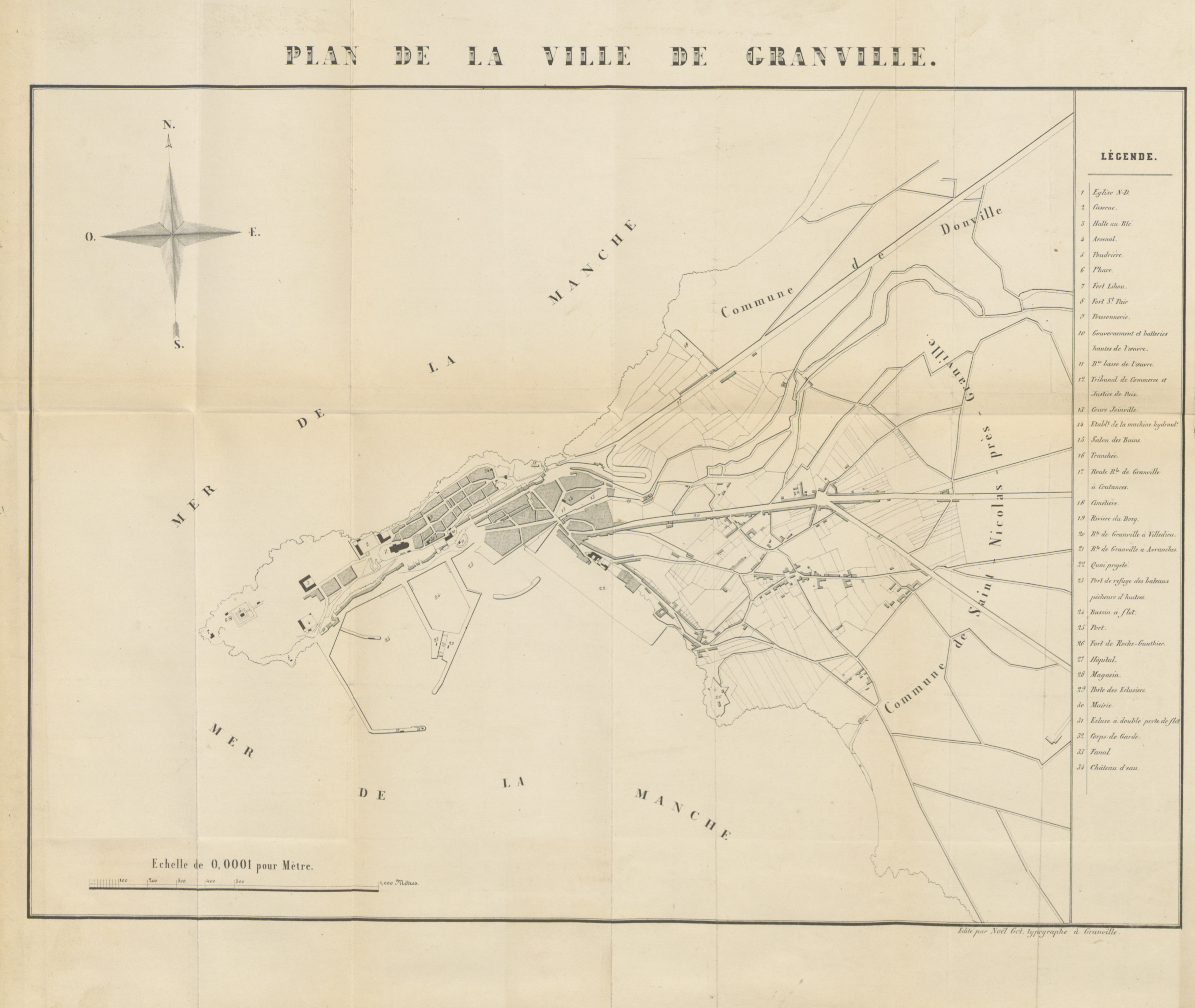
Granville en 1846.

Le 26 octobre 1439, sir Thomas de Scales, sénéchal de Normandie, chef anglais de la guerre de Cent Ans obtient la concession en fief du roc de Granville, contre une redevance annuelle, le jour de la Saint-Jean Baptiste (24 juin), d'un chapeau de roses vermeilles, de Jean d’Argouges, seigneur de Granville et de Gratot. Pour protéger la place, Thomas de Scales fortifie les lieux et fait creuser un profond fossé taillé dans le roc, coupant ainsi l'isthme étroit (à hauteur du casino), de sorte que la mer et les eaux du Boscq fassent de la pointe une île, et force les pêcheurs à raser leurs maisons et transporter les matériaux sur les hauteurs. Sur ordre du roi Henri VI d'Angleterre, afin d’isoler le mont Saint-Michel, dernière tête de pont française en territoire normand, il édifie l’enceinte de la ville nouvelle (Haute-Ville) qui s'étire sur 500 mètres de longueur. En 1440 commence la construction de la citadelle au centre de la Haute-Ville, ainsi que celle de l'église Notre-Dame. L'ensemble occupant un carré de 150 mètres de côté.
Le 8 novembre 1442, alors que les travaux ne sont pas achevés, par ruse, Louis d'Estouteville, avec sa garnison du Mont-Saint-Michel, reprend la place qui resta dès lors définitivement aux mains des Français bien que la Normandie restât anglaise jusqu'en 1450. Charles VII décide alors de faire de Granville une ville fortifiée, en augmente les fortifications, et signe en 1445 une charte octroyant des armoiries et exemptant d’impôts les habitants. L'enceinte, comme représentée sur un plan de Gomboust réalisé en 1650, et dont il ne reste rien, devait enclore l'église et s'étendre jusqu'à l'isthme.
Le 29 novembre 1463, Louis XI désintéresse les moines du Mont-Saint-Michel, barons de Saint-Pair, de tous les droits que les religieux pourraient avoir sur le roc, jusqu'à la rivière du Bosc, en échange des droits qu'il a sur les moulins de Pontorson et de Gavray. Puis il  donne la ville au cardinal Guillaume d'Estouteville, frère aîné de Louis. En 1470, Louis XI visite la ville afin de s’assurer de sa fidélité dans le conflit qui l’oppose aux Bretons et Bourguignons[réf. nécessaire].
Dès 1450, les navires pêchaient à Terre-Neuve.

### Temps modernes

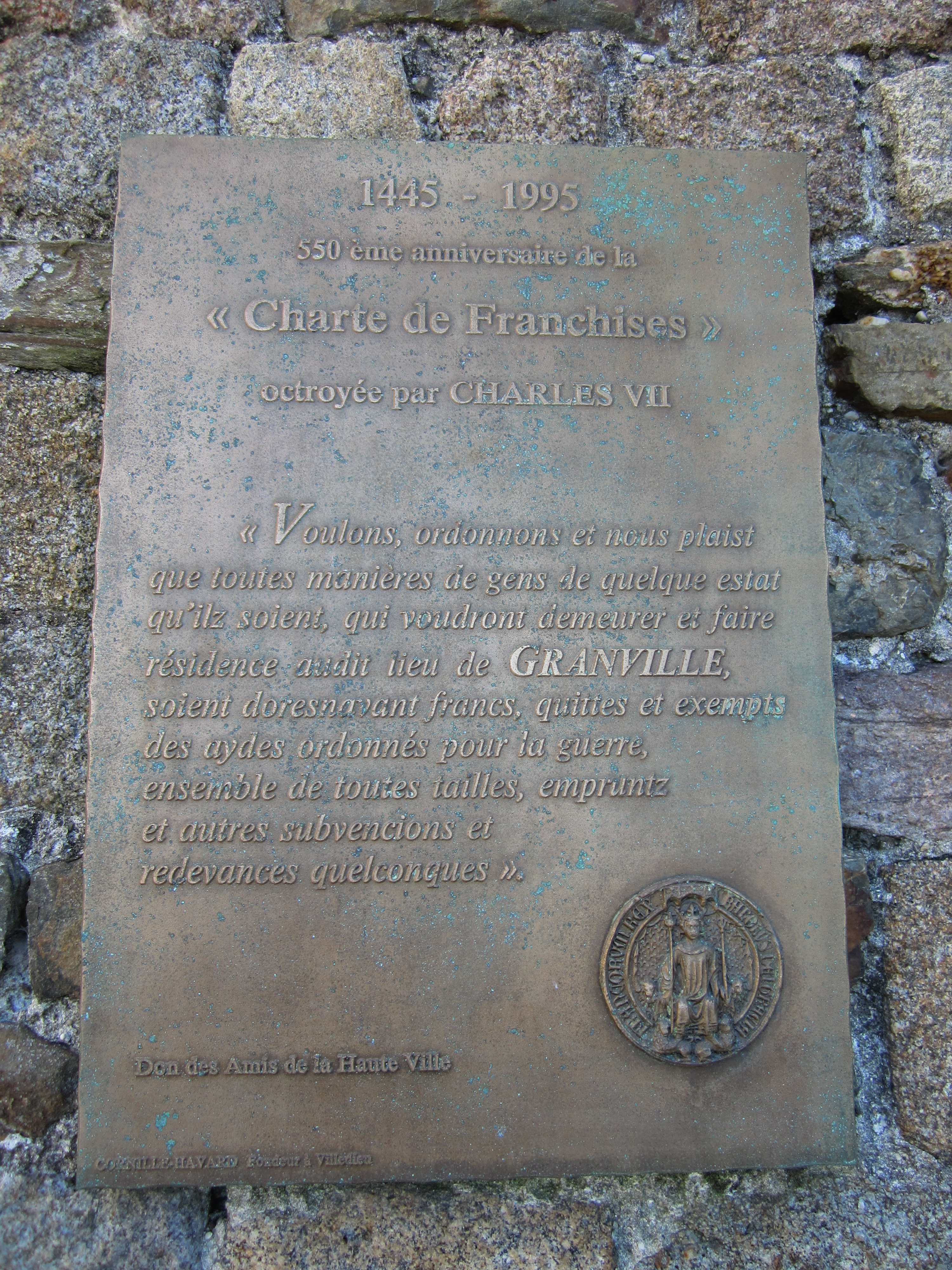
Une plaque commémorant la charte de franchises de Charles VII est apposée sur le mur des remparts sud, place de l'Œuvre en 1995.

En 1492, les Juifs d’Espagne chassés par le décret de l'Alhambra arrivèrent en France. Une communauté s’installa à Granville, leur droit de commercer et de prêter de l’argent permit à la ville d’armer une flotte importante. En 1562 débute la réfection des remparts et une garnison s’installe dans les casernes. Puis en 1593 les clefs de la ville furent présentées à Henri IV, marquant l’importance de la cité pour le royaume. Les habitants fidèles à la religion catholique, repoussèrent les différentes attaques des réformés, pour ne se soumettre qu'à Henri IV en 1599. Sous Louis XIII, les fortifications sont adaptées à l’artillerie.
En 1635, sous le règne de Louis XIII est créée la vicomté de Granville à la suite du démembrement de la vicomté de Coutances.
Dans la seconde moitié du XVIIe siècle, la place a pour gouverneur François de Matignon comme il est précisé dans un aveu du 25 février 1670,.
Granville eut pour seigneur Jean-Eustache Le Mercier de Cantilly (v. 1650-1733), également seigneur du Mesnildrey, de Saint-Ursin et de Saint-Léger et son épouse Françoise de Saint-Ouen (1661-1739), décédés sans postérité au manoir de la Sanguinière et qui furent inhumés dans l'église de Saint-Ursin. Par la suite, la place fut commandée par Clair Fraslin du Moncel (1688-1771), seigneur du Lorey. Ce fut lui qui, en 1758, fit des préparatifs de défense pour repousser la flotte anglaise, commandée par le duc de Marlborough, Charles Spencer, qui parut dans la baie de Cancale, et menaça Granville ; mais les Anglais, arrivés le 4 juin, repartirent le 14.

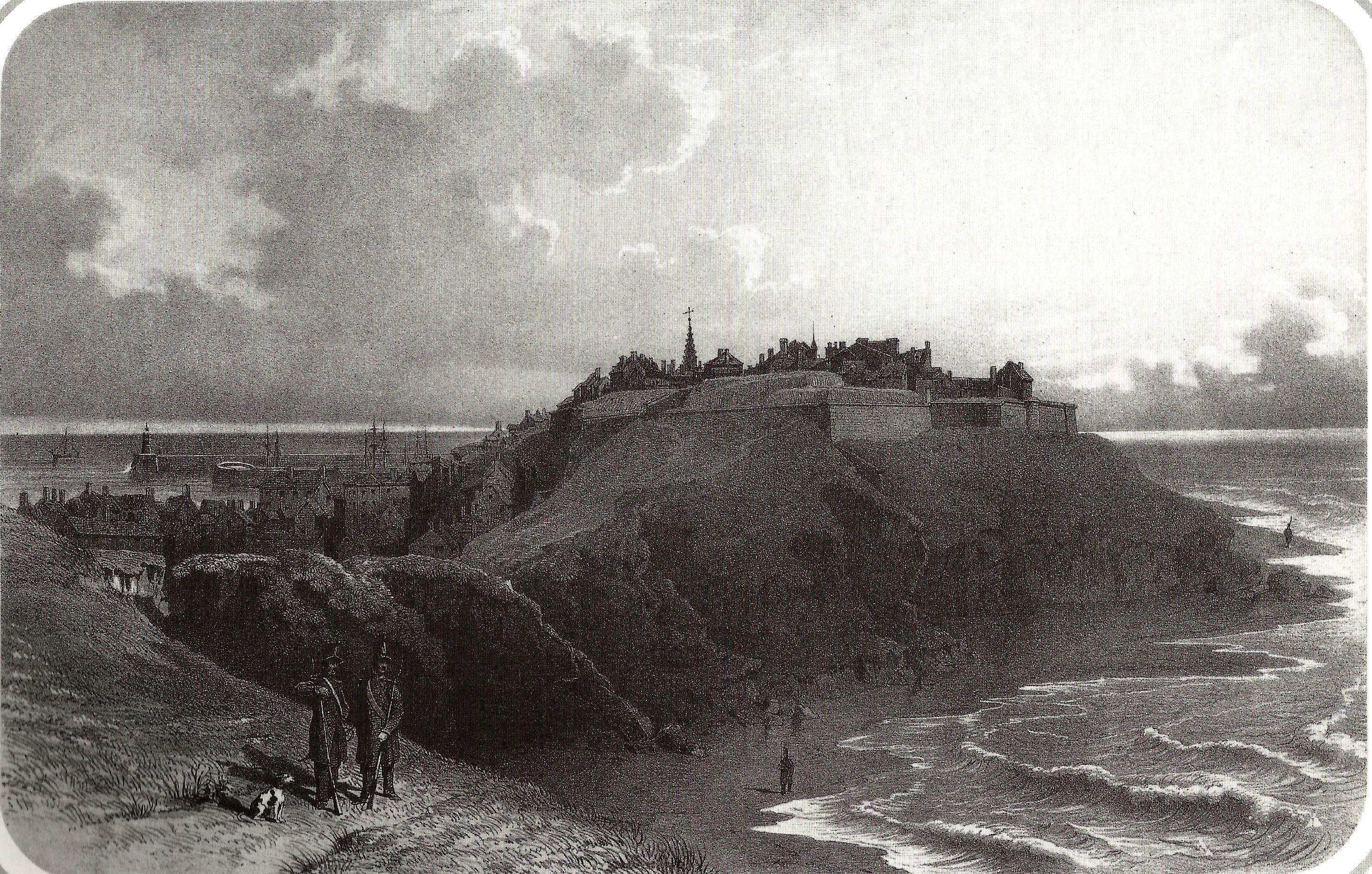
Vue de Granville, gravure de Thomas Drake, 1856.

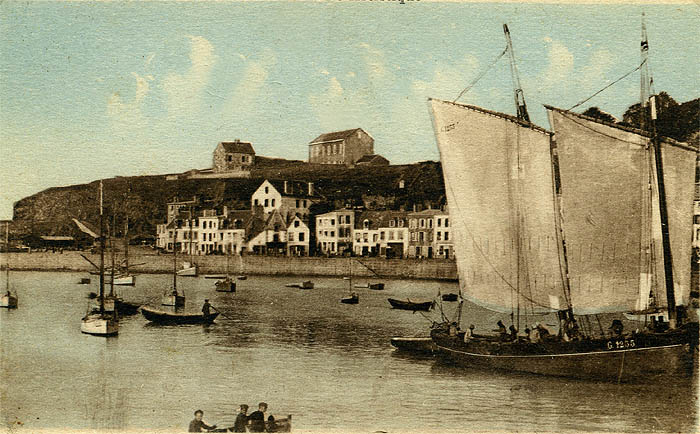
Le port de Granville au début du XIXe siècle.

À partir du règne de Louis XIV, les navires granvillais eurent le droit de pratiquer la course. Dès lors, entre soixante-dix et quatre-vingts bâtiments sont armés et Granville donne quinze amiraux à la France, dont le plus connu est Georges-René Pléville Le Pelley. En 1686, Vauban décrivait la place forte de Granville ainsi : « Il y a un rempart principal. Il est doublé à l'ouest par un autre un peu moins élevé (braie), dont il est séparé par un fossé de deux à trois mètres de large. En outre, et toujours à l'ouest et au sud, cette double enceinte est triplée d'un chemin couvert, c'est-à-dire un grand fossé bordé de palissades. […] ». La montée du Moulin-à-Vent est occupée, poursuit Vauban, par une fortification moderne, un réduit, greffée sur l'enceinte principale. Ce dernier suggère des transformations importantes des fortifications, mais comme à Cherbourg, celles-ci furent rejetées par Louvois.
En 1688, Louvois fait même raser une partie des défenses de la ville, notamment la braie et le réduit et avec leurs déblais on comble le grand fossé, ne conservant que l'enceinte principale dont le parapet est rasé. En 1692, Louis XIV nomme Luc Le Boucher de Vallesfleurs premier maire perpétuel de Granville. Mais en 1695, durant la guerre de la Ligue d'Augsbourg, les Anglais bombardent la cité, détruisant vingt-sept maisons. On réalise alors quelques défenses projetées par Vauban, notamment une redoute sur le Roc, dans la crainte, comme à Cherbourg, d'une attaque anglaise.
Les membres de la famille Grimaldi de Monaco eurent la charge de gouverneurs de Granville de 1715 à 1790 alors que la branche aînée des Matignon s'était établie en Normandie depuis le XVe siècle. C'est en 1715 que le Prince  Antoine Ier de Monaco qui n'avait que des filles, choisit de marier son ainée Louise-Hippolyte à Jacques Goyon de Matignon.
Les remparts sont relevés et augmentés en 1720. Puis, à partir de 1749, des travaux d’aménagement et d’agrandissement du port sont entrepris, avec, en 1750, la pose du môle toujours présent aujourd’hui. Ces travaux s’achèvent en 1757, entre-temps, une nouvelle caserne est construite. En 1763, un incendie ravage les faubourgs. En 1777, une nouvelle caserne est ajoutée, la caserne Gênes encore présente de nos jours. Le 20 juillet 1786, un nouvel incendie se déclare, cette fois dans le quartier de la Tranchée, aux portes de la citadelle.

#### Les vicomtes de Granville
Le premier est Thomas Alleaume, sieur de la Meauffe, puis on trouve Jean André Le Boucher de Vallesfleurs (1704-1762), auquel succède son fils Luc-François Le Boucher de Vallesfleurs,. Le dernier vicomte fut François Léonor Couraye-Duparc (1746-1818).

### Révolution française et Empire
Le 24 brumaire an II (14 novembre 1793) a lieu le siège de Granville par l'armée vendéenne commandée par Henri de La Rochejaquelein au cours de la virée de Galerne. Repoussés par la population et la garnison sur place avec à leur tête le conventionnel Jean-Baptiste Le Carpentier, ayant perdu deux mille hommes, ils doivent abandonner l’assaut le 15 novembre 1793, date à laquelle la rue des Juifs est incendiée par les défenseurs de la ville pensant à tort que les Vendéens étaient encore sur place. Le 14 septembre 1803, les Anglais bombardent à nouveau la ville après avoir imposé un blocus des côtes. La ville perd plusieurs citoyens dont les noms sont inscrits à l'entrée de la Haute-Ville. Deux d'entre eux ayant trouvé la mort sur les remparts sud, Jacques Clément-Desmaisons et Julienne Le Vigoureux, ont donné leurs noms à des voies de la ville.

### Époque contemporaine

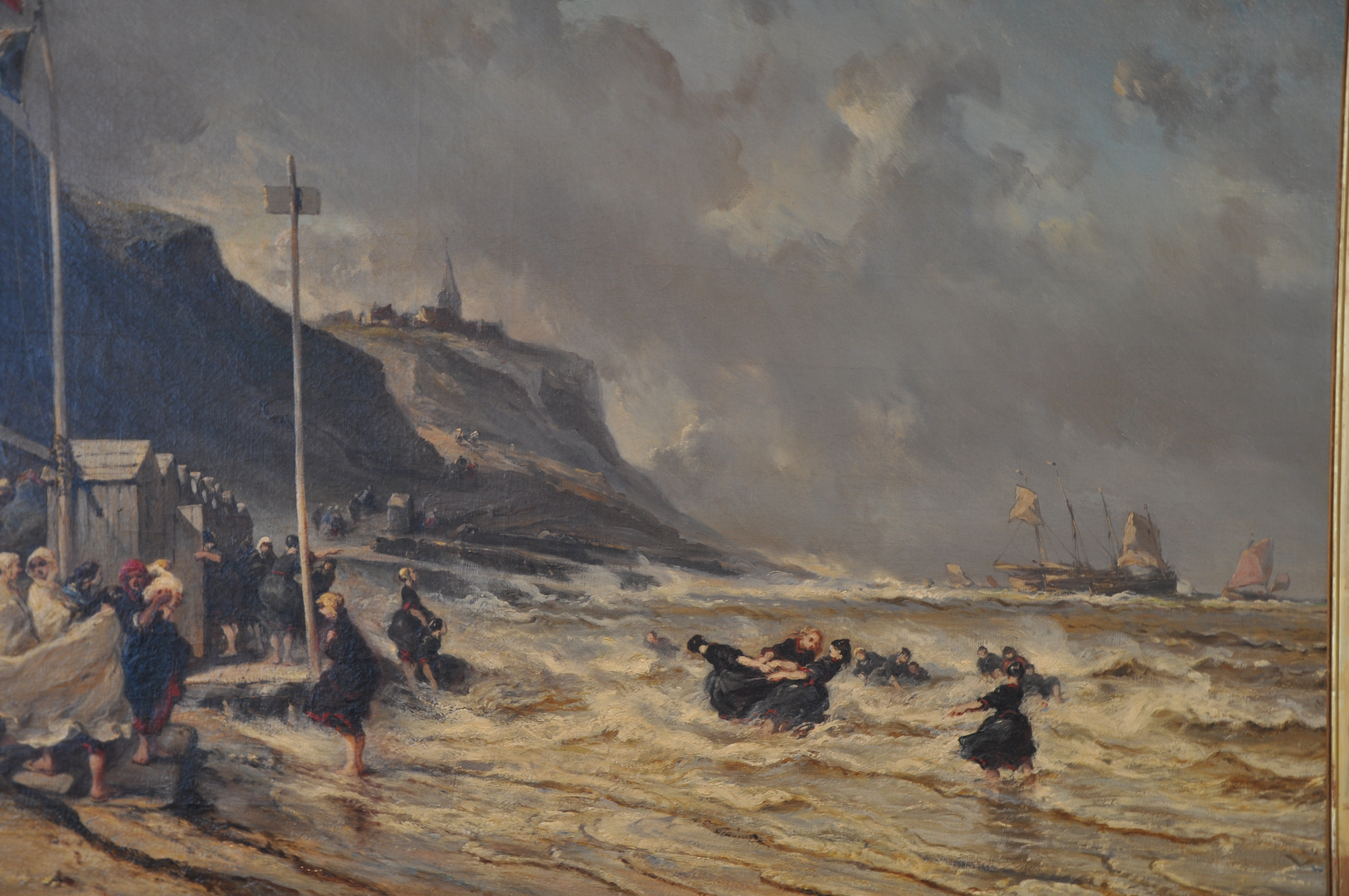
La Plage
(Eugène Isabey, 1863).

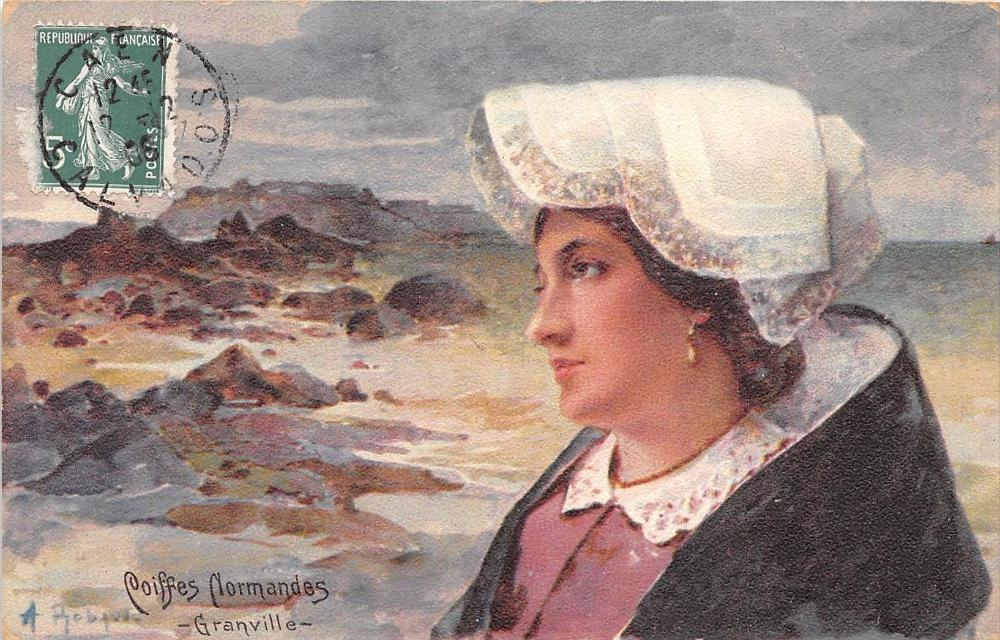
Coiffe de Granville.

À partir de 1815, après des années de conflits militaires, en pleine Restauration, Granville semble vouloir prendre une nouvelle orientation. La chambre de commerce et d'industrie est créée ; en 1816, les rives du Boscq sont baptisées cours Jonville ; en 1823, le môle est joint à la terre, et, en 1827, est posée la première pierre du phare du Roc. La vogue des bains de mer arrive à Granville cette même année 1827. Dorénavant, chaque année, du 1er juillet au 31 août, on monte en contrebas du roc un hangar en bois où l'on se sèche, se restaure et ou l'on danse parfois. En 1830, Stendhal écrit à propos du développement de la ville : « depuis la révolution de 1830, on bâtit une fort jolie ville au pied du rocher de Granville et tout contre le port ». Celui-ci prend son aspect actuel après 1856 avec l’inauguration du bassin à flot et de l’écluse. En 1860, le premier casino en bois construit par l’ancien maire Méquin est inauguré. En 1865, il est suivi par l’hospice Saint-Pierre. En 1866, Victor Chesnais (Granville 1835 - 1887), magistrat, compose un hymne pour sa ville, « La Granvillaise », adapté en 1868 au théâtre et du journal le Granvillais.

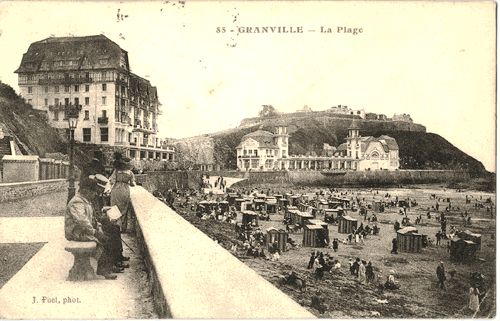
La plage du Plat Gousset au début du XXe siècle, avec à gauche le Normandy et à droite le Casino.

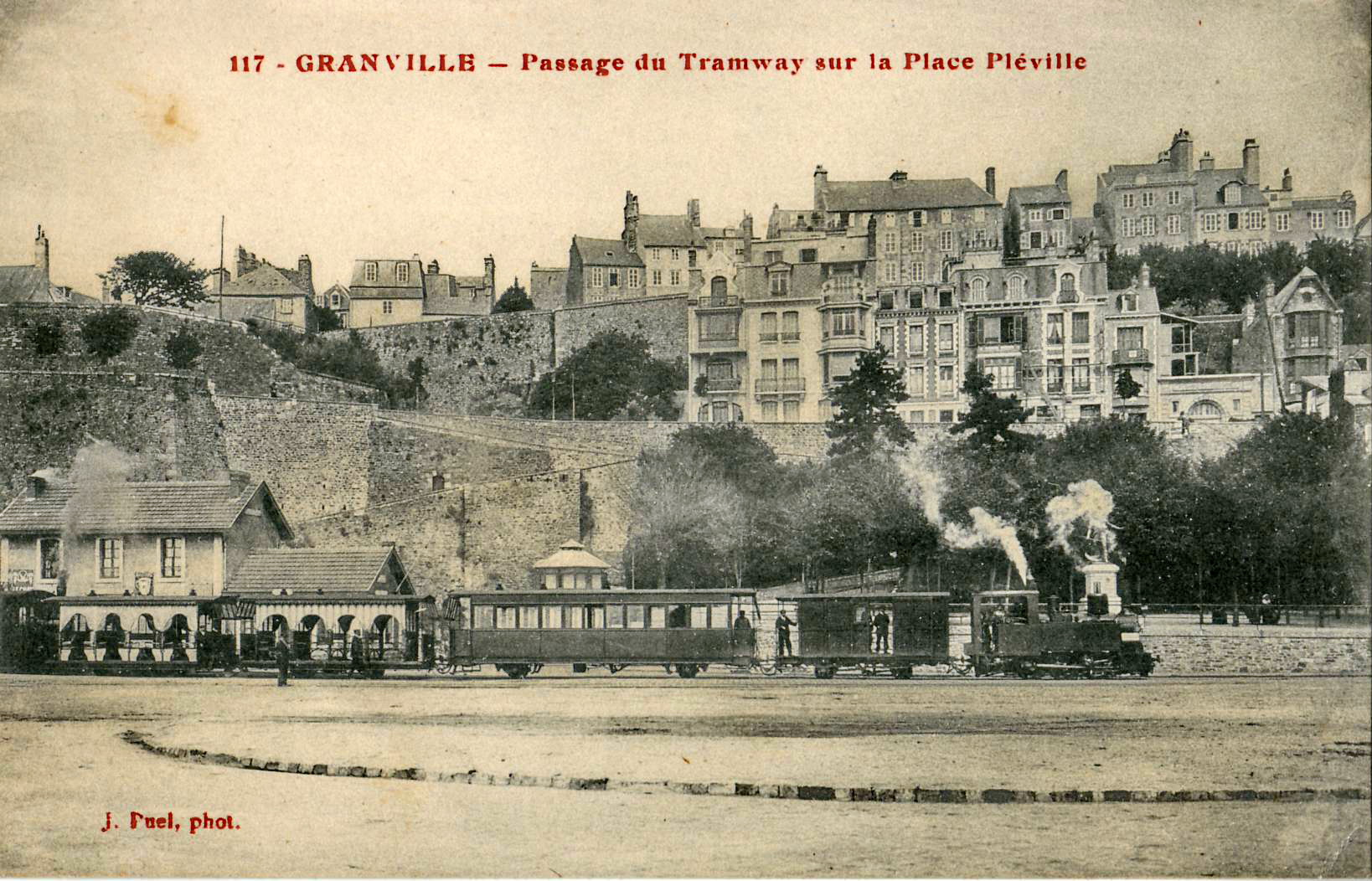
Les Chemins de fer de la Manche font circuler des tramways sur les lignes de Granville à Sourdeval et de Granville à Condé de 1908-1909 à 1936.

En 1867, la ville s’équipe du premier canot de sauvetage à aviron, le Saint-Thomas-et-Saint-Joseph-de-Saint-Faron. En 1869, le journal Le Granvillais est créé et, en 1870, la ligne de Paris à Granville et la gare sont inaugurées le 3 juillet. La ville devint alors réellement une station balnéaire accueillant les Parisiens et des hôtes de marque comme Stendhal, Jules Michelet ou Victor Hugo, ou les parents de Maurice Denis, qui naquit « accidentellement » à Granville. 
Avec son casino, la station balnéaire, voit notamment apparaître la promenade, surplombant la mer, dite du « Plat Gousset ». Ce microtoponyme reçoit deux interprétations liées au terme de gousset plat qui désigne une petite bourse vide et à l'activité touristique suscitant une ségrégation socio-spatiale : la promenade gratuite était empruntée par les gens moins aisés qui n'avaient pas les moyens d'aller au Casino ou qui y avaient été détroussé alors que les Mondains du Tout-Paris privilégiaient la promenade payante du Casino inaugurée en 1911,.
À partir de 1875 on assiste à une reprise de grands travaux, avec la construction d’un réservoir de 1 200 m3, des casernes Polotsk et Solférino, de la halle à la criée. La ville continue de s’équiper avec l’ouverture en 1884 de la bibliothèque municipale, en 1886 du groupe scolaire Saint-Paul, en 1887 de la forme de radoub et en 1897 d’un corps de sapeurs-pompiers. Pour divertir les estivants, la Société des Régates Granvillaises est fondée en 1889, l’hippodrome et la Société des Courses de Granville en 1890, le golf en 1912. Le 22 octobre 1895 eut lieu l’accident du train Granville - Paris en Gare de Paris-Montparnasse. Enfin, en 1898, l’église Saint-Paul est inaugurée.

#### XXesiècle

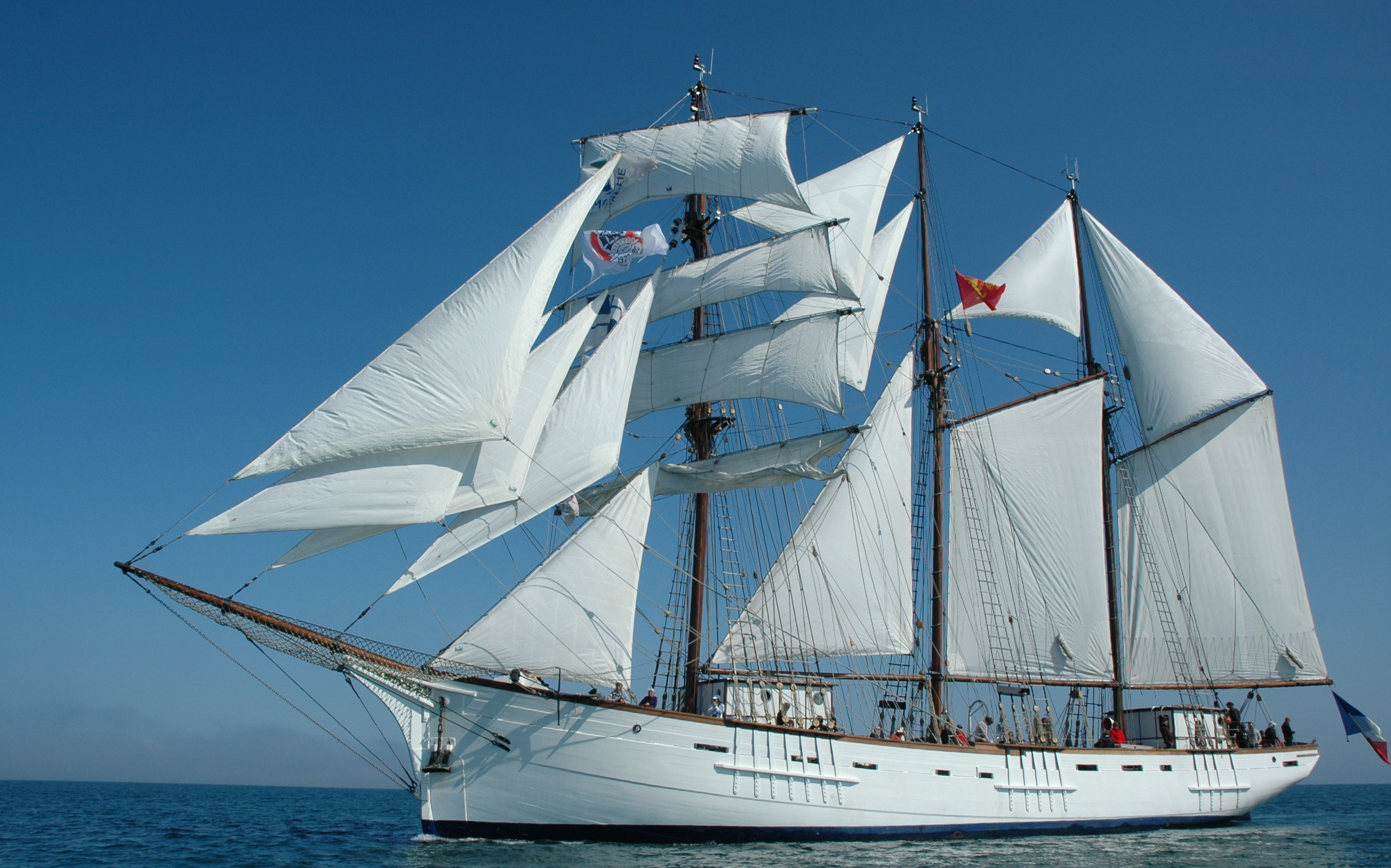
La pêche morutière granvillaise représente au début du XXe siècle 12 % de la production nationale française, venant après Fécamp, Bordeaux et Saint-Malo. Le Marité, fleuron de cette pêche morutière des années 1920, est aujourd'hui le dernier terre-neuvier français en état de navigation.

Le XXe siècle débute après l’incendie du château de la Crête dans la nuit du samedi 28 décembre 1901. En 1908, la ville se dote d’un syndicat d’initiative. Elle devint aussi un centre de communication avec l’ouverture en 1908 de la ligne de chemin de fer et tramway de Granville à Sourdeval en passant par Avranches, celle vers Condé-sur-Vire en 1910. En 1911, le nouveau casino est inauguré, comme la maternité et la Caisse d'épargne par le ministre Jules Pams. En 1912, l’électricité est installée dans la commune et le Normandy-Hôtel est inauguré. L'année 1914 est endeuillée avec la perte de quatre marins dans l’accident du canot de sauvetage l’Amiral-Amédée-Roze et ensuite du départ pour la guerre des soldats des 2e et 202e régiment d'infanterie.
La guerre passée, les régates reprennent en 1919, le carnaval en 1920 et l’enfant du pays, Lucien Dior, devenu ministre du Commerce dans le septième gouvernement Aristide Briand vint visiter la ville en 1921. En 1925, une nouvelle gare est inaugurée, Granville devint une station climatique et l’Hôtel des Bains ouvre en 1926. La ville est alors surnommée la « Monaco du Nord », slogan qui alimentera les campagnes publicitaires des Années folles, de l'Entre-deux-guerres et des années 1950-1960, menées par le syndicat d'initiative local pour attirer les touristes. En 1931, le dernier navire de pêche revint de Terre-Neuve.

##### Seconde Guerre mondiale

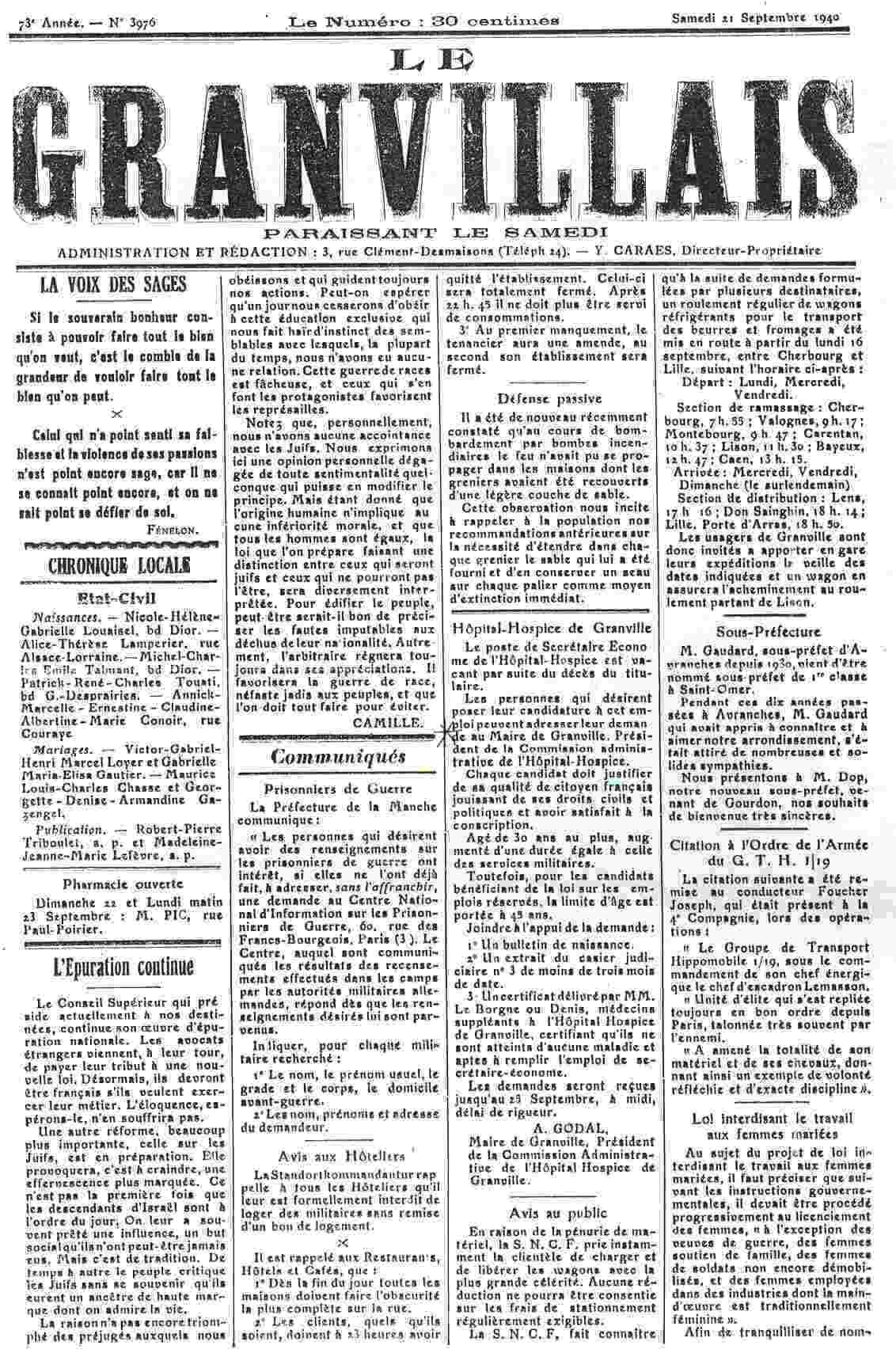
La une du journal Le Granvillais du 21 septembre 1940 sur laquelle figure l’article signé « Camille » dénonçant les lois racistes du gouvernement de Vichy.

Ville de garnison et cité côtière fermant la baie du Mont-Saint-Michel, Granville a toujours été convoitée lors des conflits armés. Le 17 juin 1940, les Allemands entrent dans Granville. Le 21 septembre 1941, un article parut dans Le Granvillais signé du nom de « Camille », où l’auteur alertait les lecteurs sur les dangers et le manque de fondement des prochaines lois sur le statut des Juifs du régime de Vichy. Malgré cette marque de résistance, huit Granvillais juifs sont déportés vers Auschwitz : Léon Bobulesco et ses deux fils Armand et Rodolphe, Simon Goldenberg, sa femme Minka et leurs enfants Henri et Ruben, Smil Weesler. Le 22 juin 1941, jour de l'invasion de l'Union Soviétique, trois communistes subissent le même sort : Léon Lamort, René Loncle et Charles Passot. Cinq réfugiés russes : Israel Barinbaum, Aram Khatchadourian, Valérian Knoh, Makar Kochan, André Smolniakoff et Alexis Anokine, naturalisé, sont arrêtés le même jour.
L’ensemble de la population subit les contraintes de l’Occupation. Dès le début, les Allemands construisirent des fortifications sur la pointe du Roc et interdisent l’accès au port. Le 20 mai 1942, un nouveau conseil municipal est installé par le préfet. Le 1er avril 1943, la totalité de la Haute-Ville doit être évacuée, des barrières et des barrages antichars en empêchent l’accès. L’hôtel Normandy est transformé en kommandantur et en antenne de la Gestapo.
Un nom marque cette période : Maurice Marland. Né le 12 février 1888 à Falaise, professeur d’anglais, de français et d’instruction civique, il dirigea un réseau de résistance. Notable de la ville, en 1939, il organisa l’accueil des réfugiés belges et l’évacuation des soldats britanniques. Plus tard, avec Jules Leprince, ils mirent en place des évasions vers Jersey. Tout au long de l’occupation, ses relations lui permirent de monter un réseau clandestin de renseignement sur les installations portuaires et ferroviaires et sur le dispositif ennemi dans les îles Anglo-Normandes. Arrêté puis relâché en 1941 et 1943, il continua malgré tout son action jusqu’au 22 juillet 1944 où il fut arrêté et abattu en forêt de Lucerne à la demande de collaborateurs. Le 23 juillet 1994, son fils Serge Marland déposa une plainte pour crime contre l'humanité, l’enquête conclut à l’assassinat par des soldats allemands. Aujourd’hui, le lycée hôtelier de la commune porte son nom[pertinence contestée].

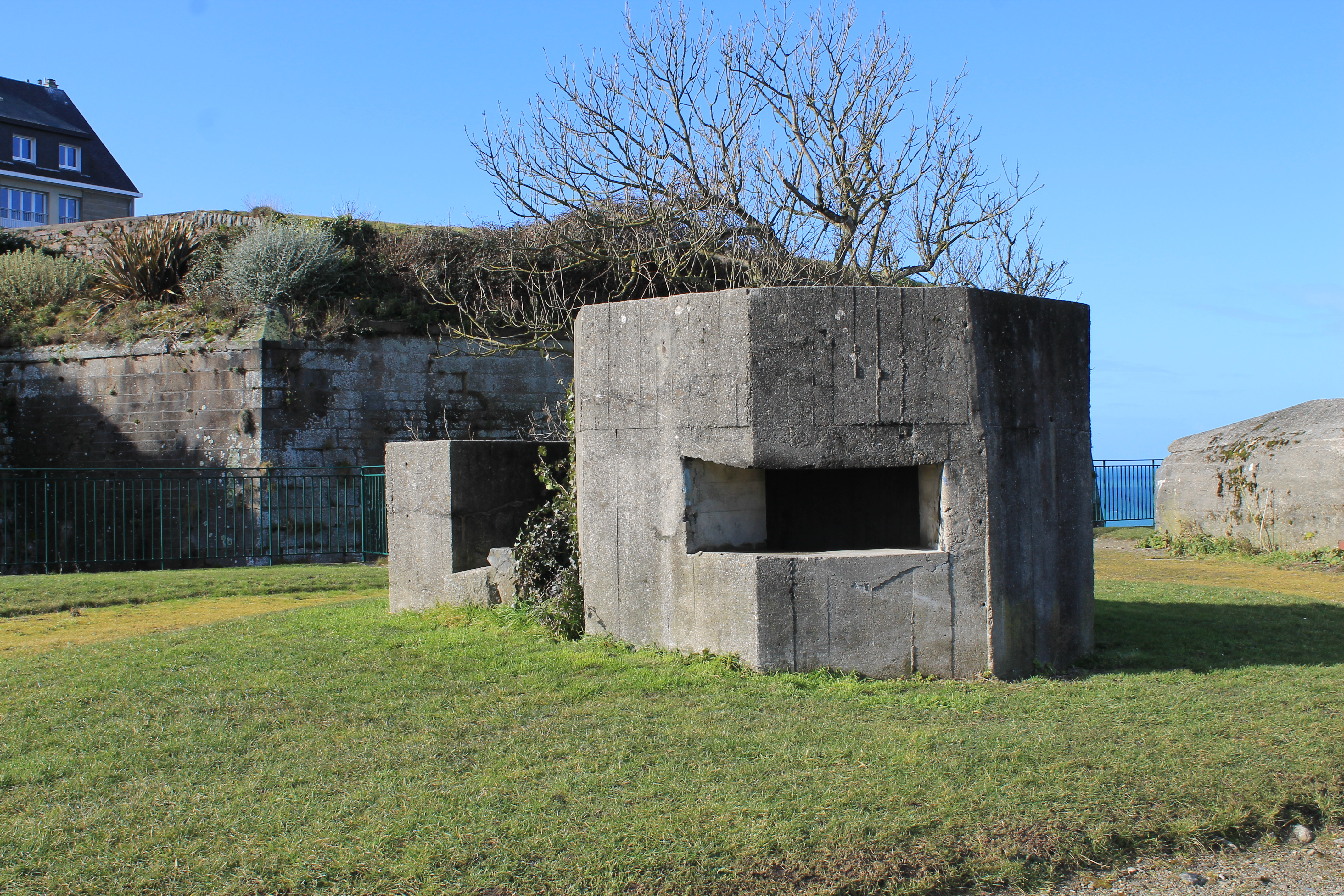
Casemate de la Seconde Guerre mondiale.

Le 6 juin 1944, le « Plan Vert » de sabotage des lignes ferroviaires est mis en œuvre avec la coupure de la ligne de Paris à Granville. Libérée sans combats le 31 juillet 1944, la ville voit passer pendant deux jours les troupes du général Patton, qui descendent vers le centre-ville par la route de Coutances et remontent la rue Couraye pour sortir par la route d'Avranches : les vibrations provoquées par le passage des blindés pendant deux jours firent tomber pour plusieurs maisons les plaques de façade qui portaient leur nom.
Granville est réoccupée quelques heures le 9 mars 1945 par des soldats allemands débarqués de Jersey. Le 9 mars 1945, alors que la France est libérée et que les troupes alliées, à huit cents kilomètres de là, avaient commencé à franchir le Rhin, des troupes allemandes basées à Jersey encore occupée lancent un raid commando audacieux contre Granville. Bien que repérés par le radar de Coutainville, les Allemands à bord d’embarcations légères réussissent à débarquer de nuit dans le port de Granville. Ils dynamitent des installations portuaires et coulent quatre cargos. Quinze soldats américains, huit Britanniques et six Français sont tués, soixante-dix prisonniers allemands sont libérés et cinq américains et quatre britanniques sont capturés avant que le commando allemand ne prenne la fuite.

##### Après guerre
Pendant la guerre d'Algérie, le quartier abrite, de 1956 à 1961, la 3e demi-brigade, puis le 21e bataillon de chasseurs à pied. C’est alors un centre d’instruction pour plusieurs milliers de recrues du contingent avant de partir en Kabylie ou dans la région de Tiaret.
En 1957, la ville accueille le Tour de France.
En 1962, la ville de Granville absorbe la commune de Saint-Nicolas-près-Granville ; cette dernière, au cours de la période révolutionnaire de la Convention nationale (1792-1795), a porté le nom de Champ-Libre.
Le 4 juin 1965, Granville accueille le Premier ministre Georges Pompidou.
En 1970, le Centre Régional de Nautisme s’installe à Granville et en 1975, le port est complété d’un bassin de plaisance. En 1972, la Chambre de Commerce et d’Industrie de Granville fondée en 1815 prend le nom de CCI Granville-Saint-Lô, pour devenir en 2000 la Chambre de commerce et d'industrie de Centre et Sud-Manche. En 1973, Heudebert ouvre une usine de production de biscottes toujours en activité. Dans les années 1980, les dons de Richard Anacréon permettent l’ouverture du musée d’art moderne, de nombreux bâtiments de la commune sont classés ou inscrits aux monuments historiques.
En 1984, les régiments militaires quittent les casernes, permettant le réaménagement de la pointe du Roc. En 1982, la ville se dote d’un nouvel hôpital. En 1991 ouvre le Musée Christian-Dior et est signée la charte du Douzelage.

#### XXIesiècle
En 2000, la pépinière d'entreprises voit le jour. En 2003, l’autoroute A84 rapproche Granville des autres agglomérations et capitales.

## Politique et administration

### Politique locale

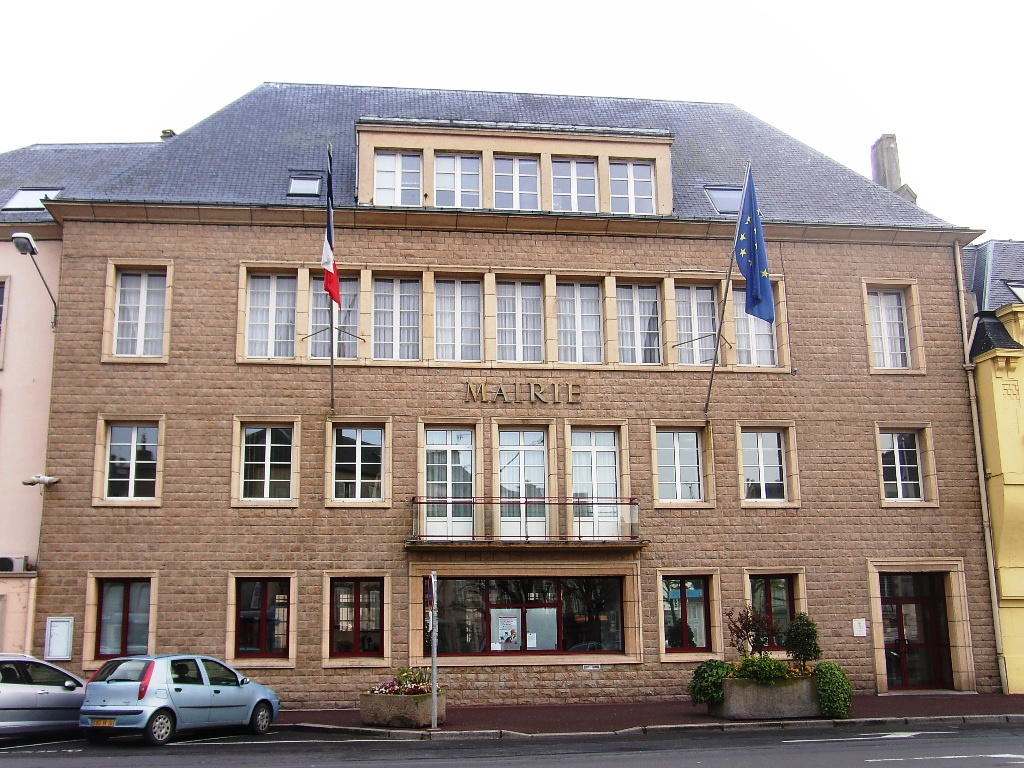
Bâtiment de la mairie.

Granville est le chef-lieu du canton de Granville. La commune est rattachée à la deuxième circonscription de la Manche représentée par le député Bertrand Sorre (La République en marche !).
Trente-trois élus siègent au conseil municipal, répartis en vingt-cinq membres de la majorité municipale issus d'une liste sans étiquette, un groupe de sept conseillers d'une liste DVD, menée par l'ancienne maire Dominique Baudry, ainsi qu'un élu déjà membre de l'opposition lors de la précédente mandature sous une étiquette frontiste,. Le conseil est présidé par le maire, Gilles Ménard.
Granville est rattachée aux tribunaux d’instance et de grande instance d’Avranches, aux tribunaux de commerce et de prud’hommes de Coutances, à la cour d'appel de Caen. L’Insee lui attribue le code 50 1 15 218.
En 2008, la commune disposait d’un budget de 30 041 000 € dont 22 080 000 € de fonctionnement et 7 961 000 € d’investissement, financés pour 38,39 % par les impôts locaux, la dette municipale s’élevait la même année à 15 318 000 €. Les taux d’imposition en 2008 s’élevaient à 13,12 % pour la taxe d'habitation, 22,06 % et 47,53 % pour la taxe foncière (bâti et non bâti), 14,30 % pour la taxe professionnelle fixées par la Communauté de communes du Pays granvillais. Deux Foyers de jeunes travailleurs sont installés dans la commune, une société de gestion d’HLM gère 1 563 logements sur la commune, un centre communal d'action sociale assure les aides aux personnes en difficultés.
La ville adhère à la communauté de communes de Granville, Terre et Mer pour l’aménagement du territoire, le développement économique et du logement, la valorisation de l’environnement, l’organisation des secours. Elle dirige aussi le SMBCG (Syndicat mixte des bassins côtiers granvillais) pour la protection des eaux côtières contre les risques microbiologiques.

### Tendances politiques et résultats
Dans le cadre des élections, la population de Granville se montre relativement conservatrice et vote régulièrement comme l’ensemble de la population nationale, suivant ainsi la « vague rose » lors des élections régionales de 2004 mais au contraire votant à une large majorité pour le traité constitutionnel européen. Un groupe d’opposition édite un journal, Le Sans-culotte de Granville et Coutances. Des comités de quartier sont répartis dans la commune pour l’animation du débat local. En 2008, la liste menée par le conseiller général divers gauche sortant, Daniel Caruhel, ex-socialiste mais soutenu par le maire UMP sortant, Marc Verdier, et abritant neuf membres divers droite de la majorité sortante, emporte le scrutin municipal contre le candidat officiel du Parti socialiste. Le canton revient à Jean-Marc Julienne, adjoint de Marc Verdier et colistier de Daniel Caruhel, appartenant au Nouveau Centre mais élu sans étiquette.
Élections présidentielles, résultats des deuxièmes tours
- Élection présidentielle de 2002 : 86,65 % pour Jacques Chirac (RPR), 13,35 % pour Jean-Marie Le Pen (FN), 75,32 % de participation[82].
- Élection présidentielle de 2007 : 52,42 % pour Nicolas Sarkozy (UMP), 47,58 % pour Ségolène Royal (PS), 82,27 % de participation[83].
- Élection présidentielle de 2012 : 52,22 % pour François Hollande (PS), 47,78 % pour Nicolas Sarkozy (UMP), 78,97 % de participation[84].

Élections législatives, résultats des deuxièmes tours
- Élections législatives de 2002 : 54,24 % pour Alain Cousin (UMP), 45,76 % pour Danièle Jourdain-Menninger (PS), 55,17 % de participation[85].
- Élections législatives de 2007 : 54,48 % pour Alain Cousin (UMP), 45,52 % pour Danièle Jourdain-Menninger (PS), 55,09 % de participation[86].
- Élections législatives de 2012 : 50,19 % pour Guénhaël Huet (UMP), 49,81 % pour Gérard Saure (PRG), 55,29 % de participation[87].

Élections européennes, résultats des deux meilleurs scores
- Élections européennes de 2004 : 31,92 % pour Henri Weber (PS), 19,08 % pour Tokia Saïfi (UMP), 43,76 % de participation[88].
- Élections européennes de 2009 : 31,12 % pour Dominique Riquet (UMP), 17,72 % pour Hélène Flautre (Europe Écologie), 41,13 % de participation[89].

Élections régionales, résultats des deux meilleurs scores
- Élections régionales de 2004 : 50,42 % pour Philippe Duron (PS), 38,27 % pour René Garrec (UMP), 60,39 % de participation[90].
- Élections régionales de 2010 : 56,31 % pour Laurent Beauvais (PS), 43,69 % pour Jean-François Le Grand (UMP), 50,70 % de participation[91].

Élections cantonales, résultats des deuxièmes tours
- Élections cantonales de 2001 : données manquantes.
- Élections cantonales de 2008 : 53,63 % pour Jean-Marc Julienne (NC), 25,64 pour François Heurguier (PS), 61,92 % de participation[92].

Élections municipales, résultats des deuxièmes tours
- Élections municipales de 2001 : 51,53 % pour Marc Verdier (RPR) élu au premier tour, 48,47 % pour Jean Leguelinel (PS), 53,98 % de participation][93].
- Élections municipales de 2008 : 49,48 % pour Daniel Caruhel (DVG), 28,59 % pour André Juin (DVG), 62,46 % de participation[94].

Élections référendaires
- Référendum de 2000 relatif au quinquennat présidentiel : 73,39 % pour le Oui, 26,61 % pour le Non, 31,83 % de participation[95].
- Référendum de 2005 relatif au traité établissant une Constitution pour l’Europe : 51,42 % pour le Oui, 48,58 % pour le Non, 66,22 % de participation[96].

### Liste des maires
| Période        | Période      | Identité              | Étiquette       | Qualité                                                                     |
| -------------- | ------------ | --------------------- | --------------- | --------------------------------------------------------------------------- |
| 1947           | 1959         | Roger Maris           | RPF puis Modéré | Administrateur colonial à la retraite                                       |
| 1959           | 1961         | Marius Beaumois       | PRRRS           | Receveur-percepteur à la retraite                                           |
| 1961           | 1977         | Henri Baudouin        | UNR puis FNRI   | Agréé près le tribunal de commerce                                          |
| 1977           | 1983         | Rémy Derubay          | PS              | Professeur de mathématiques                                                 |
| 1983           | 1989         | Henri Baudouin        | UDF             | Agréé près le tribunal de commerce                                          |
| 1989           | 1990         | Jean-Claude Lecossais | RPR             | Chirurgien                                                                  |
| 1990           | 1994         | Bernard Beck          | UDF             | Magistrat honoraire-Premier président de la Cour des comptes de 1978 à 1982 |
| 1994           | 2008         | Marc Verdier          | RPR puis UMP    | Retraité de banque                                                          |
| 2008           | 2014         | Daniel Caruhel        | PRG             | Horticulteur-paysagiste                                                     |
| 4 avril 2014   | juillet 2020 | Dominique Baudry      | DVD             | Gérante d’entreprise                                                        |
| 3 juillet 2020 | En cours     | Gilles Ménard         | DVG             | Cadre bancaire                                                              |

### Jumelages
Granville est jumelée avec une commune nord-américaine :
- Uummannaq, Groenland[100].

Granville est également l’une des villes fondatrices du Douzelage. L’idée du Douzelage est née en 1989, dans la foulée du jumelage des villes de Granville, en France, et de Sherborne, au Royaume-Uni. En 1991, les délégués de douze villes européennes signaient la charte à Granville. Henry Haffray, l'initiateur et le fondateur du Douzelage fut le premier président de l'association Granville partenaire européen, il fut suivi pendant plus d'une douzaine d'années par Jean-Marc Julienne puis André Gendre et Pascale Vallée[réf. nécessaire].

### Politique de développement durable
La ville a engagé une politique de développement durable en lançant une démarche d'Agenda 21.

## Équipements et services publics

### Espaces publics
Granville accueille la CCI Centre et Sud-Manche, une antenne de la CAF, une subdivision de la DDE, un centre de Sécurité sociale, un hôtel des impôts et une trésorerie, une brigade nautique de la gendarmerie, un commissariat de police, un centre de secours et incendie, un bureau des douanes, une agence postale en centre-ville et une dans le quartier Saint-Nicolas, des agences Assedic, Anpe et Afpa, un hôtel des ventes et trois offices notariales, deux avocats rattachés au barreau d’Avranches et une étude d’huissier de justice. La Sécurité civile dispose d’une base pour la surveillance de la Manche équipée d’un EC 145.

### Enseignement
La commune est rattachée à l’académie de Caen. Quatre groupes scolaires maternels et élémentaires publics accueillent les élèves de la commune : groupe du Docteur-Lanos, groupe Jean Macé, groupe Jules-Ferry, groupe Pierre-&-Marie-Curie.
La commune dispose aussi du collège André-Malraux d’enseignement général et SEGPA. 
La ville accueille deux lycées : le lycée Polyvalent Julliot-de-La-Morandière pour l’enseignement général, technologique et professionnel, et le lycée hôtelier Maurice-Marland.
S’ajoutent à ces établissements publics l’Institution Sévigné, école privée avec internat de la maternelle au lycée, et les écoles Notre-Dame et Saint-Paul pour l’enseignement maternel et élémentaire.
La commune accueille un GRETA, un des quatre campus FIM CCI Formation Normandie (FIM Campus Granville) spécialisé en Vente- Commerce et Management d'affaires, Tourisme Hôtellerie Restauration et Industrie du CAP au Bac+2- FIM Campus Granville est aussi un CFA (Centre de formation des apprentis) ainsi qu'un centre de formation continue pour salariés, un Institut de formation en soins infirmiers et la MFR (Maison familiale et rurale), centre de formation d'apprentis dispensant des formations agricoles et commerciales de niveau bac et BTS.
Enfin, la commune dispose d’un centre de loisir pour l’accueil des enfants hors périodes scolaires, d’une crèche familiale et d’un centre multi-accueil pour les jeunes enfants.

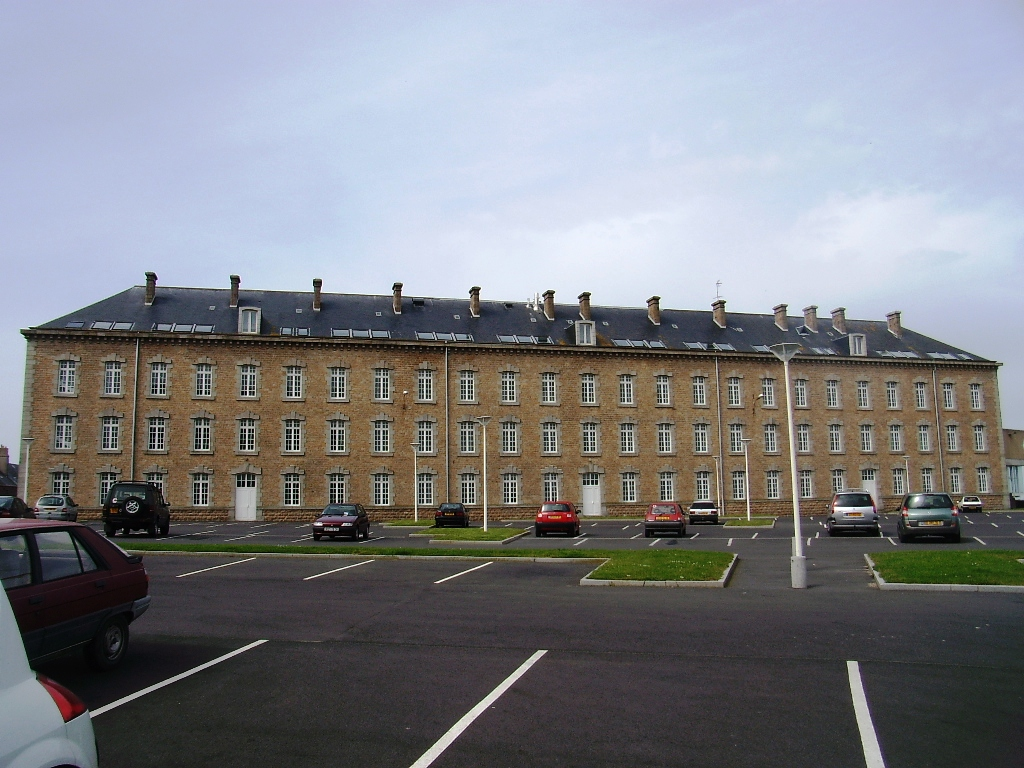
Le collège André-Malraux dans l’ancienne caserne Bazeilles.
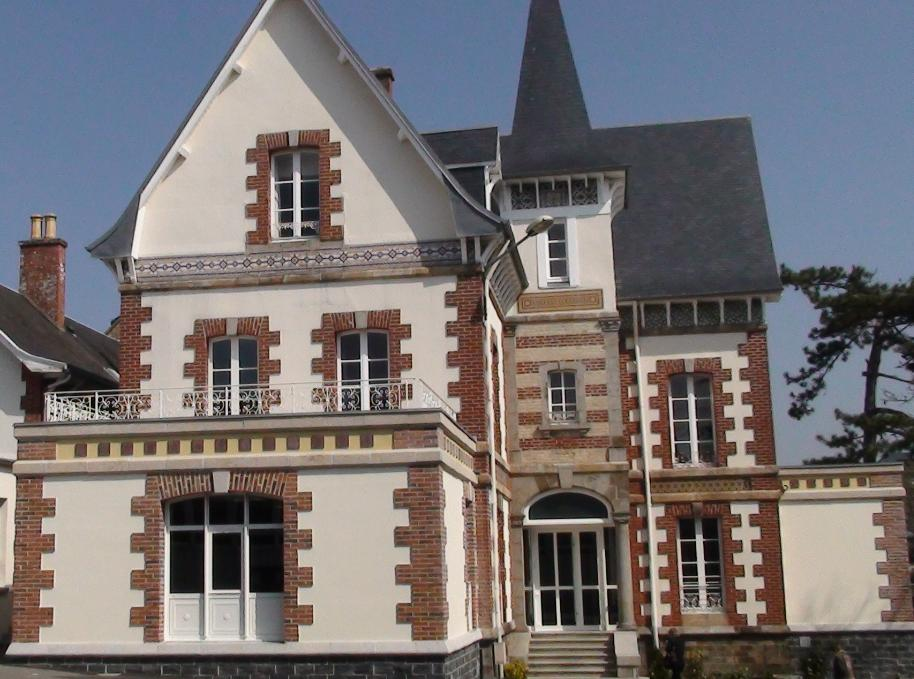
L’institution Sévigné.

### Santé
La commune dispose sur son territoire, en association avec Avranches d’un centre hospitalier d’une capacité d’accueil de 742 lits, proposant des services de médecine générale, chirurgie, gynécologie-obstétrique, cardiologie et SMUR. Le centre est aussi équipé d’un scanner. En 2007, une décision ministérielle a entériné la fermeture de la maternité de l’hôpital communal qui réalise 410 accouchements par an.
La commune accueille aussi sur son territoire un centre de rééducation et réadaptation, un centre de thalassothérapie, trois maisons de retraites, deux centres médico-sociaux, quatre-vingt-onze médecins, huit chirurgiens-dentistes, sept pharmacies.
Plusieurs associations à but médical ou social sont implantées sur la commune, comme le Syndicat des orthophoniste de la Manche, la SNSM, le Rotary Club, la Croix-Rouge, le Secours populaire.

## Population et société

### Démographie

#### Évolution démographique
L'évolution du nombre d'habitants est connue à travers les recensements de la population effectués dans la commune depuis 1793. Pour les communes de plus de 10 000 habitants les recensements ont lieu chaque année à la suite d'une enquête par sondage auprès d'un échantillon d'adresses représentant 8 % de leurs logements, contrairement aux autres communes qui ont un recensement réel tous les cinq ans,.
En 2022, la commune comptait 12 799 habitants, en évolution de −0,78 % par rapport à 2016 (Manche : −0,31 %, France hors Mayotte : +2,11 %).
De 6 649 âmes au début du recensement des personnes en 1793, la commune atteint son apogée démographique en 1861 avec 17 180 habitants, avant d’être durement touchée par la guerre de 1870 en perdant près de 1 000 de ses enfants. Commence alors un lent déclin accentué encore par la Première Guerre mondiale pour ne plus accueillir que 10 130 habitants en 1946. La deuxième moitié du XXe siècle — avec l’absorption de Saint-Nicolas-près-Granville en 1962, l’exode des campagnes et la construction de nombreux grands ensembles en périphérie — permet à la commune de gagner à nouveau des résidents pour atteindre en 2006 13 022 habitants. Cette même année, seuls 0,5 % des Granvillais sont étrangers, avec la présence de petites communautés portugaises, espagnoles et marocaines représentant chacune 0,1 % de la population, loin de la moyenne régionale de 8,8 %, et 16,9 % des foyers étaient composés de familles monoparentales, dix points sous cette même moyenne régionale.
| 1793  | 1800  | 1806  | 1821  | 1831  | 1836  | 1841  | 1846   | 1851   |
| ----- | ----- | ----- | ----- | ----- | ----- | ----- | ------ | ------ |
| 6 649 | 5 454 | 7 834 | 7 030 | 7 350 | 7 581 | 8 347 | 12 191 | 11 035 |

| 1856   | 1861   | 1866   | 1872   | 1876   | 1881   | 1886   | 1891   | 1896   |
| ------ | ------ | ------ | ------ | ------ | ------ | ------ | ------ | ------ |
| 13 568 | 17 180 | 15 622 | 14 747 | 12 527 | 11 040 | 11 620 | 12 721 | 12 005 |

| 1901   | 1906   | 1911   | 1921  | 1926   | 1931   | 1936   | 1946   | 1954   |
| ------ | ------ | ------ | ----- | ------ | ------ | ------ | ------ | ------ |
| 11 667 | 11 940 | 11 347 | 9 489 | 10 497 | 10 229 | 10 329 | 10 132 | 10 368 |

| 1962  | 1968   | 1975   | 1982   | 1990   | 1999   | 2006   | 2011   | 2016   |
| ----- | ------ | ------ | ------ | ------ | ------ | ------ | ------ | ------ |
| 9 827 | 12 715 | 13 330 | 13 546 | 12 413 | 12 687 | 13 022 | 12 999 | 12 900 |

| 2021   | 2022   | - | - | - | - | - | - | - |
| ------ | ------ | - | - | - | - | - | - | - |
| 12 581 | 12 799 | - | - | - | - | - | - | - |

#### Pyramide des âges
La population de la commune est relativement âgée.
En 2018, le taux de personnes d'un âge inférieur à 30 ans s'élève à 26,4 %, soit en dessous de la moyenne départementale (31,2 %). À l'inverse, le taux de personnes d'âge supérieur à 60 ans est de 44,4 % la même année, alors qu'il est de 31,6 % au niveau départemental.
En 2018, la commune comptait 5 575 hommes pour 6 992 femmes, soit un taux de 55,64 % de femmes, largement supérieur au taux départemental (51,21 %).
Les pyramides des âges de la commune et du département s'établissent comme suit.
| Hommes | Classe d’âge | Femmes |
| ------ | ------------ | ------ |
| 1,4    | 90 ou +      | 4,8    |
| 14,7   | 75-89 ans    | 18,9   |
| 23,0   | 60-74 ans    | 24,9   |
| 17,8   | 45-59 ans    | 17,0   |
| 13,1   | 30-44 ans    | 10,8   |
| 18,0   | 15-29 ans    | 14,8   |
| 11,9   | 0-14 ans     | 8,8    |

| Hommes | Classe d’âge | Femmes |
| ------ | ------------ | ------ |
| 1      | 90 ou +      | 2,6    |
| 8,8    | 75-89 ans    | 12,1   |
| 20,3   | 60-74 ans    | 20,8   |
| 20,7   | 45-59 ans    | 19,8   |
| 17     | 30-44 ans    | 15,9   |
| 15,5   | 15-29 ans    | 13,4   |
| 16,7   | 0-14 ans     | 15,4   |

### Manifestations culturelles et festivités

#### Culture

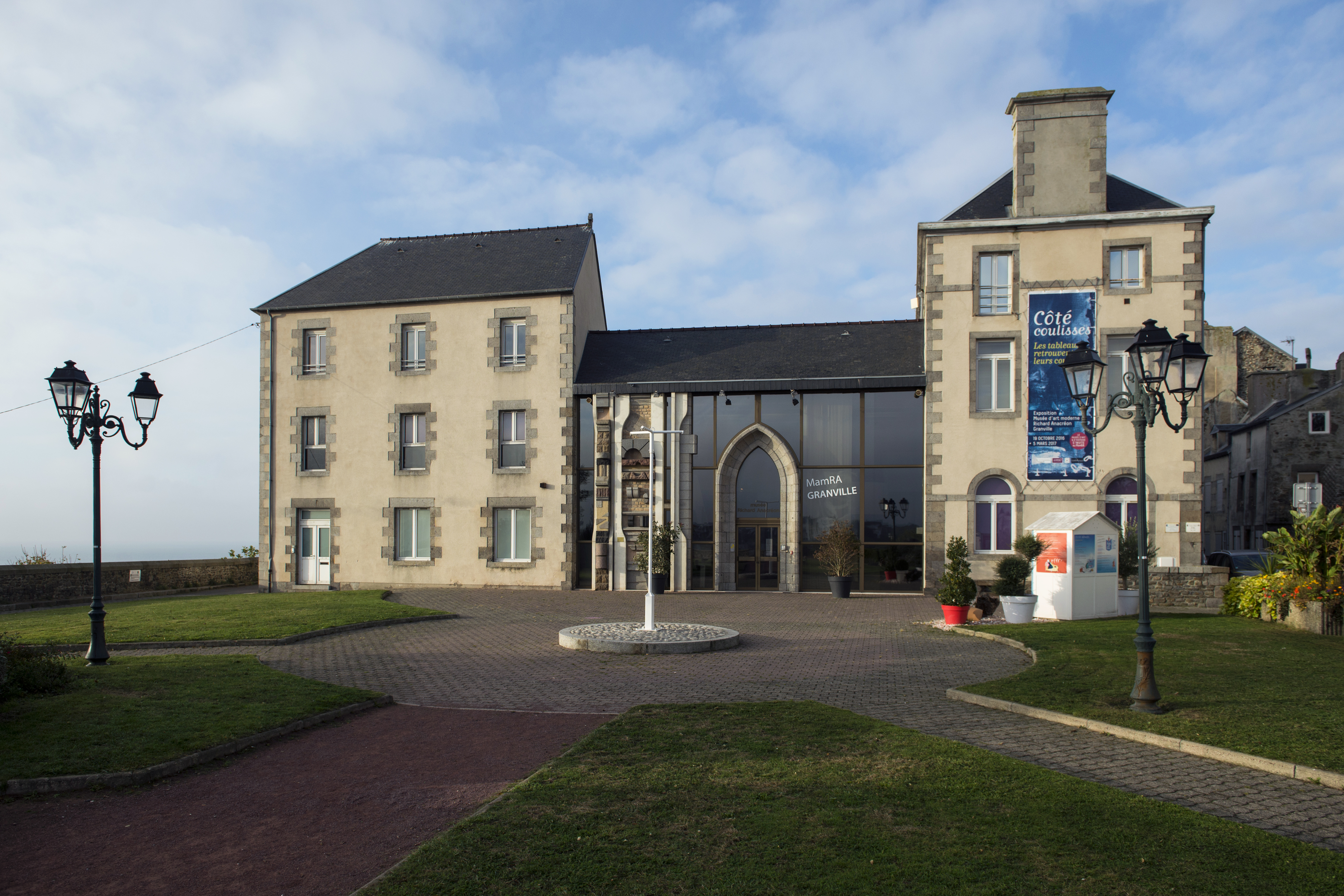
Musée d'Art moderne Richard-Anacréon.

La ville dispose de nombreuses infrastructures culturelles, dont trois musées.
Le musée Christian-Dior et son jardin situé dans la maison d’enfance du couturier permet de découvrir le contexte artistique et culturel de l’époque de Christian Dior sur l’histoire de la mode.
Le musée du Vieux Granville situé dans le logis du Roi offre un aperçu de l’histoire de la cité.
Le musée d'Art moderne Richard-Anacréon est situé place de l'Isthme dans la Haute-Ville.
Elle accueille aussi un aquarium situé sur la pointe du Roc qui expose de nombreuses espèces de poissons de mer chaude et trois espaces d’exposition : la Féerie des Coquillages, le Palais Minéral et le Jardin des Papillons.
Pour les loisirs culturels, la médiathèque Charles-de-la-Morandière, en centre-ville, la salle de l’Archipel, salle polyvalente de six cents places et théâtre de plein air de quatre cents places est conventionné depuis 2006, le petit théâtre de la Presqu’île d’une capacité de soixante-cinq places, le cinéma Le Select récemment rénové offre trois salles, une école de musique et un espace public numérique animent la vie de la commune.
Soixante-quatre associations relayent et encouragent la vie culturelle communale.

#### Festivités
L’année festive de Granville tourne autour de diverses manifestations. Le carnaval se déroule chaque année durant la semaine précédant Mardi gras. Il célébrait autrefois le départ des marins qui profitaient de la fête avant de s’embarquer vers Terre-Neuve,. Il a accueilli en 2007 plus de 130 000 spectateurs pour sa 134e édition.
La fête du saint-patron de la commune est organisée à la Pentecôte. Chaque année, la troisième semaine de juillet est consacrée au festival de rue Sorties de Bains, dont la cinquième édition s’est déroulée en 2007. Des concerts en plein air sont organisés durant la saison touristique.
La procession du Grand Pardon des Corporations et de la Mer est traditionnellement organisée le dernier dimanche de juillet.
La Nuit des Soudeurs, festival regroupant les artistes travaillant le métal, se déroule le premier week-end d’août. Le même week-end est organisée la Journée du Livre durant laquelle des auteurs dédicacent leurs œuvres.
Deux foires sont organisées le deuxième samedi d’avril et le troisième samedi de septembre, une brocante est organisée le week-end du 14 juillet et un salon des antiquaires le week-end précédant le 15 août.
Le salon des collectionneurs est programmé le dernier dimanche d’octobre. En 2005, la commune a fêté le centenaire de la naissance de Christian Dior en organisant dans l’ensemble des sites de la ville des expositions et des rétrospectives sur l’œuvre et la vie du couturier.
Le musée Christian-Dior sert parfois de cadre à des événements, comme ce fut le cas en 2008 pour l'exposition intitulée « Dandysmes — 1808-2008, de Barbey d'Aurevilly à Christian Dior ».
Les cirques animent régulièrement les festivités de Granville, notamment Amar et Pinder. Depuis le 10 juillet 2009, un arrêté municipal interdit toutefois, pour des raisons d'hygiène, aux éléphants de fréquenter la plage[pertinence contestée],,,.

### Sports
Granville est équipée de nombreuses structures sportives permettant de pratiquer de nombreuses activités, la Cité des sports équipé de deux terrains de football, deux terrains de rugby, deux terrains de basket-ball, une piste d’athlétisme en goudron et une en tartan (synthétique), un boulodrome, un skatepark, une piste de bicross, quatre salles de judo et gymnastique, le stade Louis-Dior, équipé d’un terrain d’honneur de football de deux autres terrains et d’une piste d’athlétisme en cendrée, les gymnases André-Malraux et Pierre-de-Coubertin, la piscine (piscine Tournesol) couverte, dix courts de tennis couverts, en terre battue ou greenSet, un club d’aviron de mer, le Centre régional de nautisme pour les activités de voile, le golf vingt-sept trous construit en 1912 en bord de mer, le club hippique et l’hippodrome de trot et galop de plat et d’obstacles ouvert en 1890 et situé sur les communes de Bréville-sur-Mer et Donville-les-Bains, le ball-trap, l’École régionale de parachutisme et deux écoles indépendantes, l’aéro-club et l’école d’ULM.

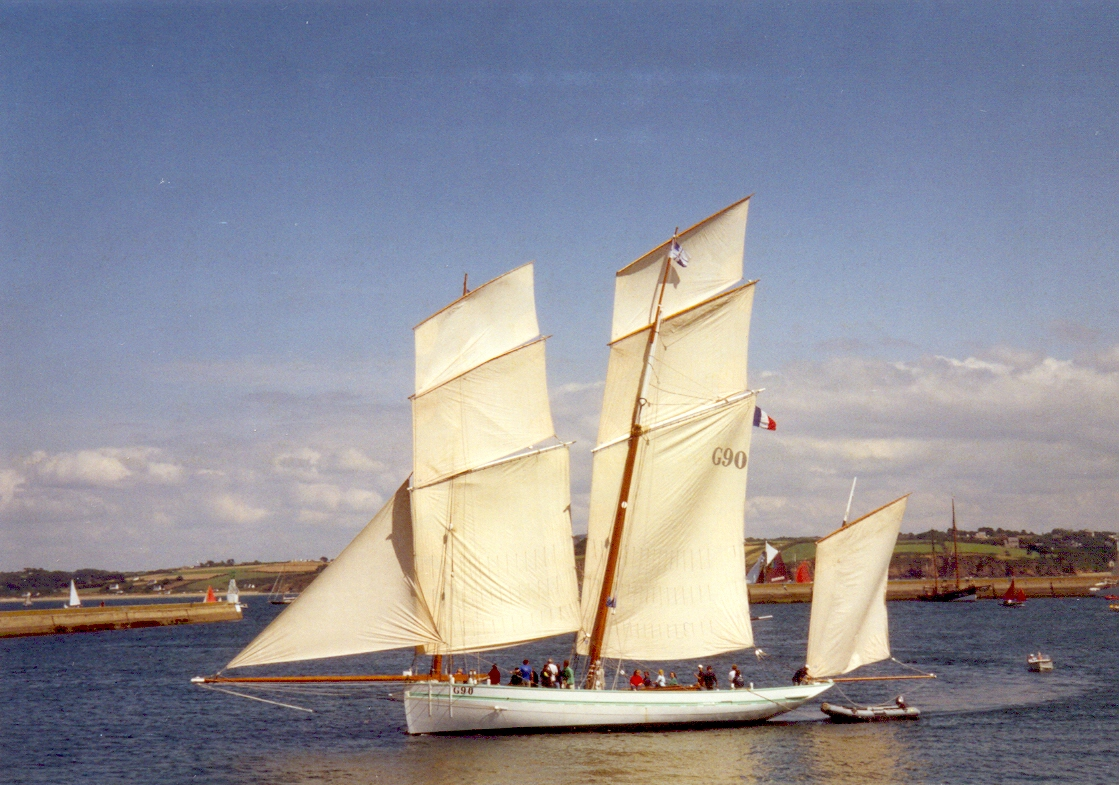
La bisquine La Granvillaise.

Une école municipale des sports et une école municipale de natation assurent la formation des licenciés. Soixante-deux associations assurent le relais des services communaux.
En cyclisme, Granville a été ville-étape du Tour de France en 1957, et en 2016 le départ de la 3e étape 2016 y est donné. Le Tour de la Manche se termine chaque année à Granville.
En voile, Granville est chaque année ville-étape du Tour de France à la voile. En août sont organisés : un tour du Roc à la nage, les régates de Chausey, la course des bisquines où s’affrontent La Granvillaise et La Cancalaise, le raid de catamaran de la baie du Mont-Saint-Michel.
En football, l’US Granville a son équipe première en National 2 et deux autres équipes en ligue de Basse-Normandie. Elle réalise lors de la coupe de France 2015-2016 un parcours lui permettant d'accéder à une notoriété nationale en tant que « petit poucet » des quarts de finale.
En tennis, le club de la Falaise reçoit l’organisation de la coupe Soisbault Reina Cup depuis 1996 (tous les deux ans, en alternance avec Lérida, en Espagne). Cette coupe représente de véritables championnats d’Europe de tennis féminin des moins de 18 ans. Nombre de grandes joueuses sont passées par cette compétition avant d’éclore au niveau supérieur (Amélie Mauresmo, Nathalie Dechy, Tatiana Golovin…)[réf. nécessaire].
Le Patronage laïque de Granville fait également évoluer son équipe première de handball masculin en Nationale 3.
Le golf vingt-sept trous construit en 1912 par Harry Shapland Colt est situé à Bréville-sur-Mer, il date du début de l'époque balnéaire de la commune.

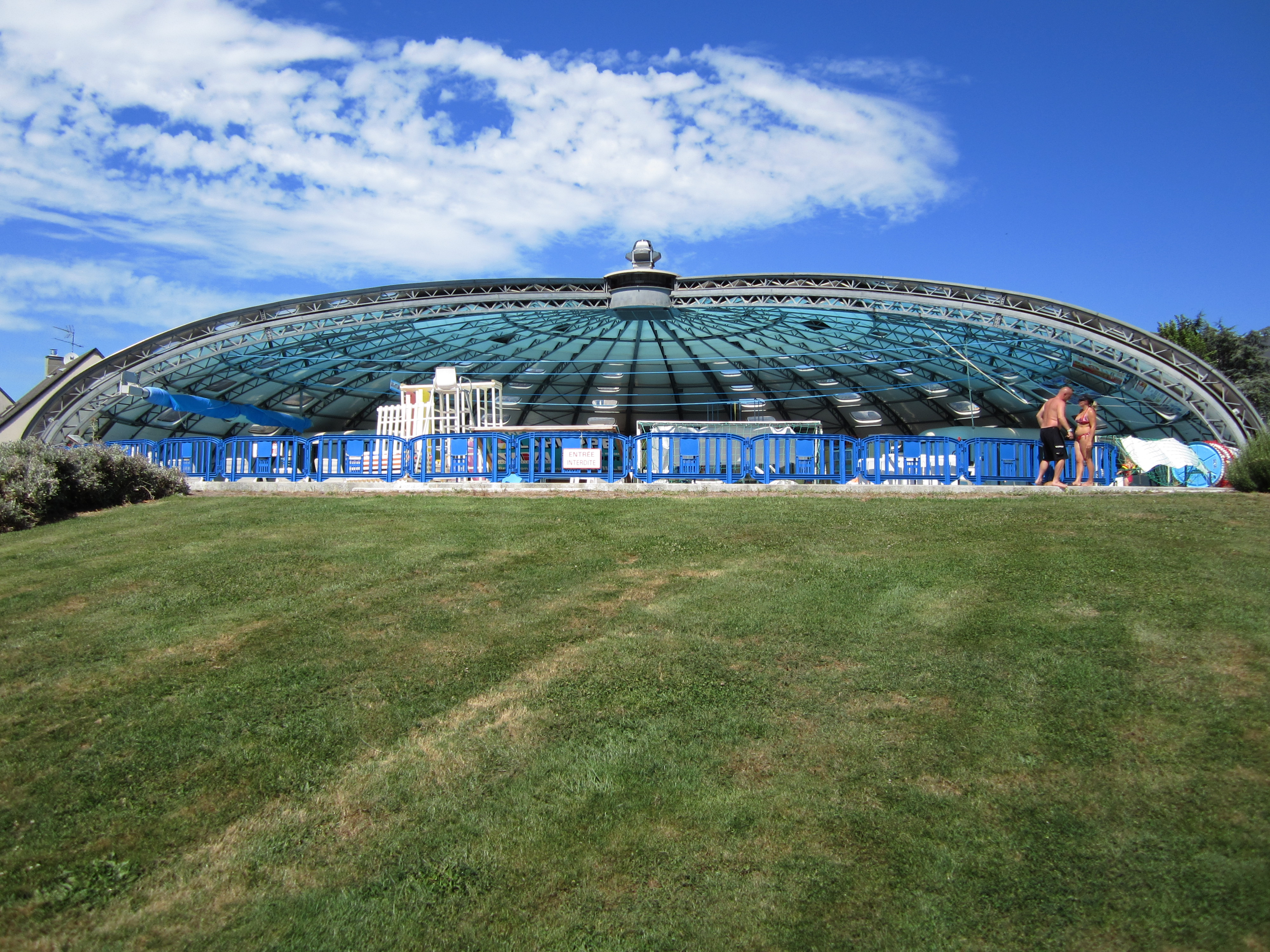
L'ancienne piscine municipale.
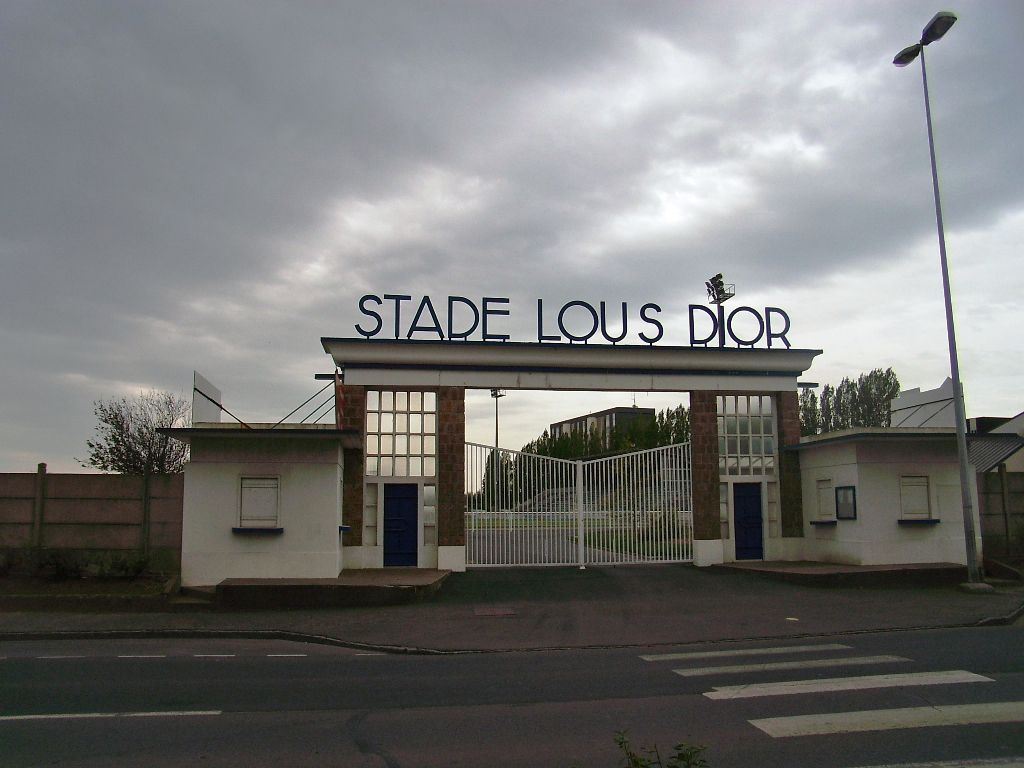
Entrée du stade Louis-Dior.
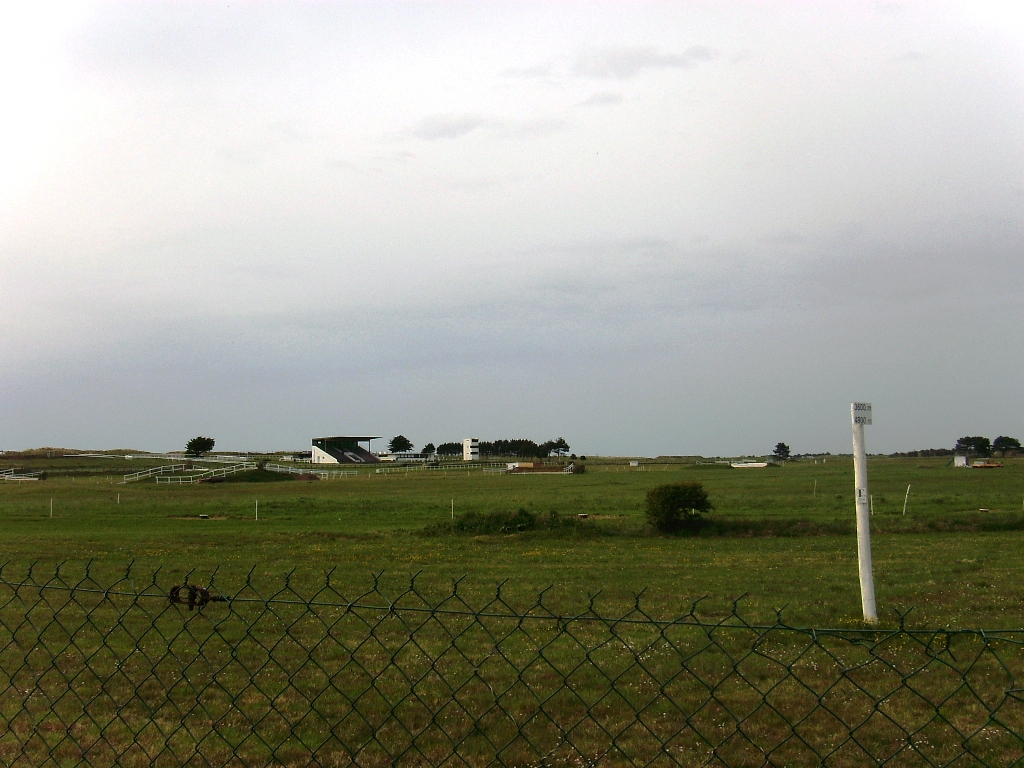
Vue générale de l’hippodrome.
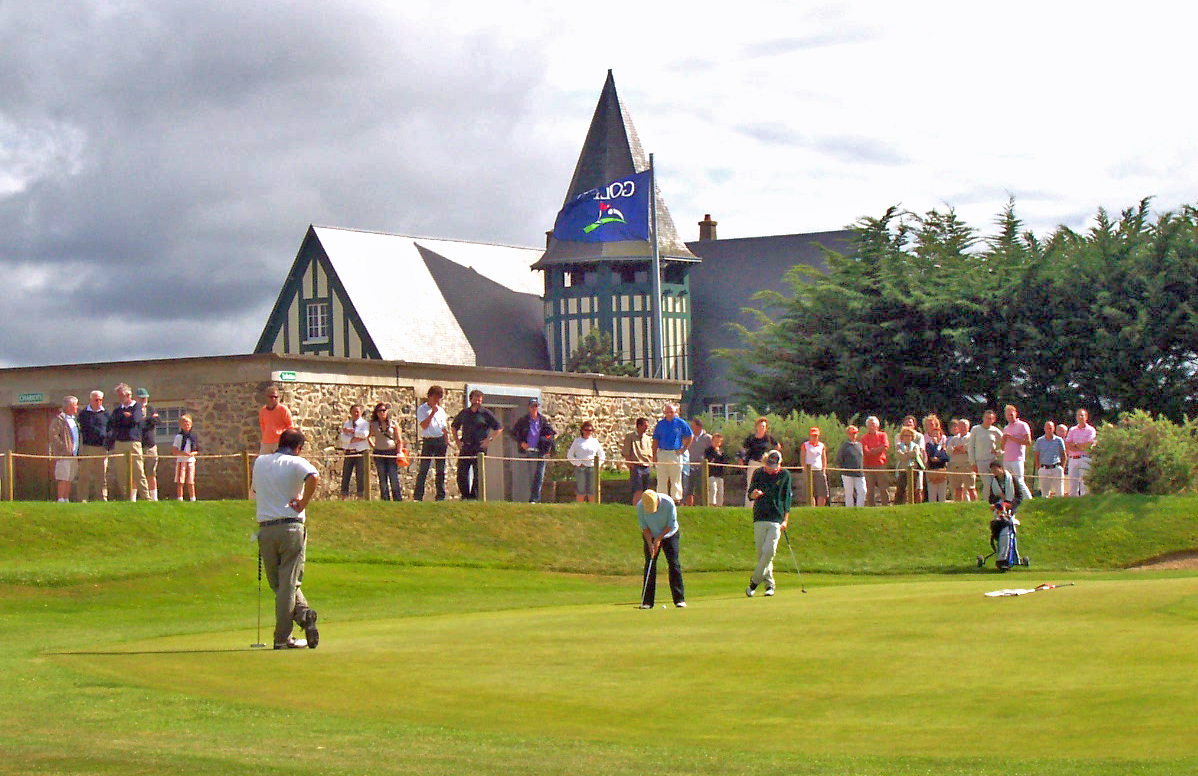
Golf de Granville à Bréville-sur-Mer.

### Lieux de culte
Les églises catholiques de Granville sont Notre-Dame du Cap Lihou, Saint-Paul (fermée depuis 2003 par mesure de précaution) et Saint-Nicolas. Elles dépendent de la paroisse Saint-Clément du doyenné du Pays de Granville-Villedieu dans le diocèse de Coutances et Avranches.
Granville accueille plusieurs congrégations religieuses, dont celles du Sacré-Cœur et de la Miséricorde. Ainsi les sœurs hospitalières de Saint-Thomas-de-Villeneuve entre 1839 et 2008 sont responsables de l'hospice de Granville puis à partir de 1976 du centre de soins de Saint-Nicolas. La ville-haute abrite toujours des carmélites.
Un temple protestant de l’Église réformée de France et un autre de l’église évangélique accueillent les fidèles.

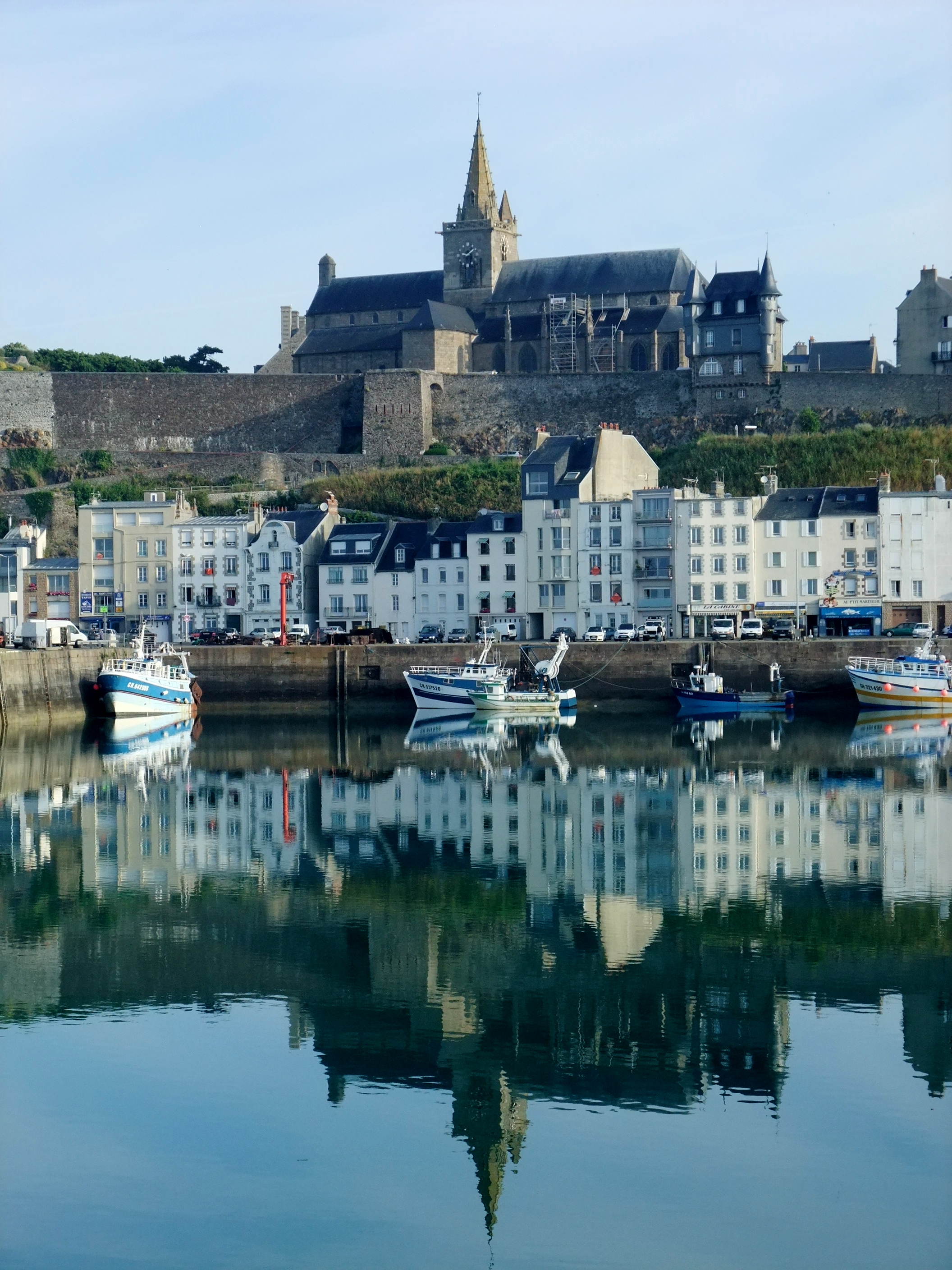
L'église Notre-Dame du Cap Lihou.
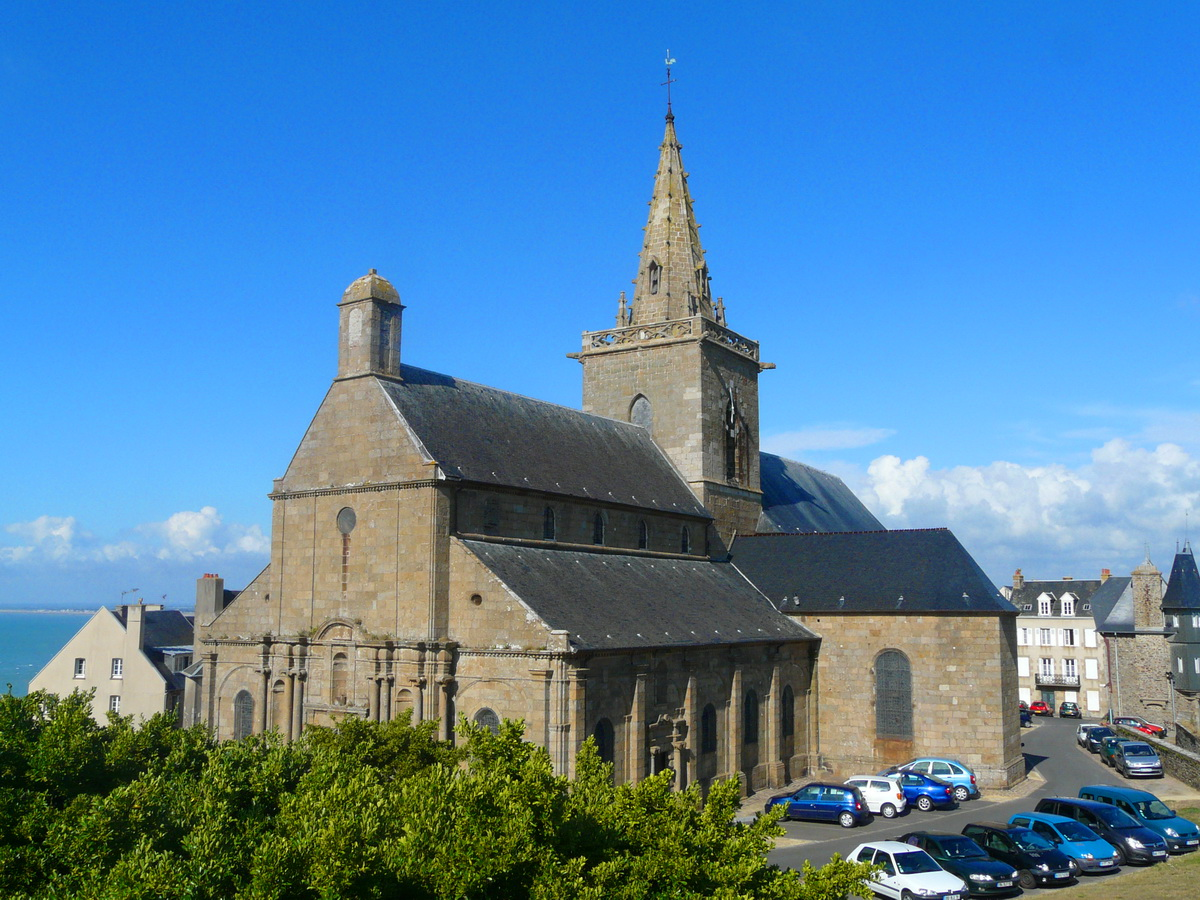
L'église Notre-Dame du Cap Lihou.
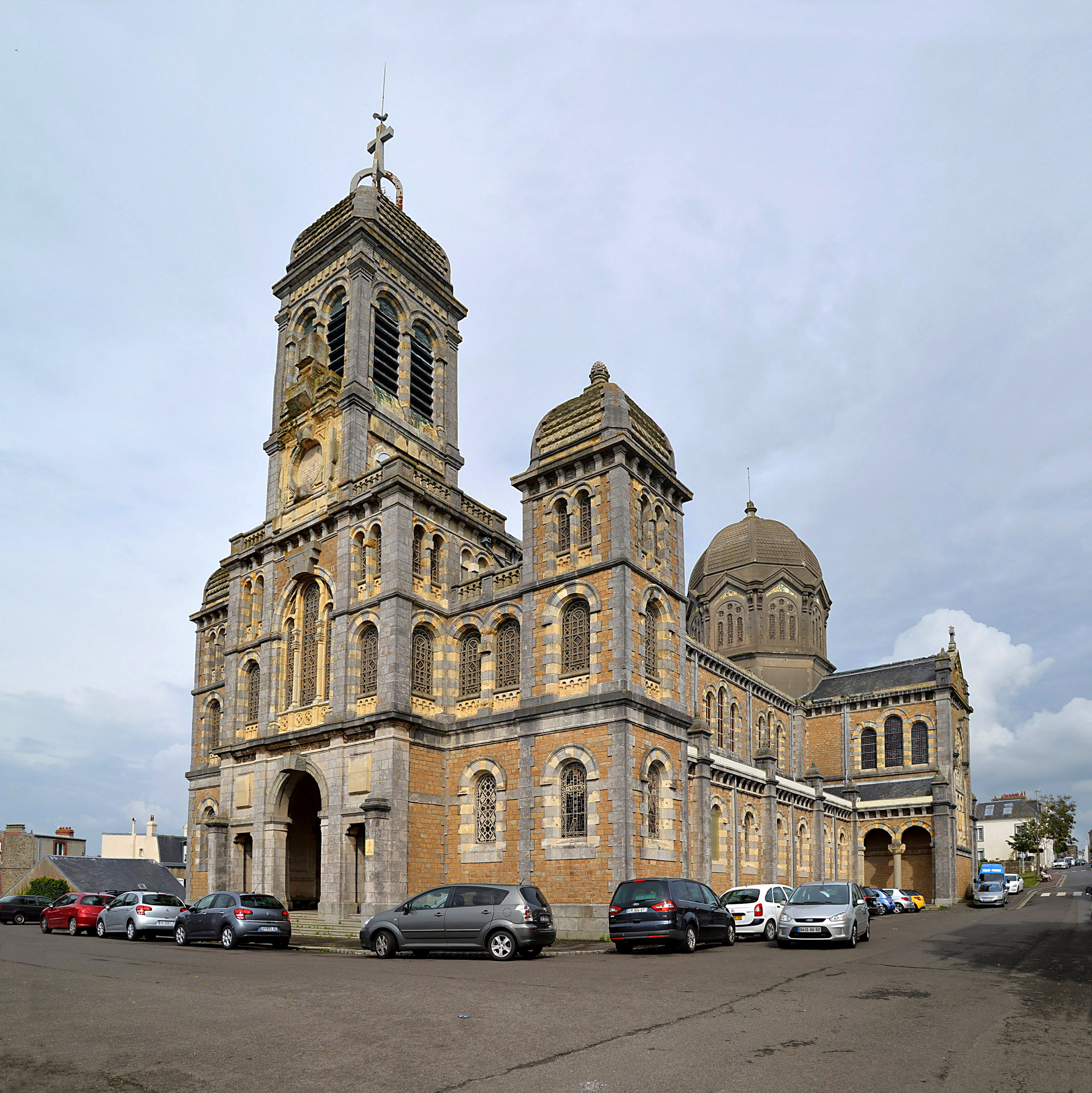
L'église Saint-Paul dans le quartier Saint-Paul.
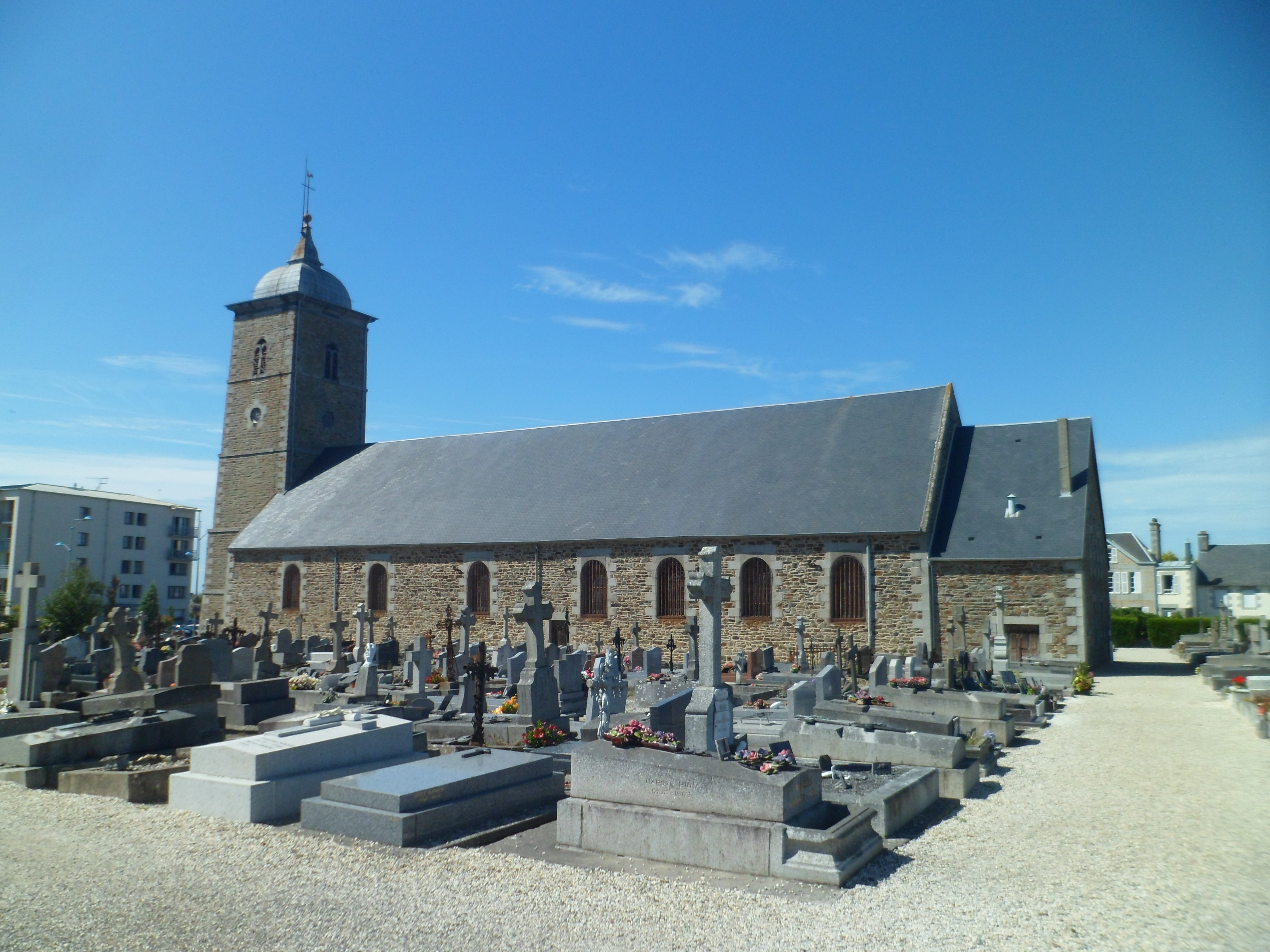
L’église Saint-Nicolas.
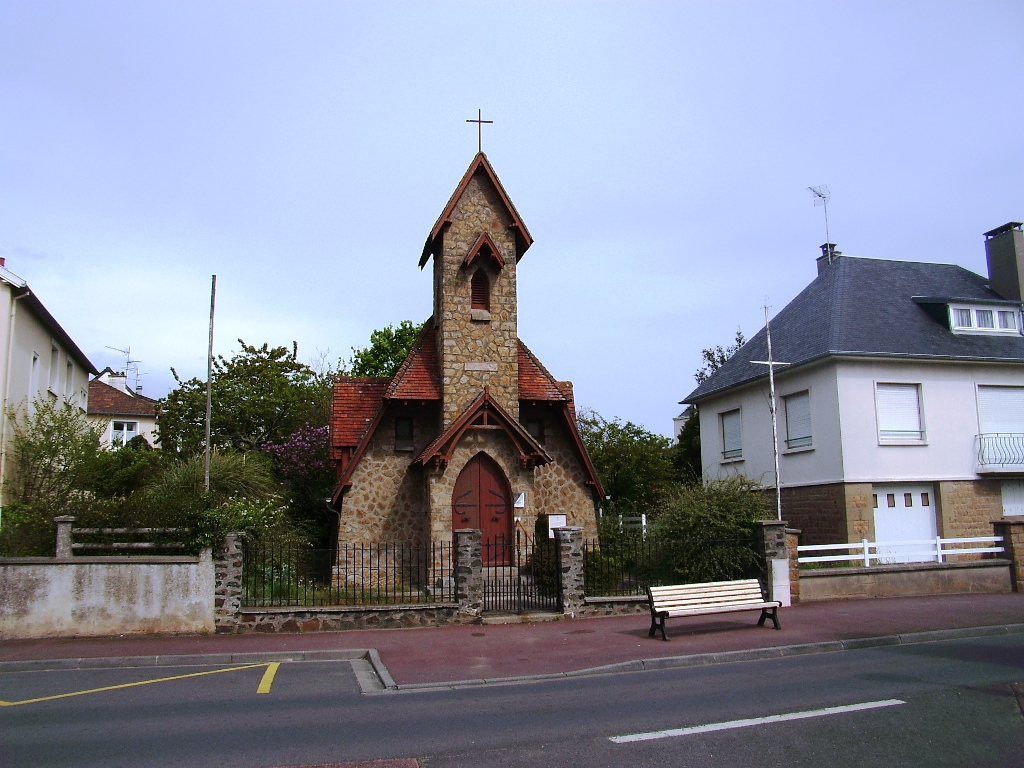
Le temple protestant.

### Médias
L’hebdomadaire La Manche libre et le quotidien Ouest-France disposent de locaux dans la commune et diffusent une édition locale spécifique au pays granvillais. Granville se trouve dans le bassin d’émission de la chaîne de télévision France 3 Normandie. Un correspondant local de la Gazette de l’Avranchin et du Mortainais officie sur la commune.

### Logement
Granville subit une profonde crise du logement, due à l'augmentation des prix et à la raréfaction des logements à louer, qui pousse ses habitants à quitter la ville. Dans le département de la Manche, les prix de l’immobilier ont grimpé d’environ 40 % entre 2014 et 2024, tout particulièrement dans les villes côtières, comme Granville.

## Économie
Granville est le siège de la Chambre de commerce et d'industrie de Centre et Sud-Manche. Elle gère le port et l’aéroport de la commune. Elle est aussi le centre associé du bassin d'emploi d’Avranches-Granville. C’est aussi une station touristique importante de la Baie du Mont-Saint-Michel. Accessible par la gare de Granville et située à vingt-cinq kilomètres de l’autoroute des Estuaires, elle est un pôle économique important du sud du département de la Manche. Elle a mis en place une pépinière d'entreprises et dispose de trois zones d’activité ou industrielle : Le Mesnil, La Parfonterie et Le Pretôt. Les plus gros employeurs de la commune sont : le centre de Médecine physique et de Réadaptation en milieu marin Le Normandy, la Compagnie générale des eaux et l’usine de biscotterie Lu-Heudebert ouverte en 1973. En 2005, le taux de chômage était de 7,6 % pour une population active évaluée à 5 128 personnes, le revenu moyen par habitant de 14 864 €/an, 43,2 % des habitants étaient propriétaires de leur logement, la commune accueille 930 entreprises. Granville était jusqu’en 1984 une ville de garnison avec la présence d’un contingent du 1er RIMa. Un marché se tient tous les samedis sur le cours Jonville.
| Répartition des emplois par catégorie socioprofessionnelle en 2006. |              |                                           |                                                   |                            |                          |                           |
|                                                                     | Agriculteurs | Artisans, commerçants, chefs d’entreprise | Cadres et professions intellectuelles supérieures | Professions intermédiaires | Employés                 | Ouvriers                  |
| Granville                                                           | 0,7 %        | 7,6 %                                     | 10,4 %                                            | 24,5 %                     | 34,0 %                   | 22,8 %                    |
| Zone d’emploi d’Avranches-Granville                                 | 6,9 %        | 8,4 %                                     | 7,3 %                                             | 19,2 %                     | 28,3 %                   | 29,8 %                    |
| Moyenne nationale                                                   | 2,2 %        | 6,0 %                                     | 15,4 %                                            | 24,6 %                     | 28,7 %                   | 23,2 %                    |
| Répartition des emplois par secteur d'activité en 2006.             |              |                                           |                                                   |                            |                          |                           |
|                                                                     | Agriculture  | Industrie                                 | Construction                                      | Commerce                   | Services aux entreprises | Services aux particuliers |
| Granville                                                           | 2,6 %        | 10,9 %                                    | 6,1 %                                             | 14,4 %                     | 8,5 %                    | 9,0 %                     |
| Zone d’emploi d’Avranches-Granville                                 | 9,0 %        | 17,8 %                                    | 8,6 %                                             | 15,0 %                     | 7,2 %                    | 8,2 %                     |
| Moyenne nationale                                                   | 3,5 %        | 15,2 %                                    | 6,4 %                                             | 13,3 %                     | 13,3 %                   | 7,6 %                     |
| Sources : Insee                                                     |              |                                           |                                                   |                            |                          |                           |

### Port de Granville

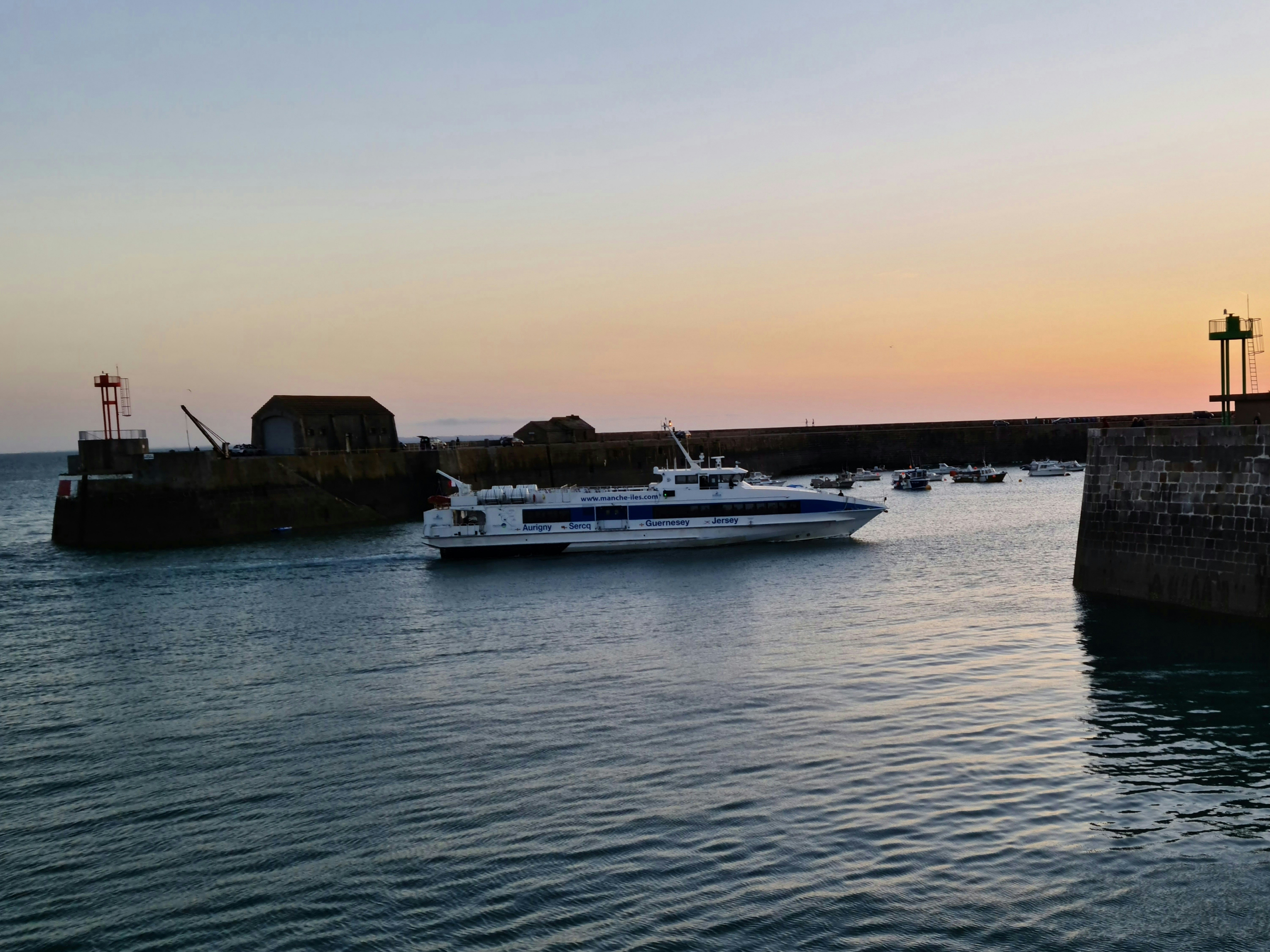
Navette de Jersey entrant au port de Granville.

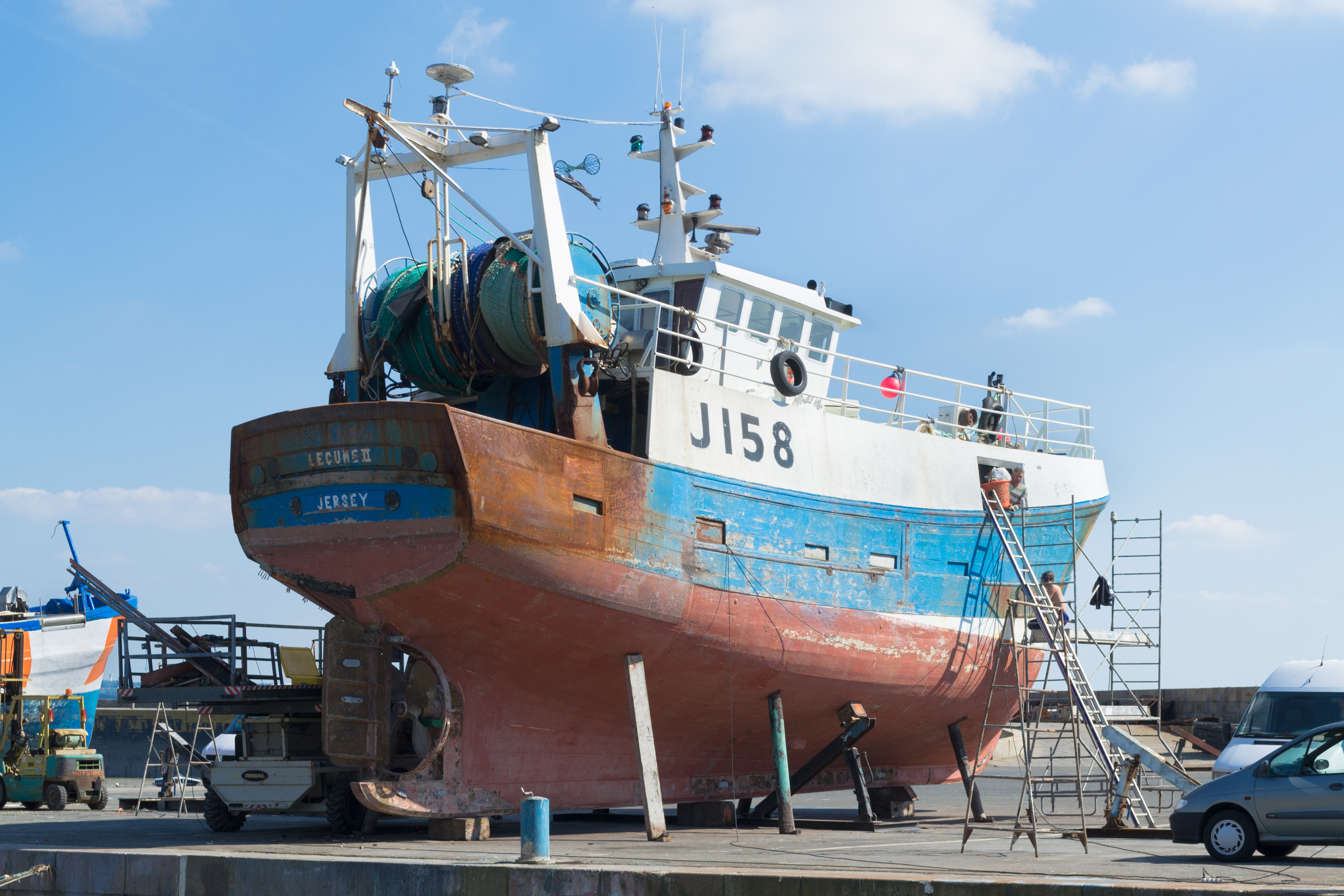
Bateau de pêche ancien en restauration.

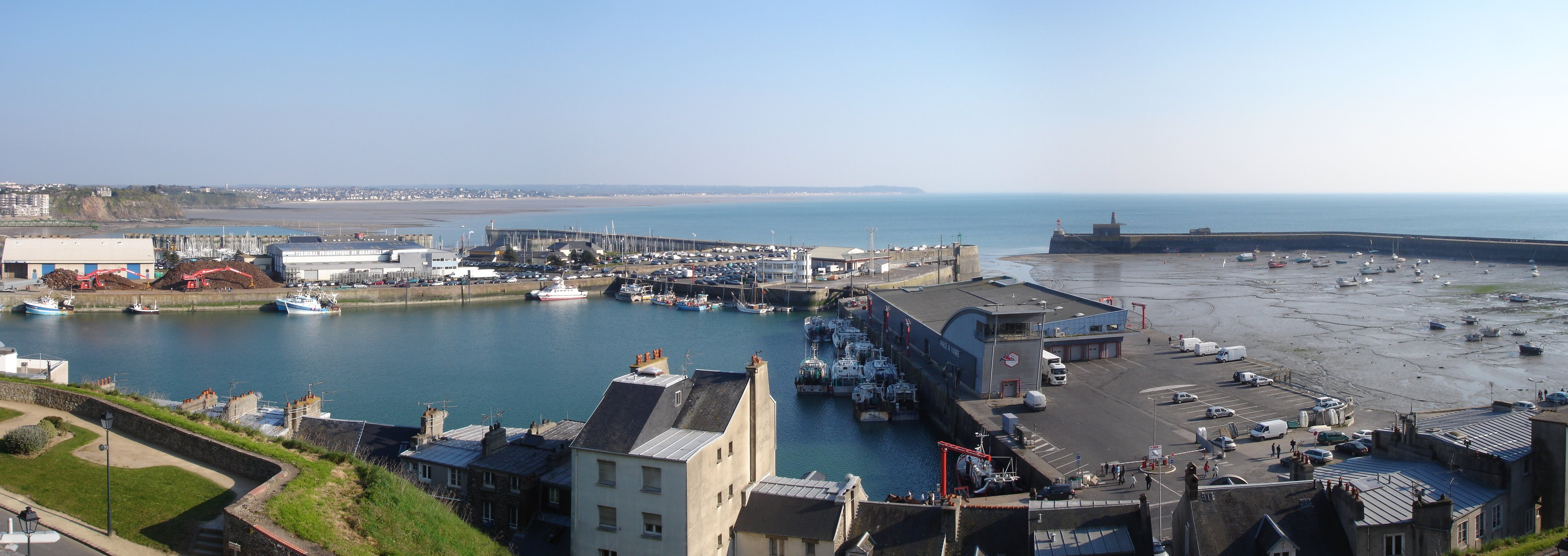
Panorama du port de Granville depuis la Haute-Ville.
De droite à gauche : le bassin d’échouage, la halle à marée, le port de pêche, en arrière-plan, l’embarcadère pour Chausey et le port de plaisance de Hérel.

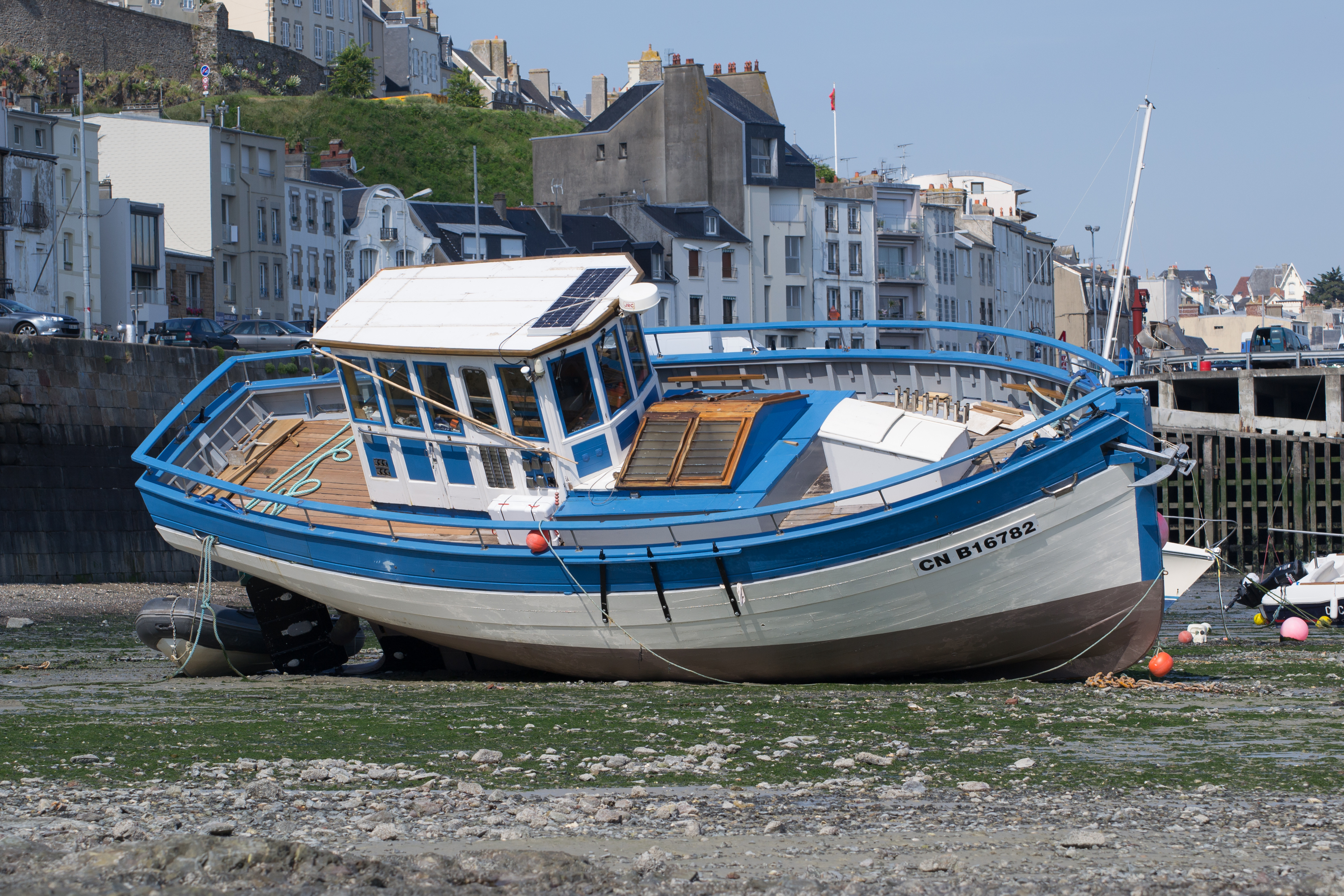
Bateau lors d'une marée basse dans le vieux port.

Le port de Granville date du XVIe siècle. Il est géré par la CCI Ouest Normandie et regroupe des activités de plaisance, pêche, commerces et trafic de passagers.
En 2005, il est placé au 32e rang national avec 197 000 tonnes de fret traitées et 44 100 passagers transportés. Il est aussi une station permanente de la SNSM qui y dispose d’un Canot Tous Temps, Notre-Dame-du-Cap-Lihou (immatriculé SNS 074) et de deux canots pneumatiques.
Une vedette de surveillance rapprochée, DF62 Le Pléville le Pelley, des Douanes françaises y réside en permanence.
D’un port morutier et ostréicole au XIXe siècle, il devient :
- un port de transport de passagers avec les vedettes Douce France, Jolie France II et Joly France I à destination des îles Chausey et Anglo-Normandes ;
- un port de commerce avec la capacité d’accueillir des navires de dix-huit mètres de large, 125 mètres de long et cinq à six mille tonnes de capacité, principalement pour des cargaisons de ferrailles, sable et graviers équipé de deux grues pouvant soulever de cent à trois cents tonnes par heure, d’une sauterelle d’une capacité de 750 tonnes par heure ;
- le premier port coquillier de France : sur les 10 000 des produits de la pêche débarqués annuellement (hors cultures marines), les coquillages représentant 88 % du tonnage global débarqué (avec, en première position, les coquilles Saint-Jacques devant les bulots qui bénéficient d'une IGP depuis 2019, les praires, les amandes…)[138]. crustacés (homards, tourteaux, étrilles, araignées) et poissons (dorades, raies, roussettes, soles, lieus jaune, bars, rougets, tacauds, seiches, encornets) sont également pêchés pour la consommation locale avec une halle à marée, un terminal frigorifique et une vente informatisée des produits. Une moyenne de soixante-quinze navires armés par près de 450 marins professionnels fréquentent le port. Les cultures marines présentes sur l’archipel de Chausey produisent près de 250 tonnes de palourdes, 5 000 tonnes de moules et 100 tonnes d’huîtres ;
- un port de plaisance depuis 1975 de mille anneaux dans le bassin de Hérel[139]. Il accueille trois mille cinq cents passages par an, avec en moyenne trois plaisanciers par bateau. Aux 787 000 € de retombées directes qu’ils représentent, s’ajoute un chiffre d’affaires annuel de vingt-cinq millions d’euros pour les quarante entreprises qui vivent du port de plaisance[140]. Situé à quelques minutes à pied du centre-ville, le port de plaisance de Hérel est l’un des poumons économiques locaux.

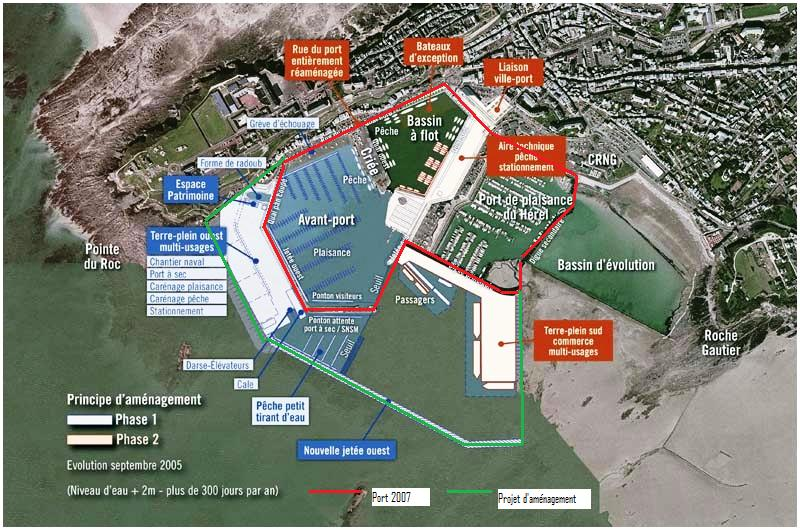
Vue aérienne du projet d’aménagement du port de Granville.

Un projet d’extension et de réaménagement du port prévoit un ajout de quatre cents places pour la navigation de plaisance, le creusement des bassins et de chenaux d’accès pour allonger les durées d’accès et la capacité d’accueil hors échouage, l’ajout d’un quai dévolu aux navires de croisière et d’exception, une nouvelle liaison ville-port, avec l’étude de projet d’un prolongement de la voie ferrée, un réaménagement des dessertes routières, en respectant et en valorisant le patrimoine environnemental et architectural, notamment les jetées des XVIIIe et XIXe siècles.

### Aéroport de Granville-Mont-Saint-Michel
L’aérodrome de Granville-Mont-Saint-Michel est spécialisé dans l’aviation de tourisme et de loisirs.

### Tourisme
La commune est classée station climatique depuis le 16 mars 1926, station touristique et balnéaire depuis le 12 mars 1979. Le tourisme représente une part importante de l’économie locale. La commune dispose d’un office de tourisme qui assure la promotion des monuments, musées et sites naturels, et adhère à l’association Les Plus Beaux Détours de France. Elle propose de nombreuses infrastructures, dont certaines certifiées par le label Qualité Tourisme délivré par le ministère de l'Économie, des Finances et de l'Emploi : deux hôtels trois étoiles, six hôtels deux étoiles et sept hôtels non classés pour un total de 213 chambres, deux campings trois étoiles pour un total de 145 emplacements, des gîtes communaux sur les îles Chausey et des chambres d’hôte, une auberge de jeunesse, un centre de thalassothérapie, trente-trois restaurants pour un total de 1 931 couverts.
Pour les divertissements, la ville propose un casino indépendant, quatre musées, un aquarium public, un patrimoine architectural et environnemental riche, quatre plages, et quatre bornes d’accès Wi-Fi. 17,5 % des logements de Granville sont des résidences secondaires, à 54,1 % des appartements. Plusieurs croisières ont pour départ le port de Granville, à destination de Chausey, les îles Anglo-Normandes, l’île de Wight, les îles Scilly, et l’Irlande, notamment par les vedettes de Granville, le Lys Noir ou la Granvillaise.
La ville de Granville bénéficie également du théâtre de l'Archipel. Ce théâtre de l'Archipel, situé près du Plat Gousset, est un lieu de spectacles ouvert à tous.
Enfin, cette organisation et cette promotion du tourisme permettent une fréquentation importante du site, avec 69 627 passagers à destination de Chausey en 2006, 54 301 visiteurs pour le musée Christian-Dior, 43 500 pour l’Aquarium du Roc en 2005.

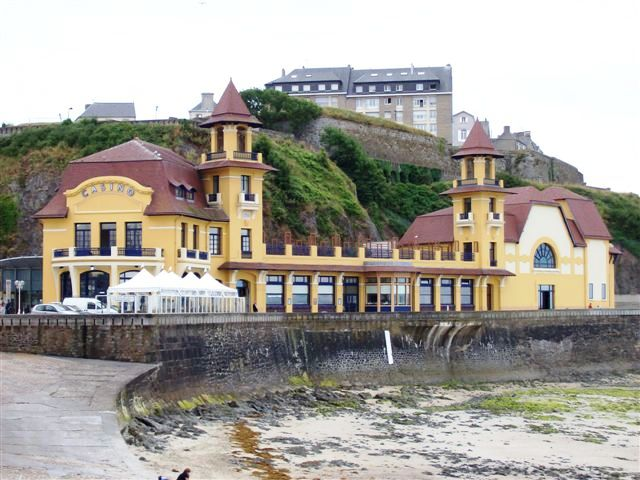
Le casino.
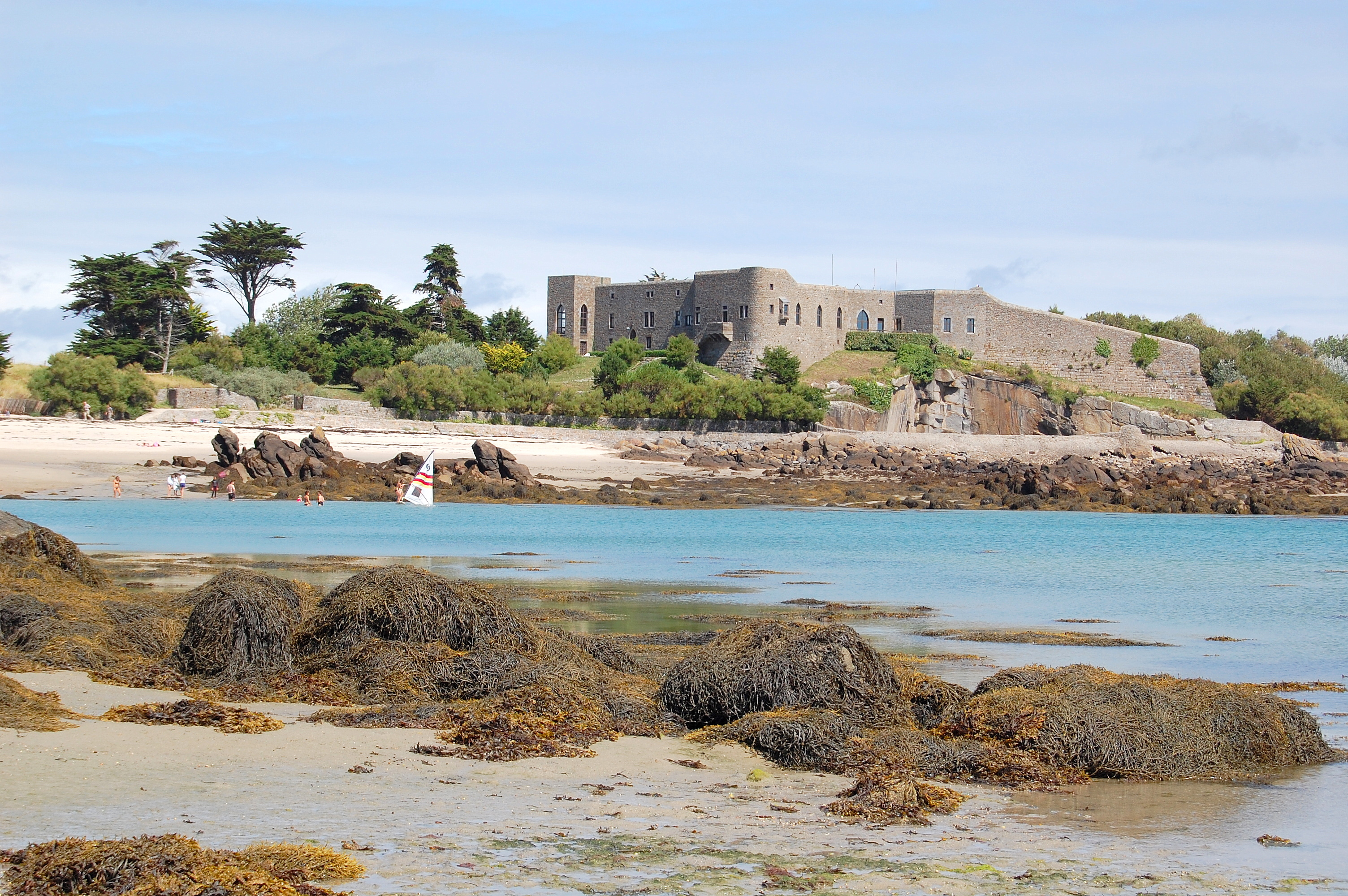
Le château Renault à Chausey.
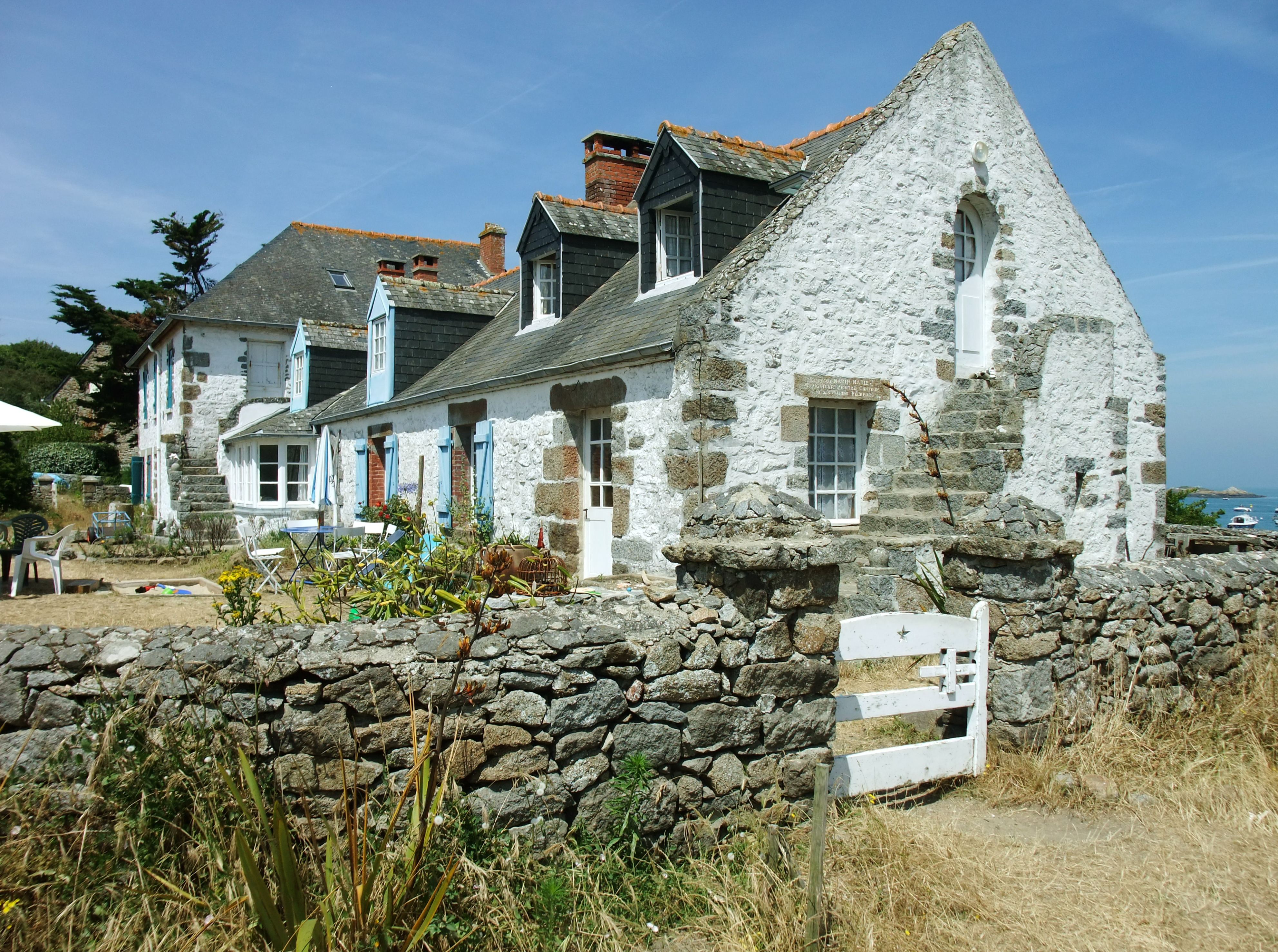
La maison du peintre Marin Marie à Chausey.
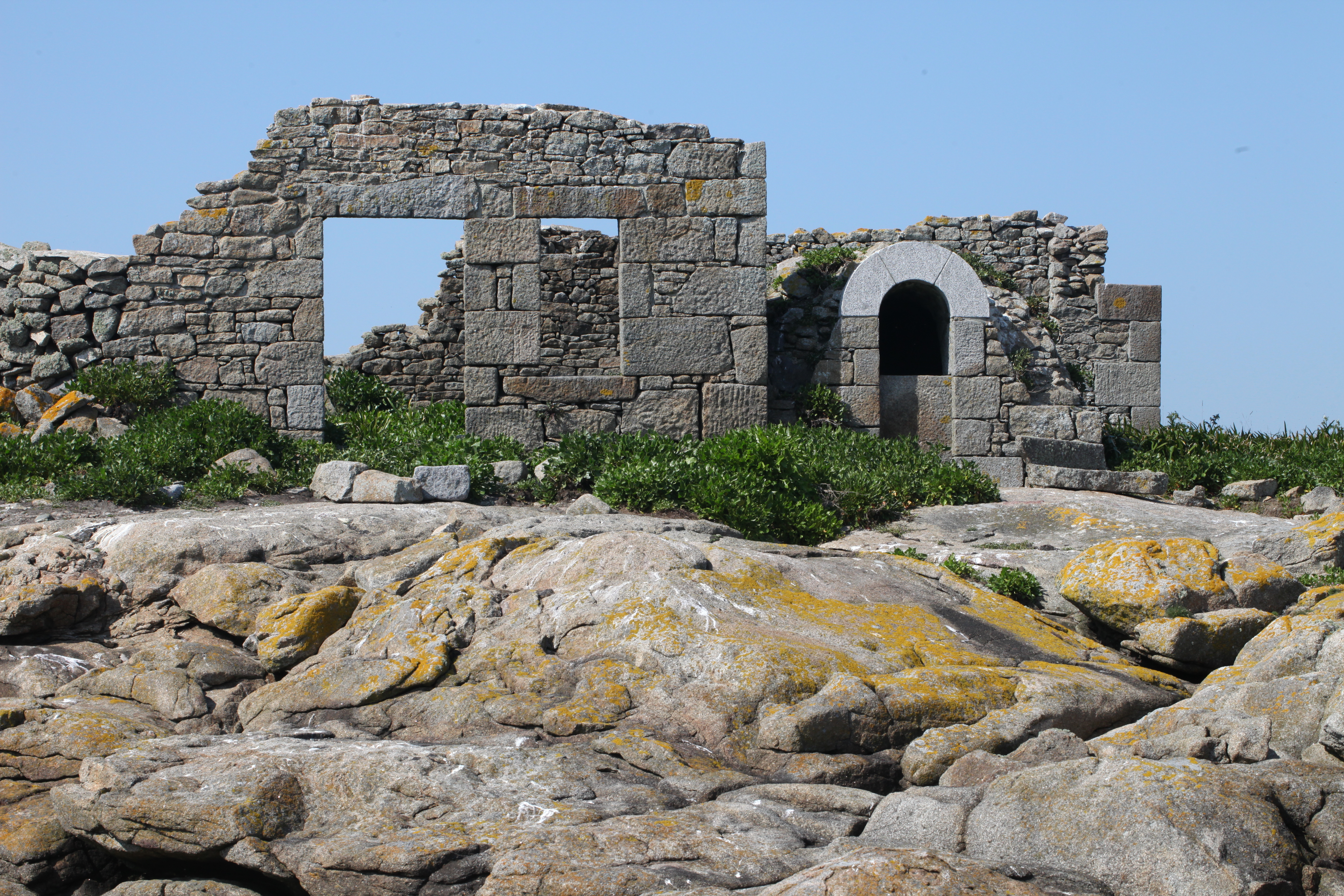
Les restes d'une maison de carrier sur l'Île aux oiseaux, dans l'ouest de l'archipel de Chausey.
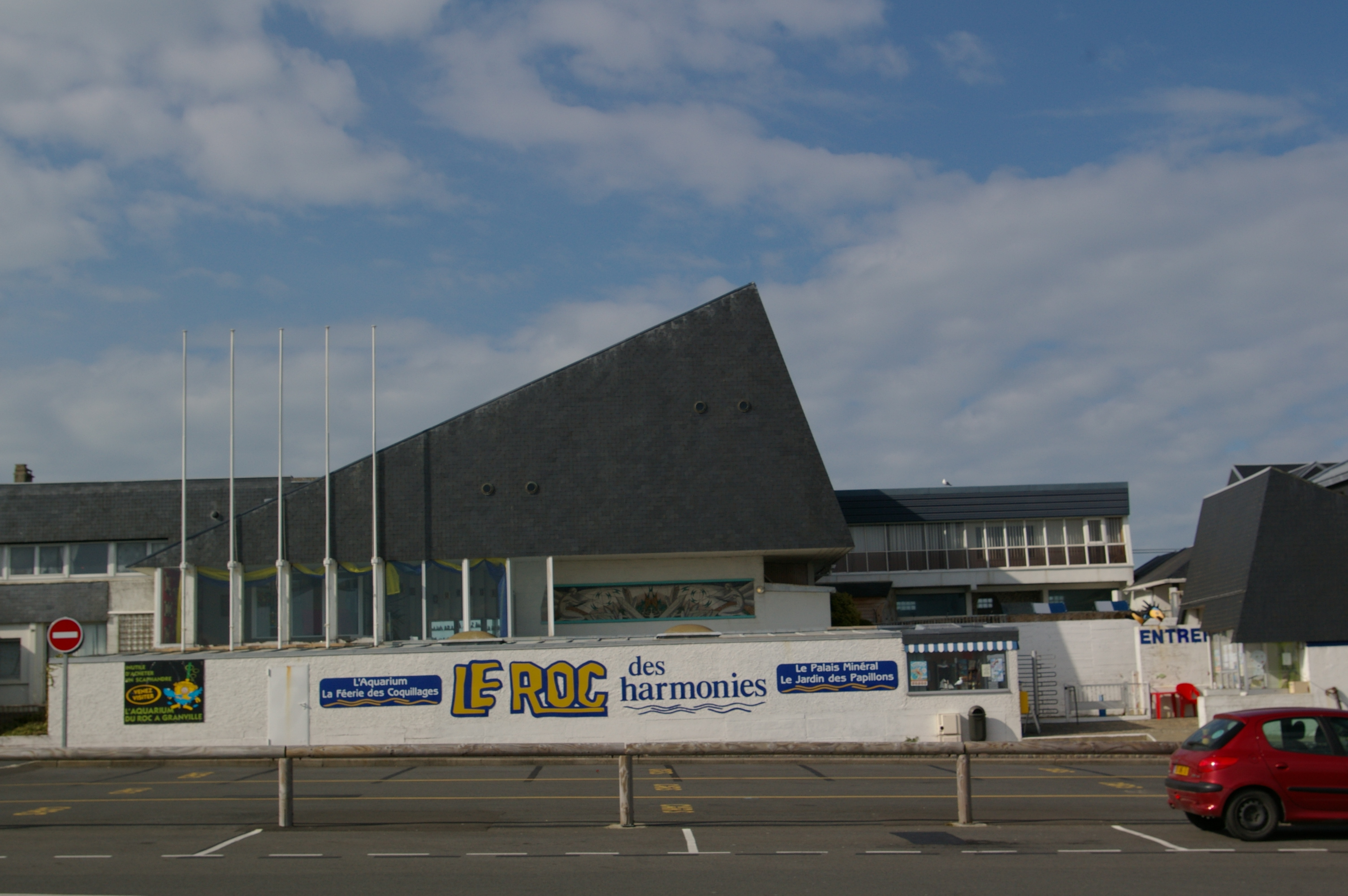
L’aquarium « Le Roc des harmonies ».
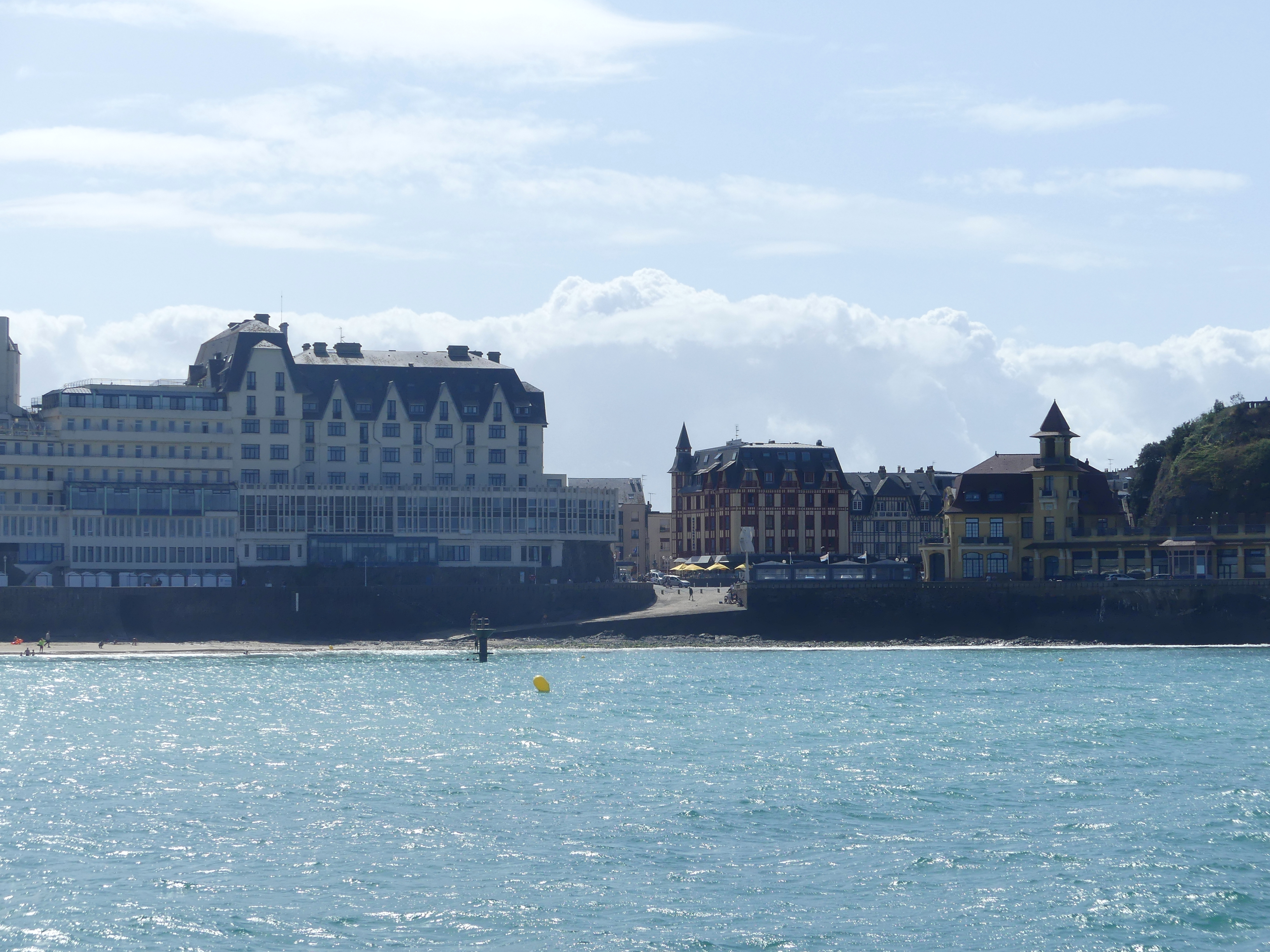
La plage nord vue du large.

## Culture locale et patrimoine

### Patrimoine environnemental
Granville est située à proximité du site protégé de la baie du Mont-Saint-Michel, la falaise, la Haute-Ville et les îles Chausey, sont eux-mêmes inscrits dans la liste des sites protégés par la DIREN de Normandie. Du nord au sud en passant par la presqu'île, la ville est traversée par le sentier de grande randonnée GR 223 qui parcourt la Normandie de Honfleur à Avranches en suivant la côte.
La commune est récompensée par trois fleurs au concours des villes et villages fleuris grâce notamment à ses parcs et jardins : jardin Christian-Dior, jardin Val-ès-Fleur de trois hectares agrémenté d’un parc animalier, les squares Marland, de l'Arsenal, Chartier, de la Bisquine, les promenades Charles-VII, du port et du Plat Gousset et le golf paysagé construit en 1912 sur le territoire de Bréville-sur-Mer par Harry Colt.
Les îles Chausey sont proposées en 1992 pour intégrer le Réseau Natura 2000, mais le Conseil de la communauté de communes émet en 2003 un avis défavorable, bloquant la procédure à ce jour,. En revanche, le Conservatoire du littoral acquiert la pointe du Phare.
En outre, la commune dispose sur son territoire d’une station d’épuration des eaux et d’une usine de traitement des déchets par incinération et recyclage. Elle opère le tri sélectif et dirige le Syndicat mixte des bassins côtiers granvillais pour la protection des côtes contre les risques microbiologiques.

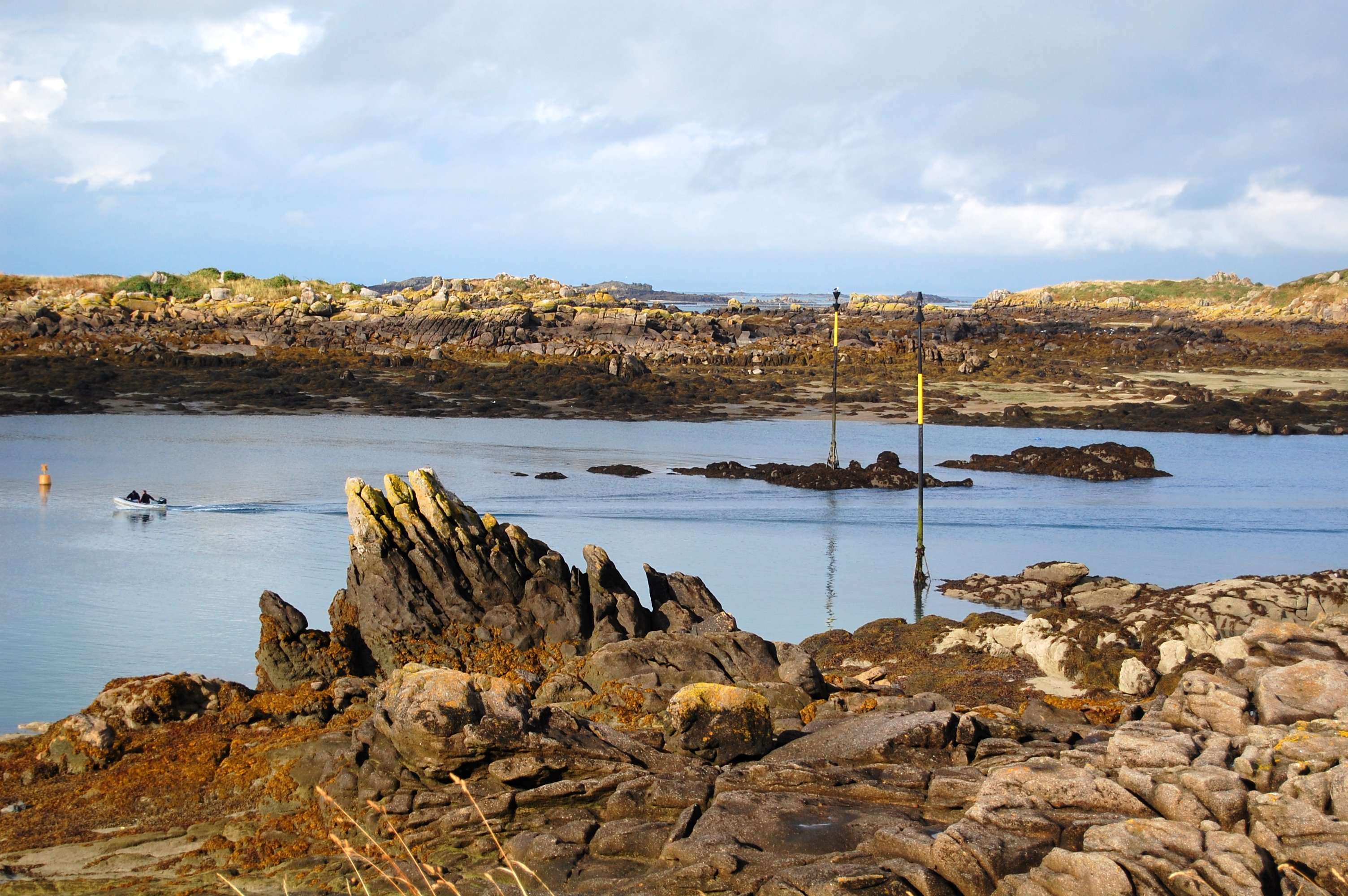
Chausey à marée basse.
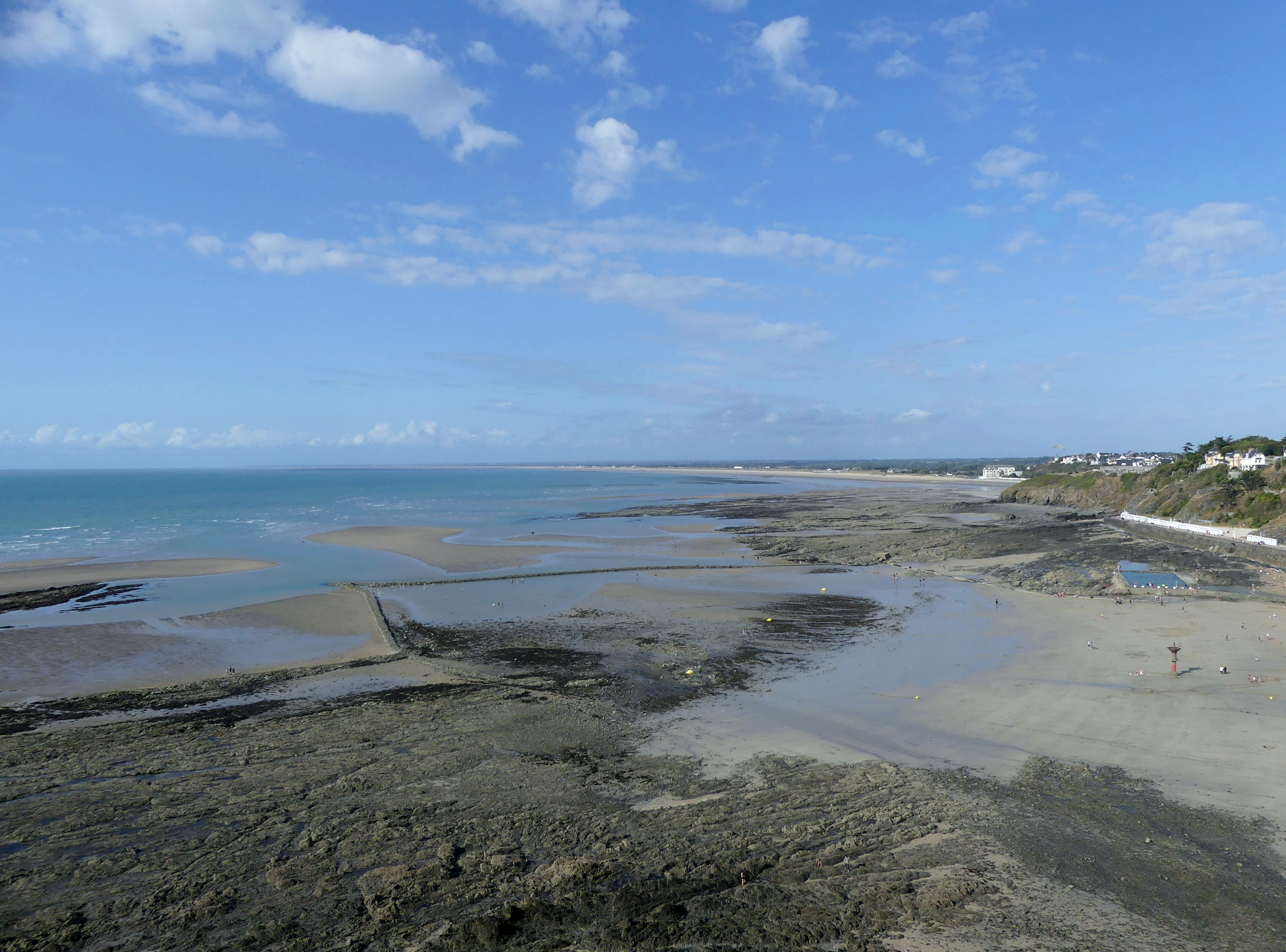
Pêcherie médiévale de type barrage à poissons sur la plage du Plat-Gousset[150].
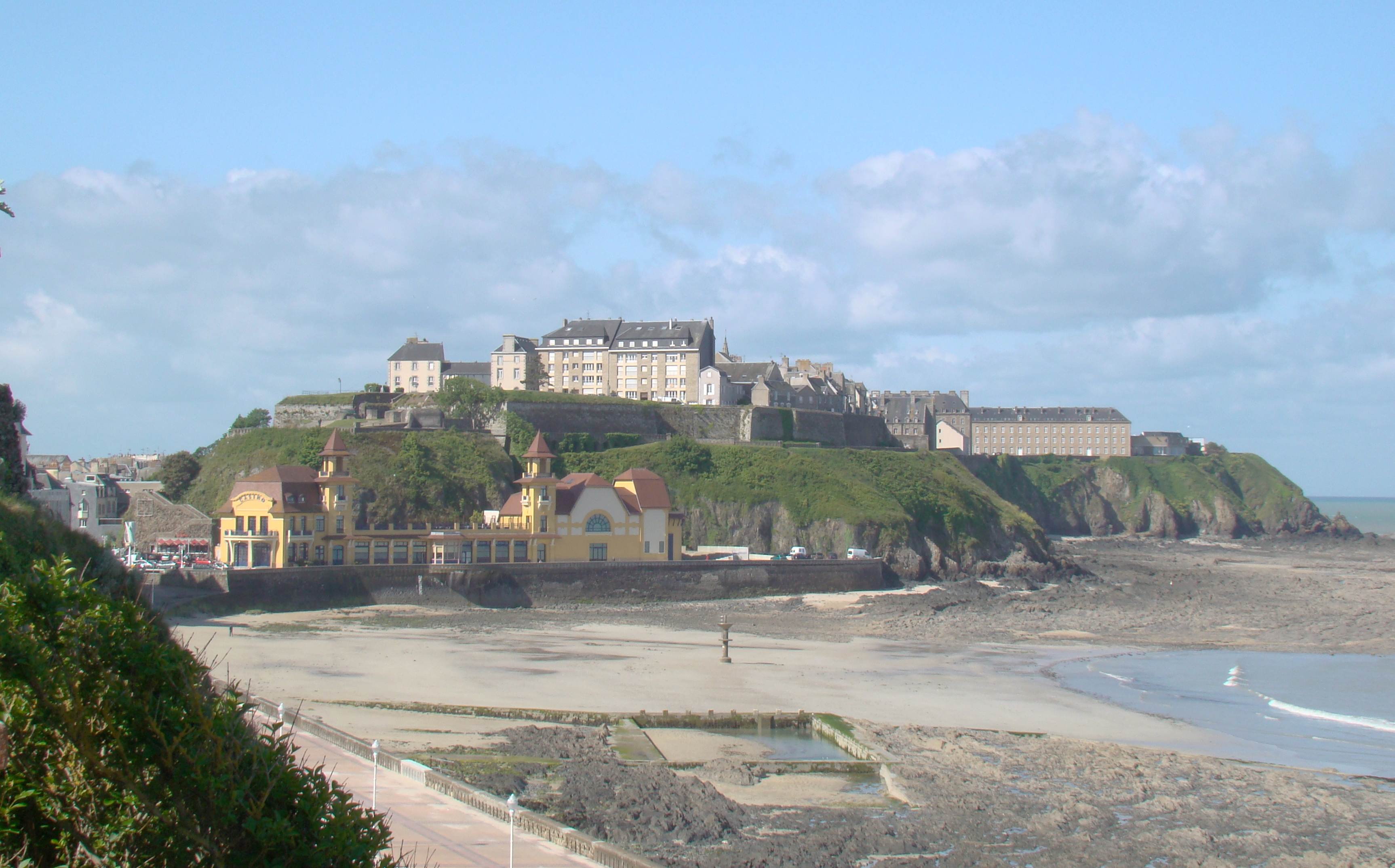
La haute ville vue depuis le jardin Christian-Dior.
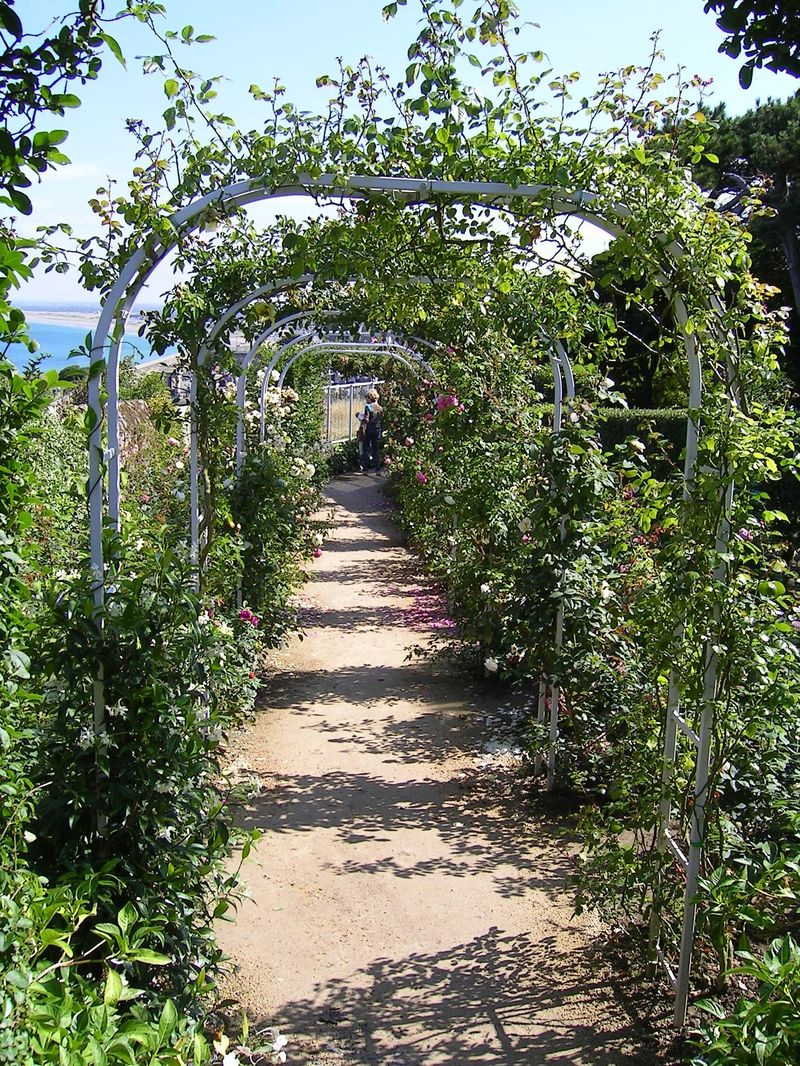
Le jardin Christian-Dior.
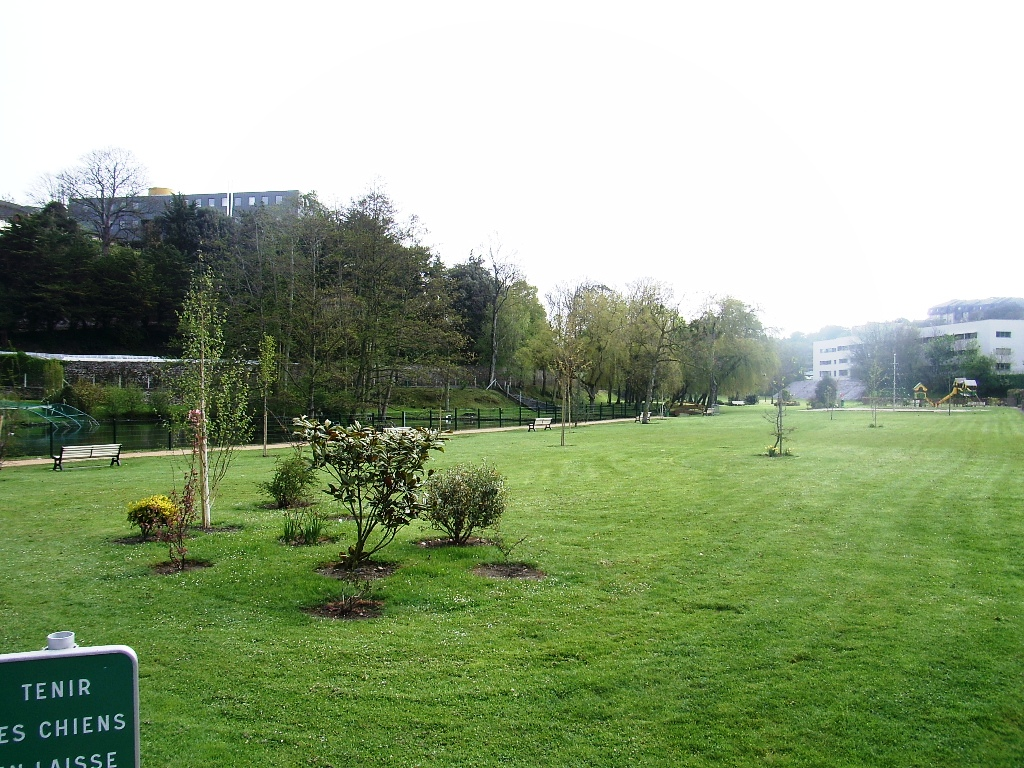
Le parc du Val-ès-Fleur.

### Patrimoine architectural
Le patrimoine de Granville est riche de nombreux édifices religieux dont l’église Notre-Dame du Cap Lihou en granit, construite au XIVe siècle, le chœur en 1641, la nef en 1655, les chapelles en 1676 et 1688, la sacristie en 1771, classée monument historique. Depuis 1930, elle est décorée de vitraux de Jacques Le Chevallier et elle abrite des fonts baptismaux d'origine XVe siècle. On trouve aussi l’église Saint-Paul (XIXe siècle), avec des chapiteaux sculptés et une statue de  Sainte-Thérèse, par Marcelle Delcour-Guinard (1896-1978), l’église Saint-Nicolas (1822), le temple protestant et la chapelle de Chausey (XIXe siècle).
Du passé militaire de Granville subsiste l’enceinte constituée des remparts, du pont-levis (ou Grand’ Porte ) et des maisons, construite au XVe siècle, détruite puis relevée en 1727, inscrite aux monuments historiques depuis 2004 et sur la pointe du Roc dominant la ville, la caserne Bazeilles construite en 1758, la caserne Gênes-Champagne construite en 1788 et la batterie construite en 1942 par l’occupant allemand sont inscrites au titre des monuments historiques depuis 1987 et 1994.
Le château de Grainville, construit au XVe siècle, inscrit au titre monuments historiques depuis 1980, le château de la Crête du XIXe siècle, réédifié de 1907 à 1911, et le manoir Saint-Nicolas, construit en 1786 par l’armateur Nicolas Deslandes est inscrit aux titre des monuments historiques depuis 1986 témoignent de l’importance de certaines familles de la région. La ville abrite également une trentaine de « granvillières » : châteaux, manoir ou villa, d'armateur à l'image des malouinières de la région de Saint-Malo.
La statue de Pléville le Pelley, sur le port, célèbre le personnage le plus illustre de la ville. Fut également érigée la stèle du docteur Letourneur (1846-1911) qui fut maire de Granville.
Le casino de style Art nouveau et Art déco, construit entre 1910 et 1925 par l’architecte Auguste Bluysen, inscrit aux monuments historiques depuis 1992, l’hôtel des bains de 1926, la gare du XIXe siècle.
Le marché couvert a été labellisé « Patrimoine du XXe siècle » par la DRAC. La tour résidentielle « Le Charme » située rue Jean-Rostand domine la commune du haut de ses treize étages.
Après une première candidature au début des années 1990, Granville postule en 2009 pour être labellisée Ville d’art et d’histoire. Déclarée le 1er juillet 2015 à la sous-préfecture d'Avranches, l'association loi de 1901 « Granville, pays de l'estran » qui regroupe les communes de Granville, Saint-Pair-sur-Mer, Jullouville et Carolles, porte désormais la candidature au label « Pays d'art et d'histoire ».

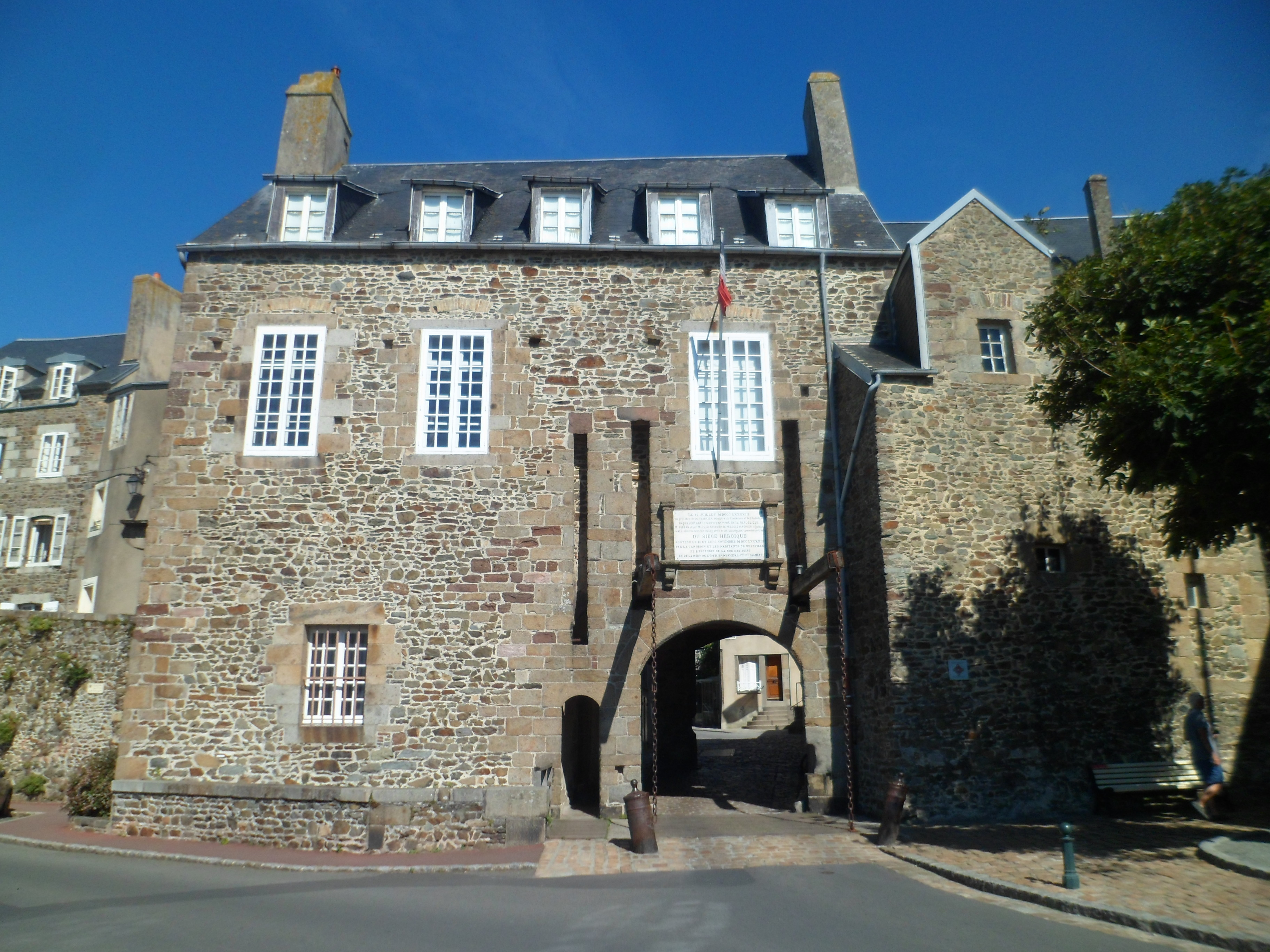
La Grand-Porte avec son pont-levis de la Haute-Ville.
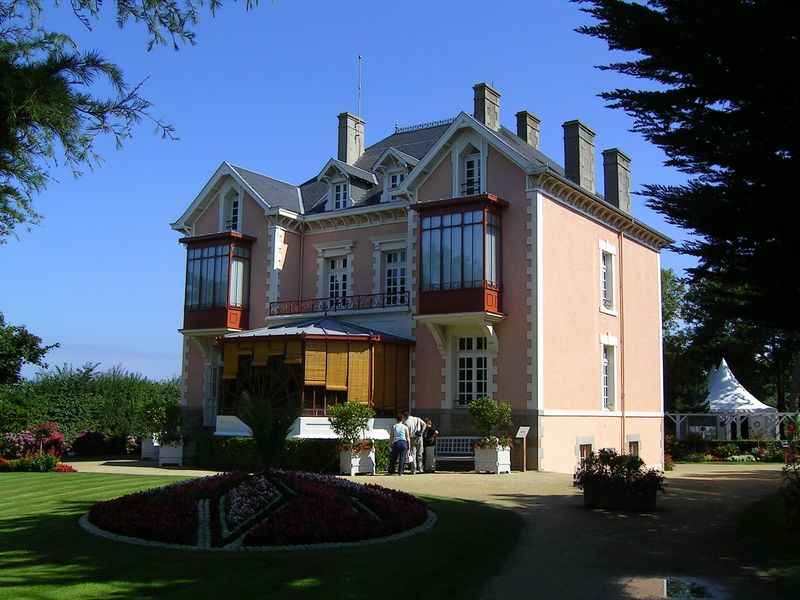
L’ancienne demeure de Christian Dior, aujourd’hui musée.
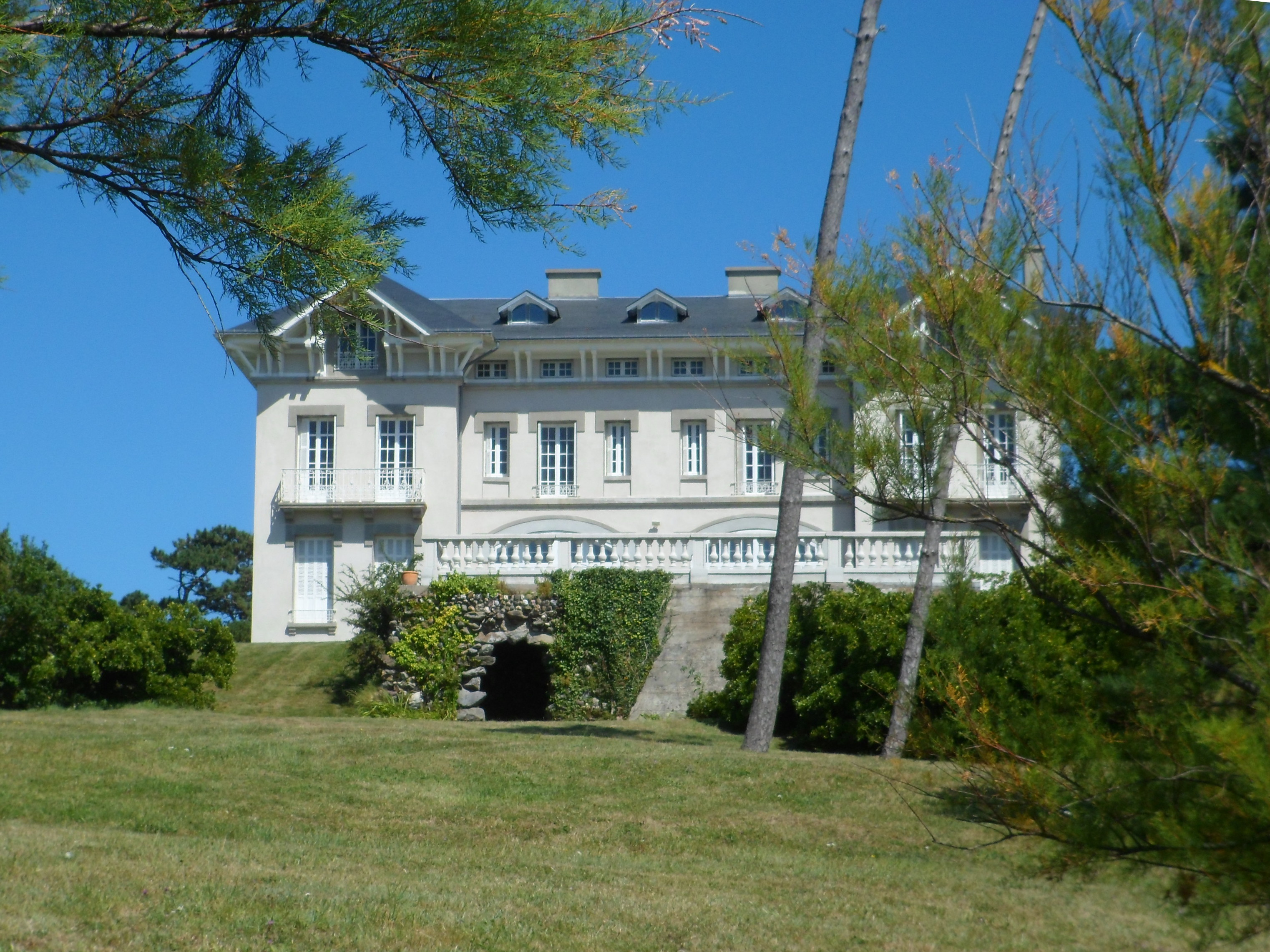
Le château de la Crête.
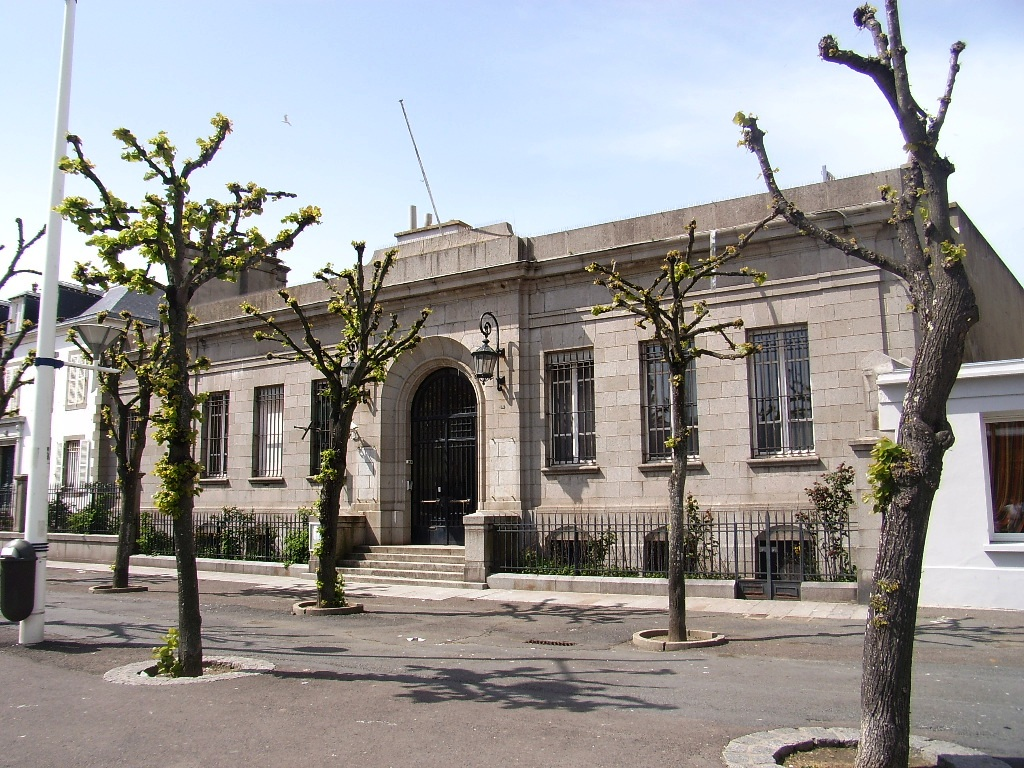
Le bâtiment de la Banque de France.
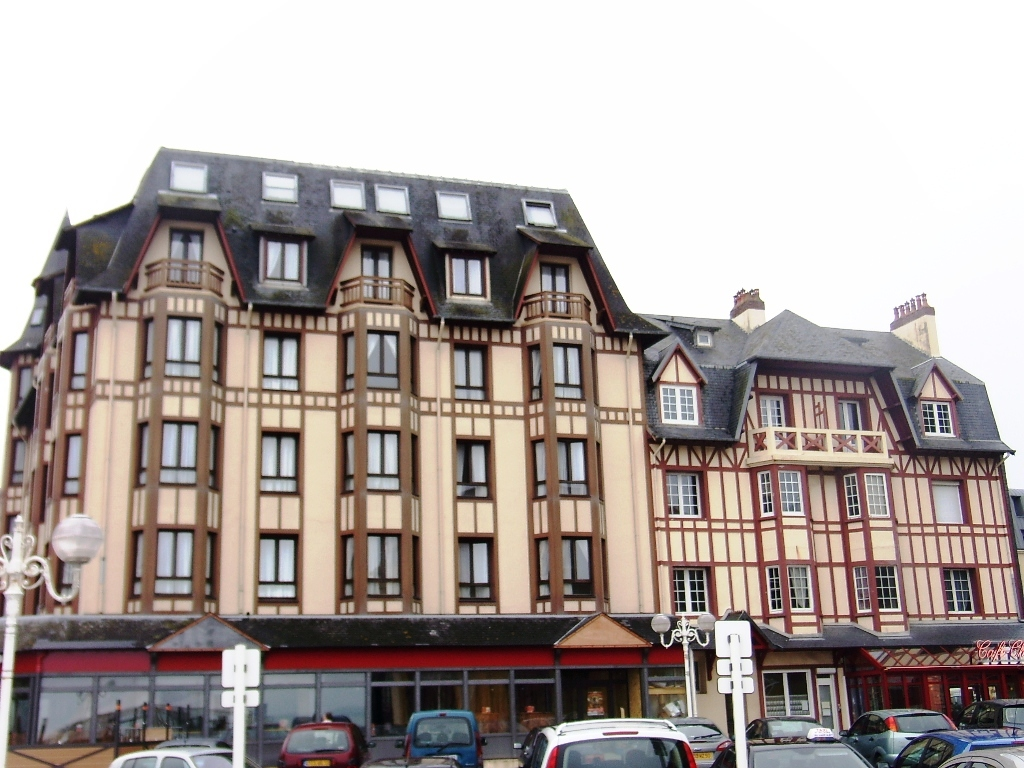
L’hôtel des bains.
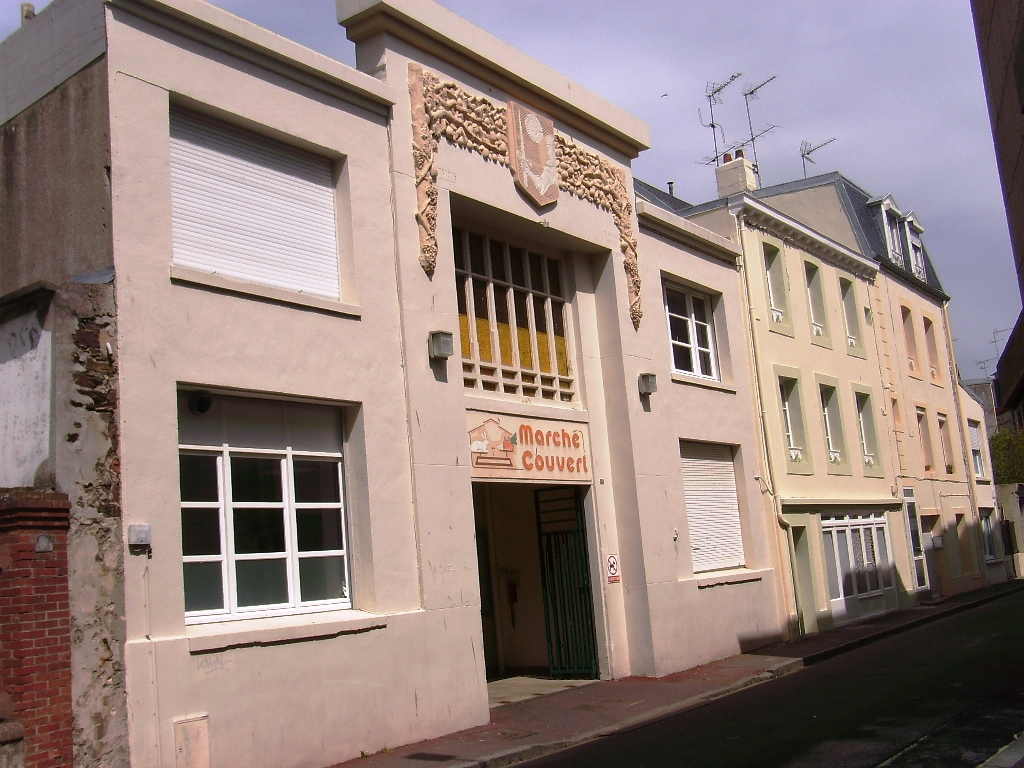
Le marché couvert.
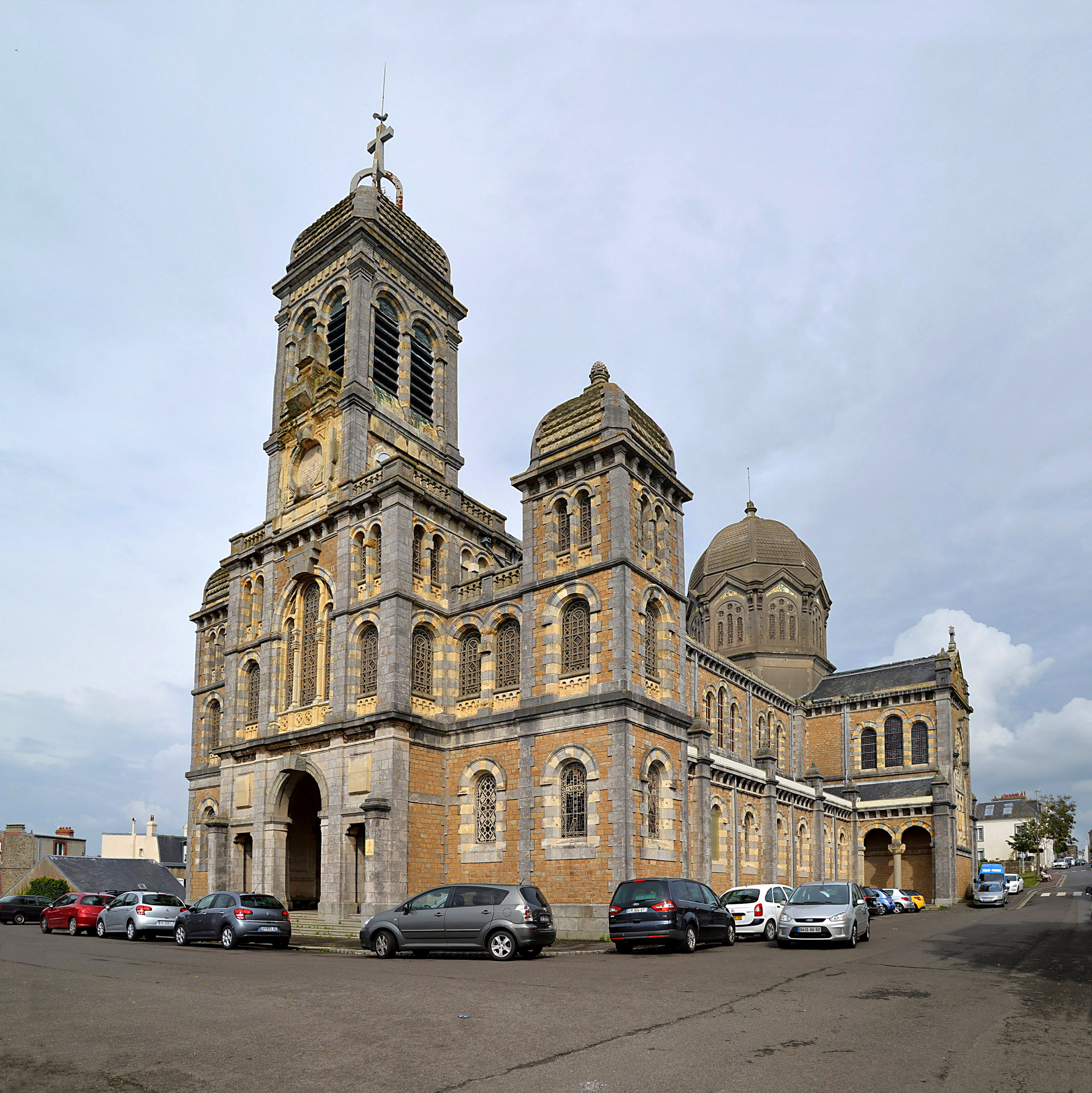
L'église Saint-Paul.
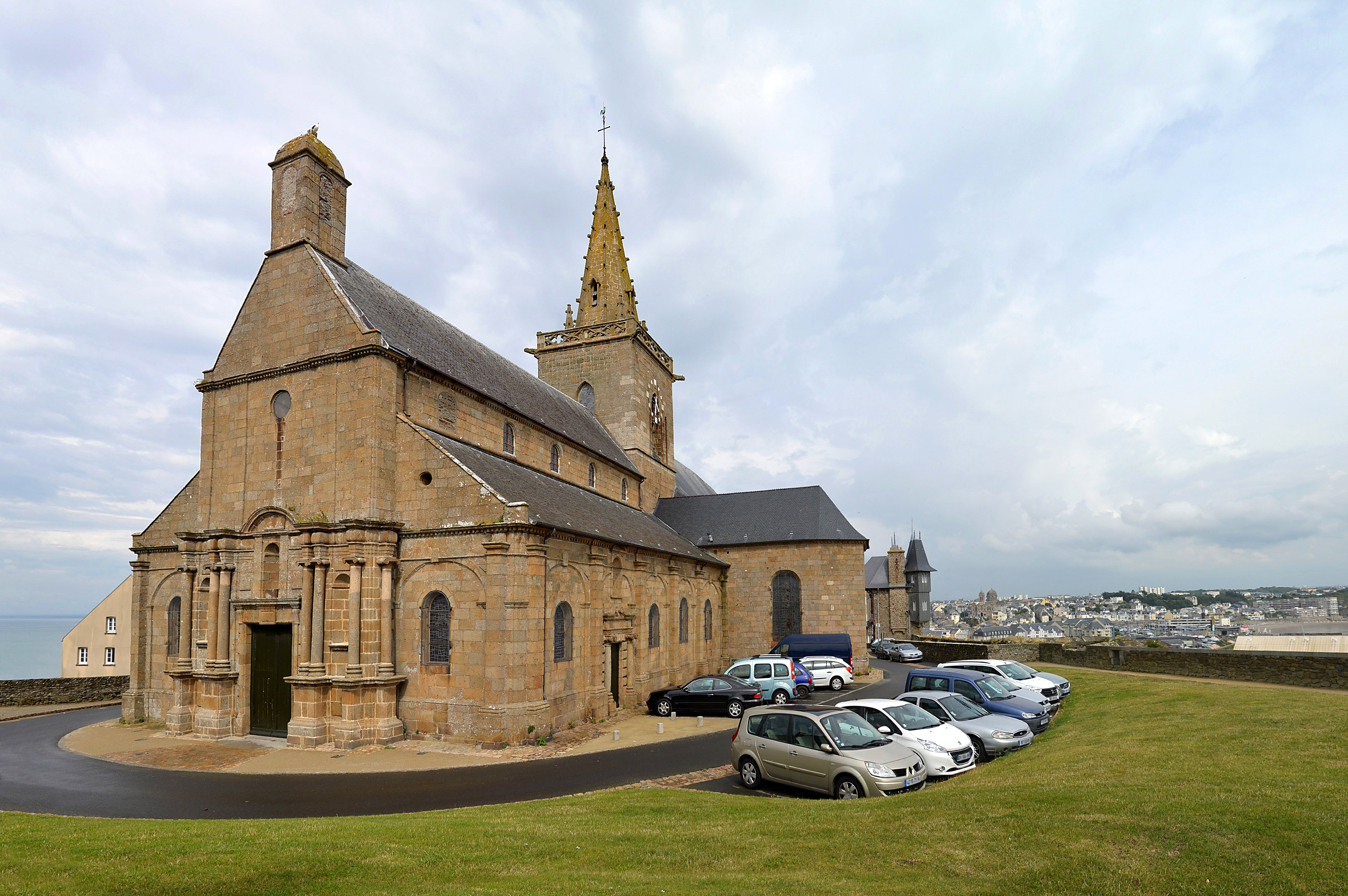
L'église Notre-Dame-du-Cap-Lihou.
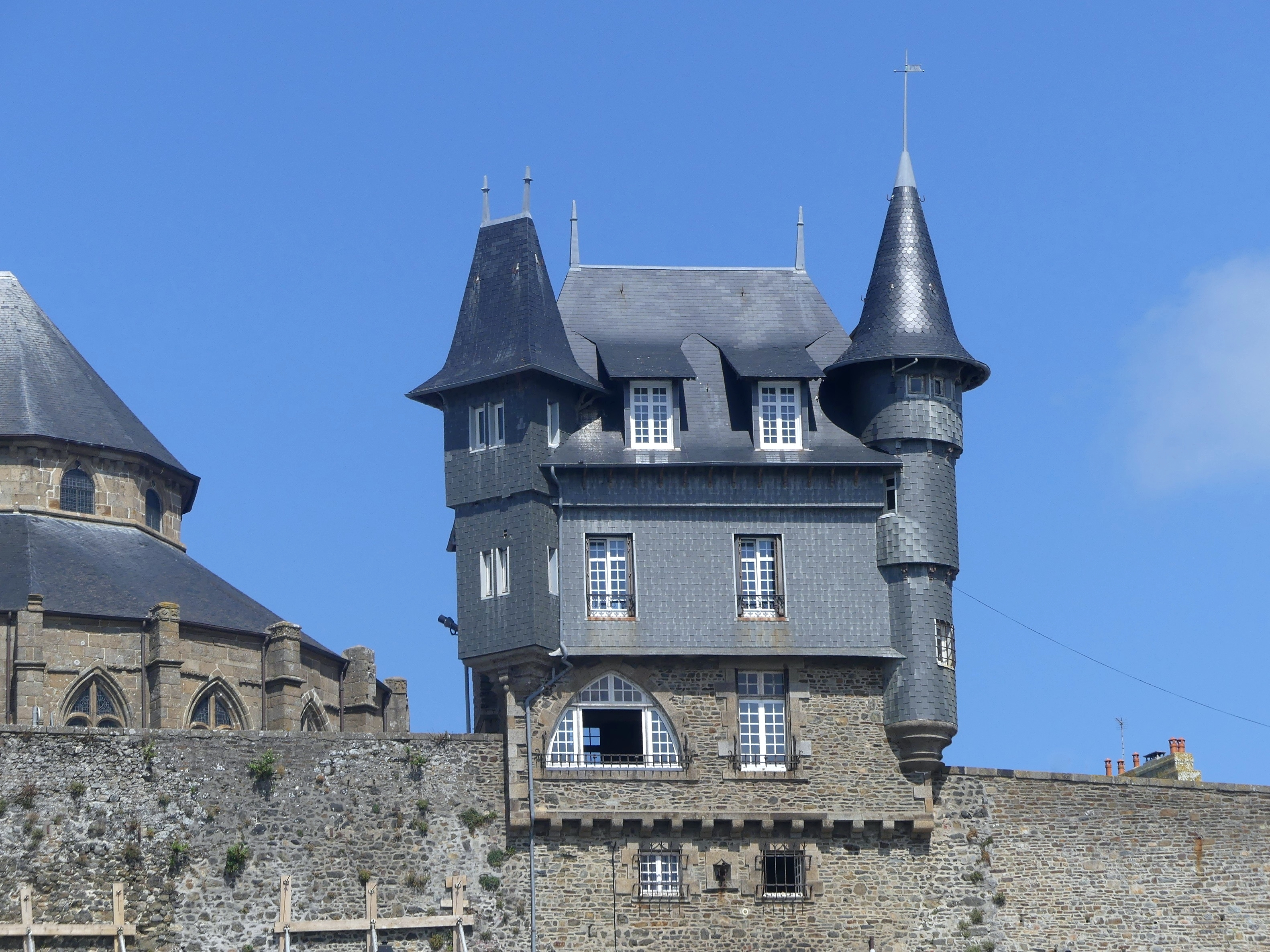
La Maison du Guet à cheval sur le rempart sud[Note 16].
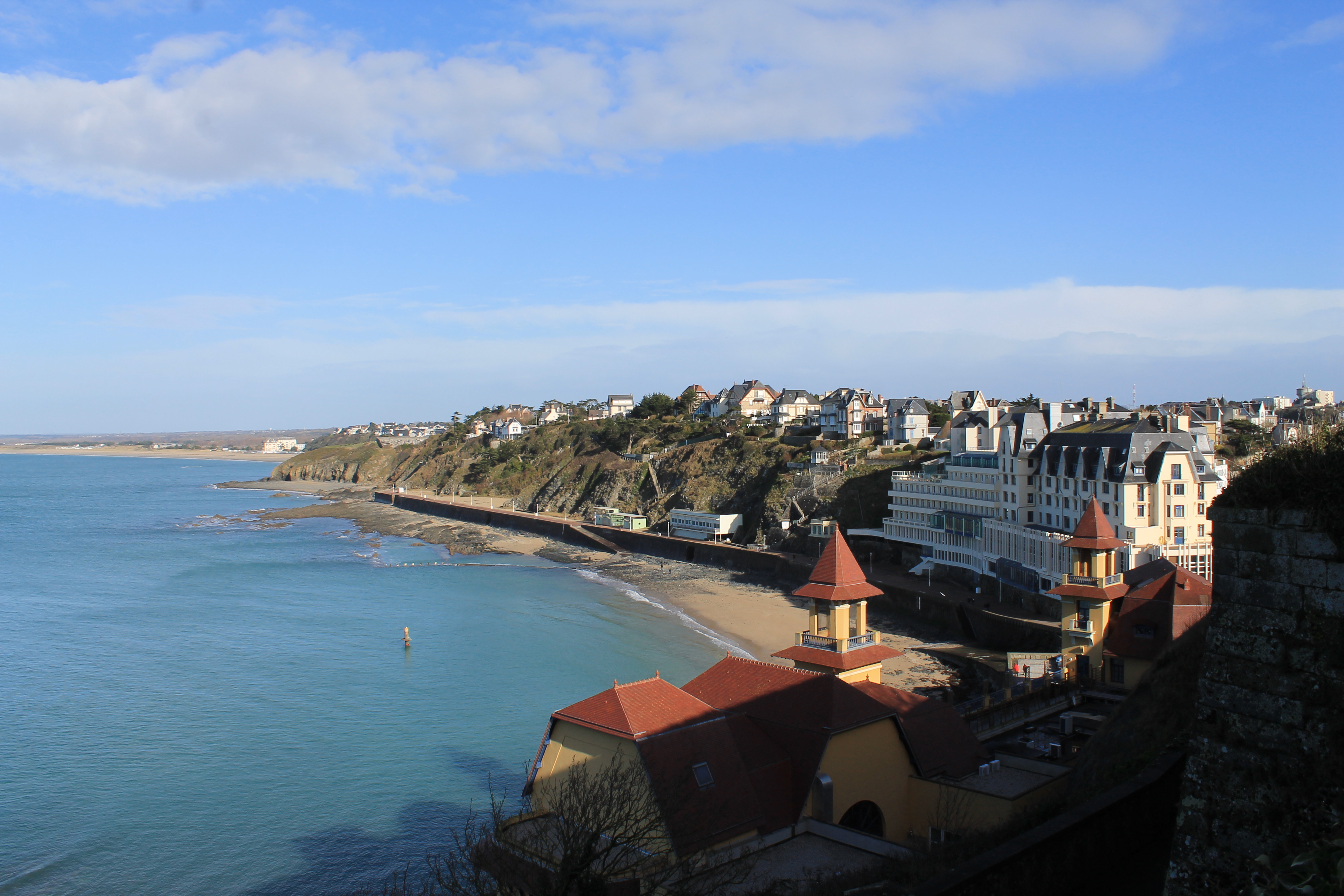
Des villas balnéaires se dressent sur la falaise qui surplombe la plage du Plat-Gousset accessible par des escaliers privatifs[160].

### Patrimoine maritime
Curiosité du port, la forme de radoub est un équipement portuaire situé quai du Pan-Coupé. Achevant les travaux d'aménagement du port, ce bassin a été construit en 1887 pour l'entretien des terre-neuviers. Construit en blocs de granit de Chausey, il est de forme ovale et long de 85 mètres. Restaurée en 1975, la forme est abandonnée par les pêcheurs trois ans plus tard à la suite de l'installation d'un élévateur à bateau. Elle est inscrite au titre des monuments historiques par arrêté du 28 mars 2008, en totalité avec ses portes de fer.
Deux phares de la commune sont inscrits aux monuments historiques : le phare du Cap Lihou et le phare de Chausey.
Situé sur la pointe du Roc à 34 mètres au-dessus des plus hautes mers, le phare du Cap Lihou a été construit en 1828 selon une étude d’Augustin Fresnel. Il est inscrit aux Monuments historiques depuis 2009.
Le phare de Chausey, terminé en 1847 et haut de dix-neuf mètres, a été conçu sur le modèle du phare de Carteret du même concepteur Léonce Reynaud. Il comporte une tour carrée surplombant un bâtiment rectangulaire.
Enfin, le phare du Sénéquet est situé sur le rocher de Sénéquet, à deux milles au large du port.

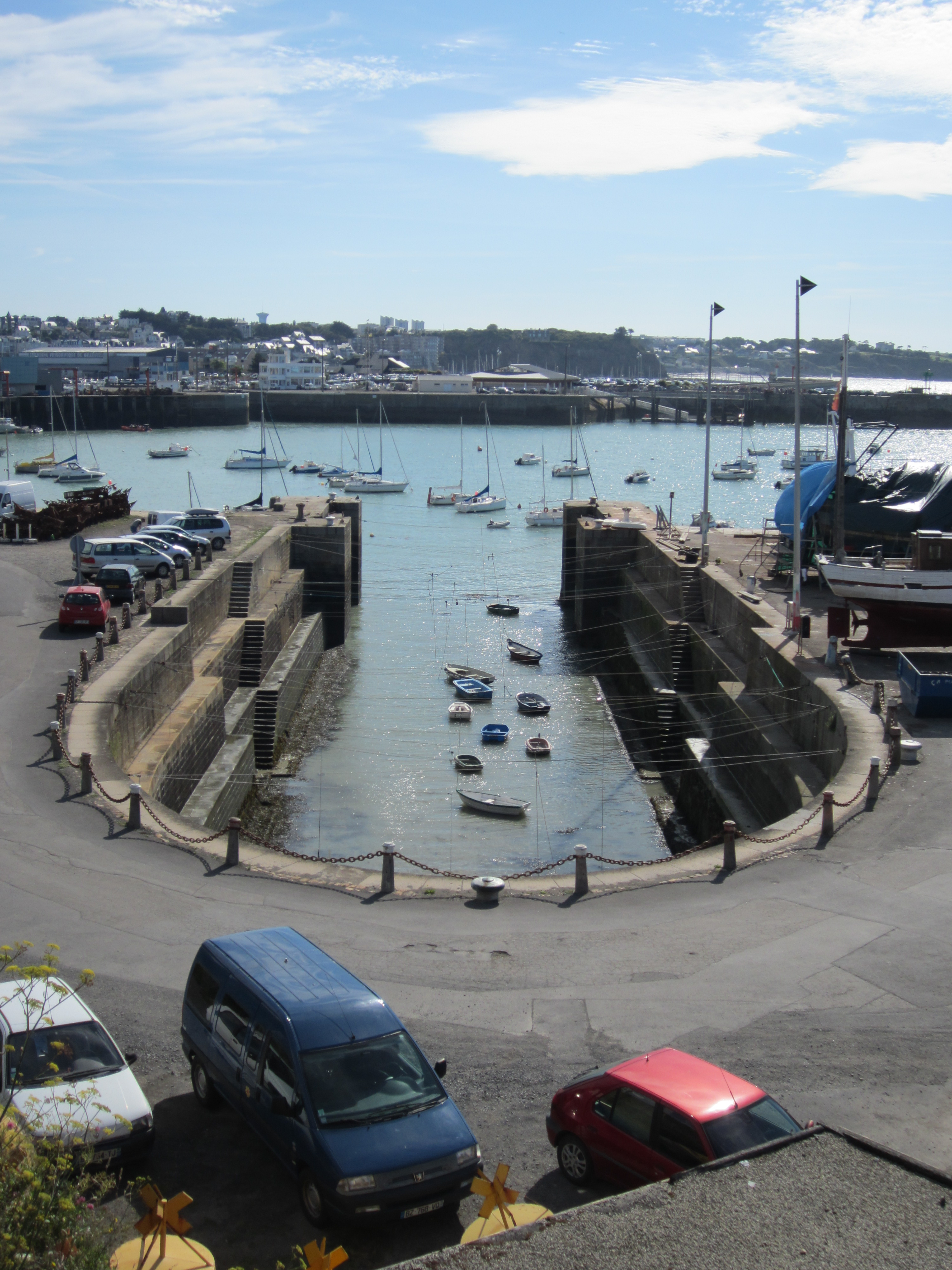
La forme de radoub.
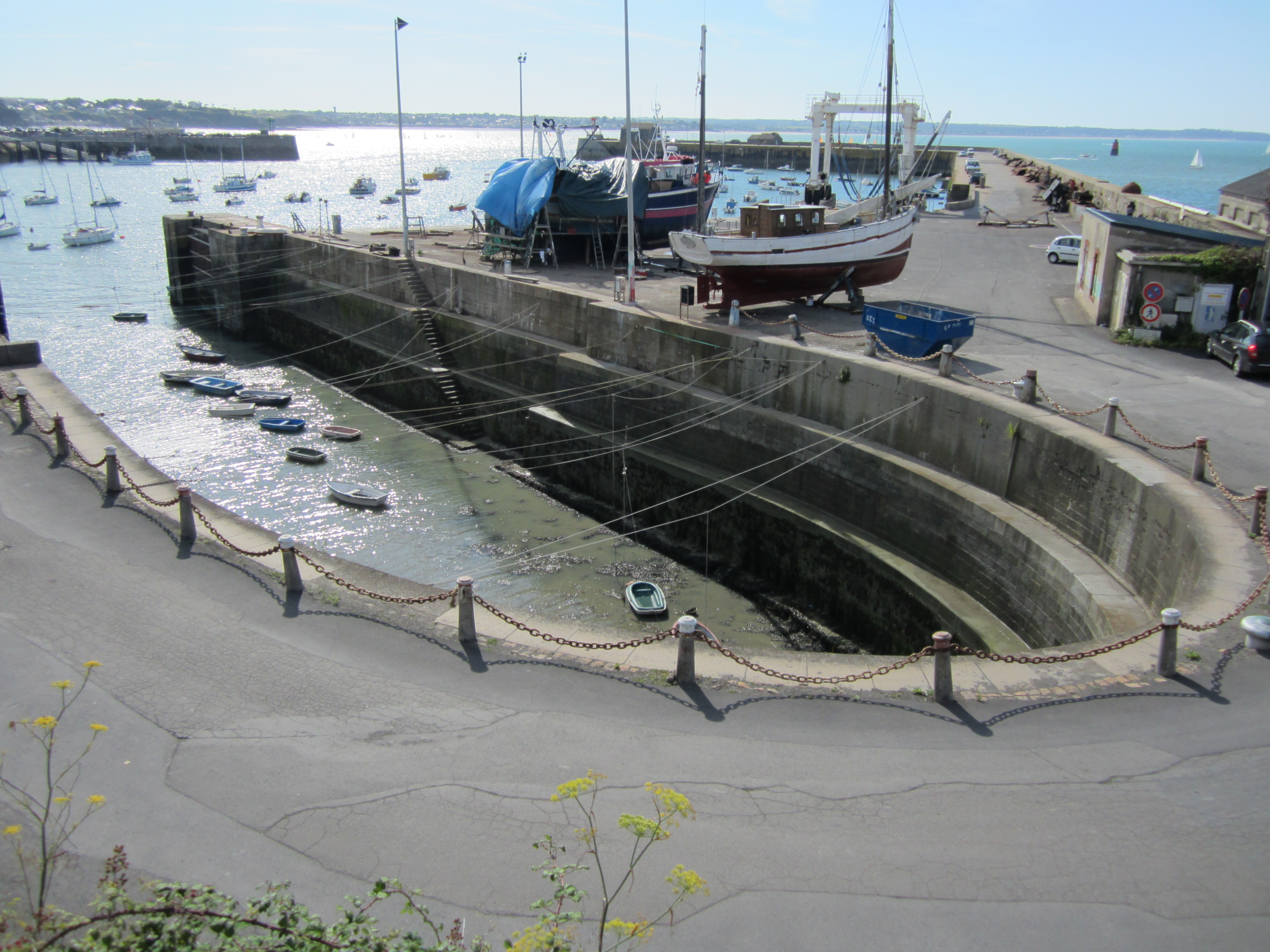
La forme de radoub.
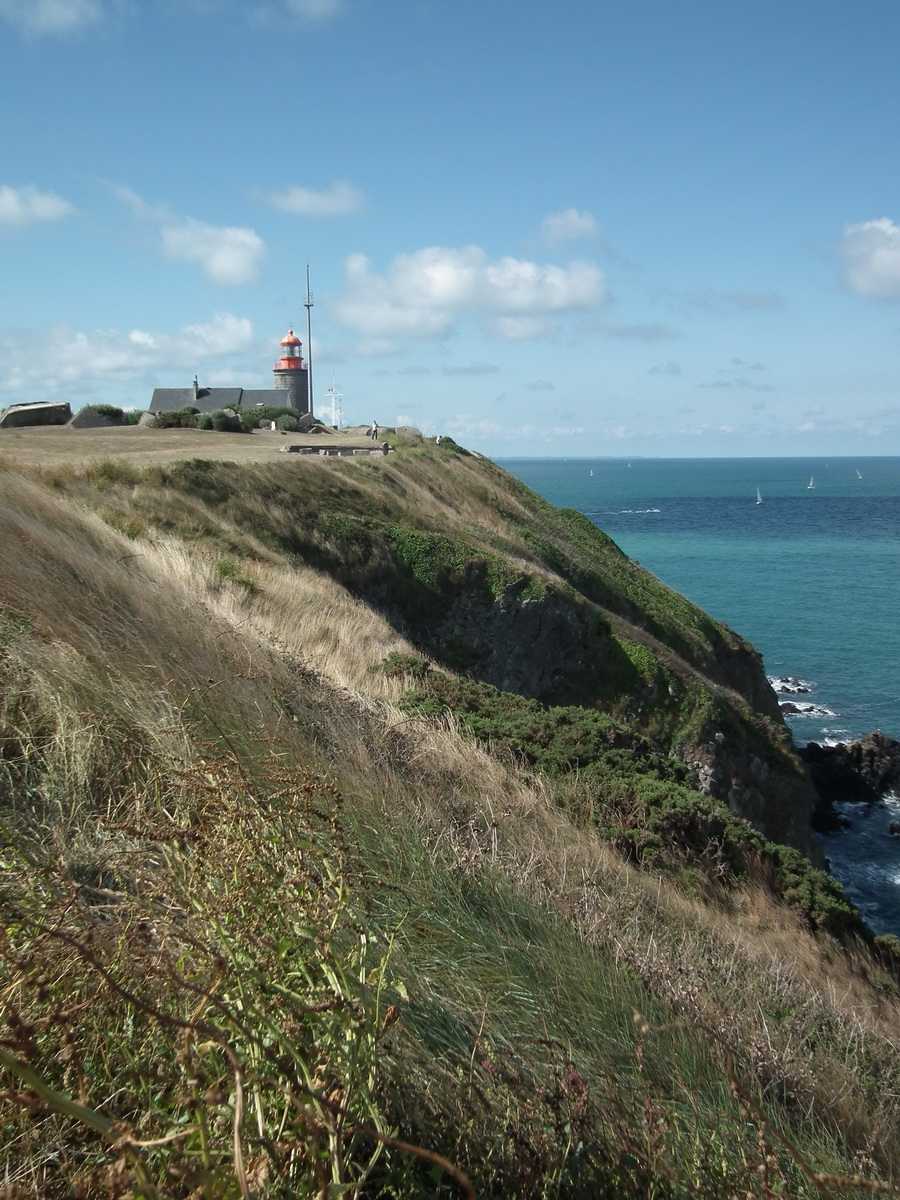
La pointe du roc avec le phare du cap Lihou.
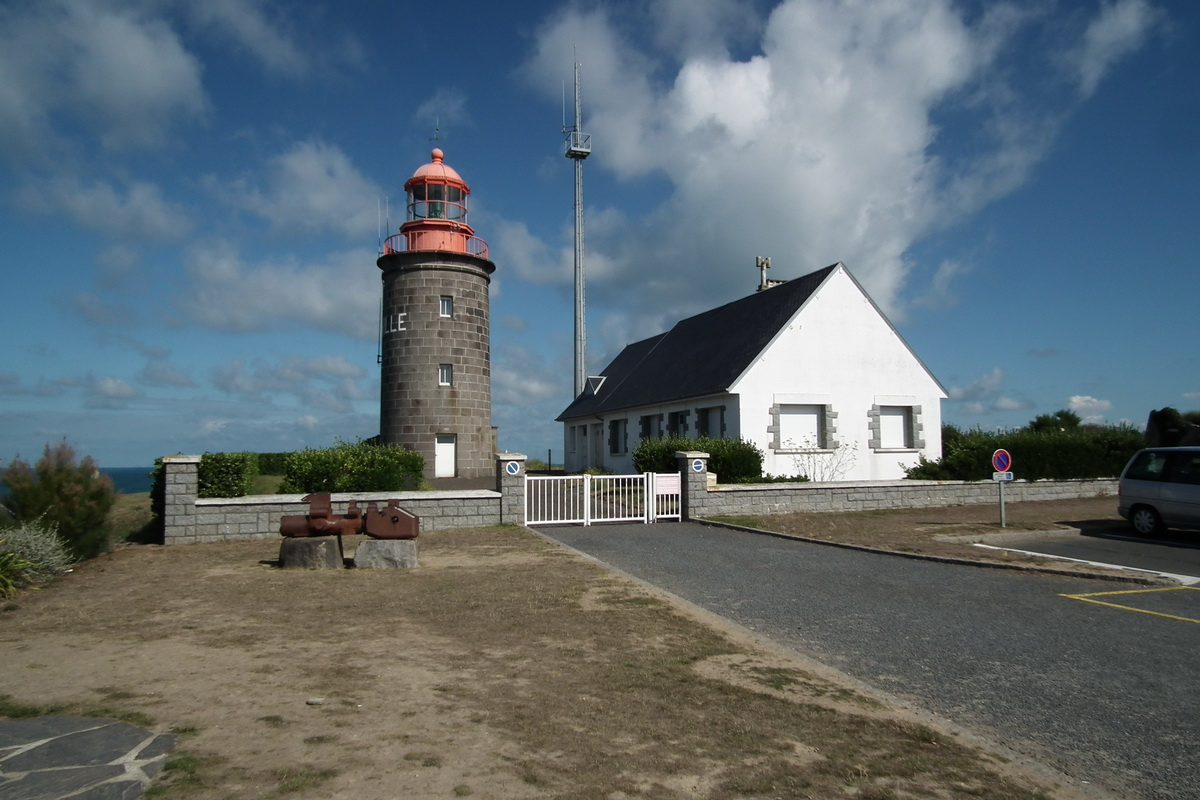
Le phare du cap Lihou.
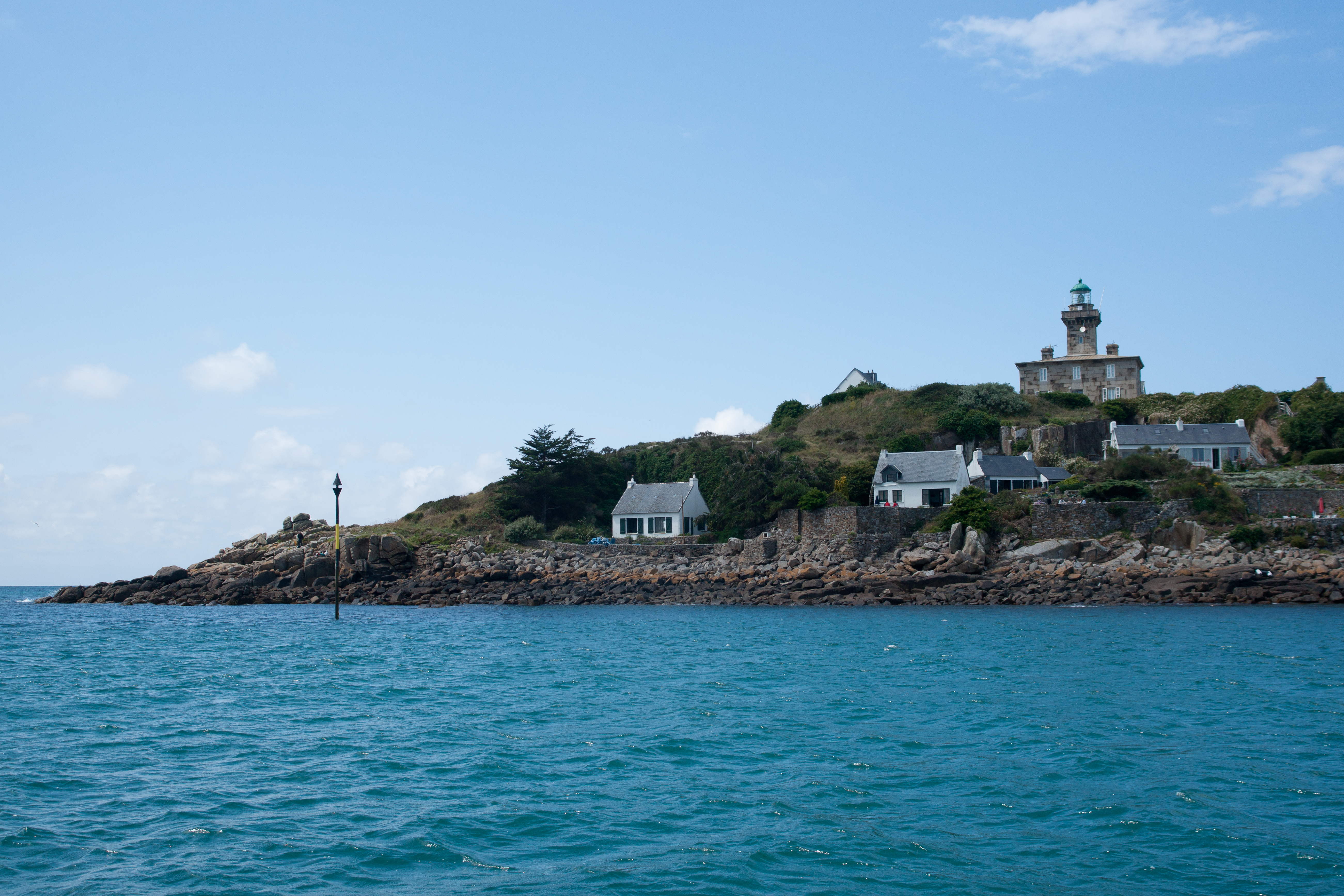
Le phare de Chausey.
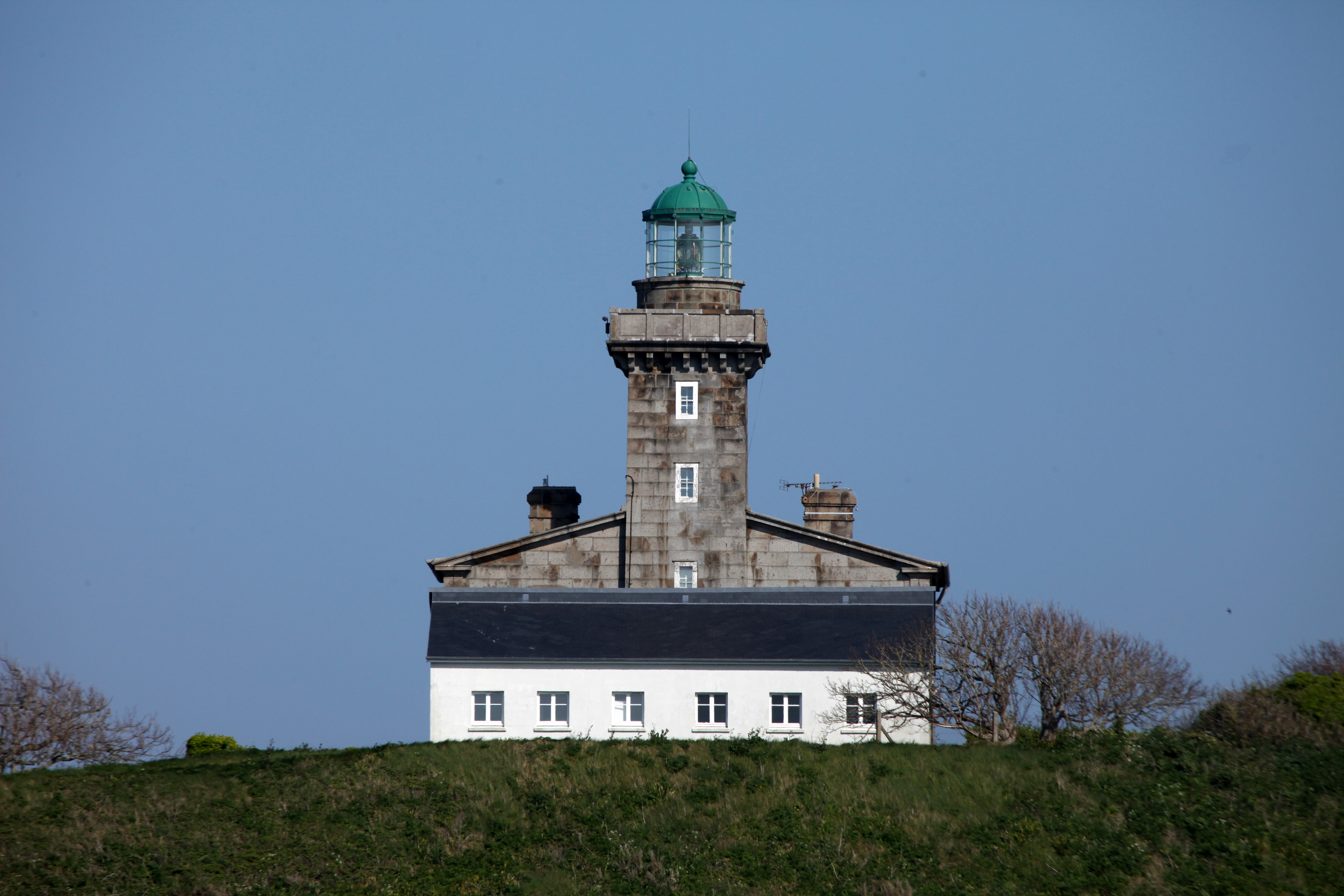
Le phare de Chausey.

### Personnalités liées à la commune

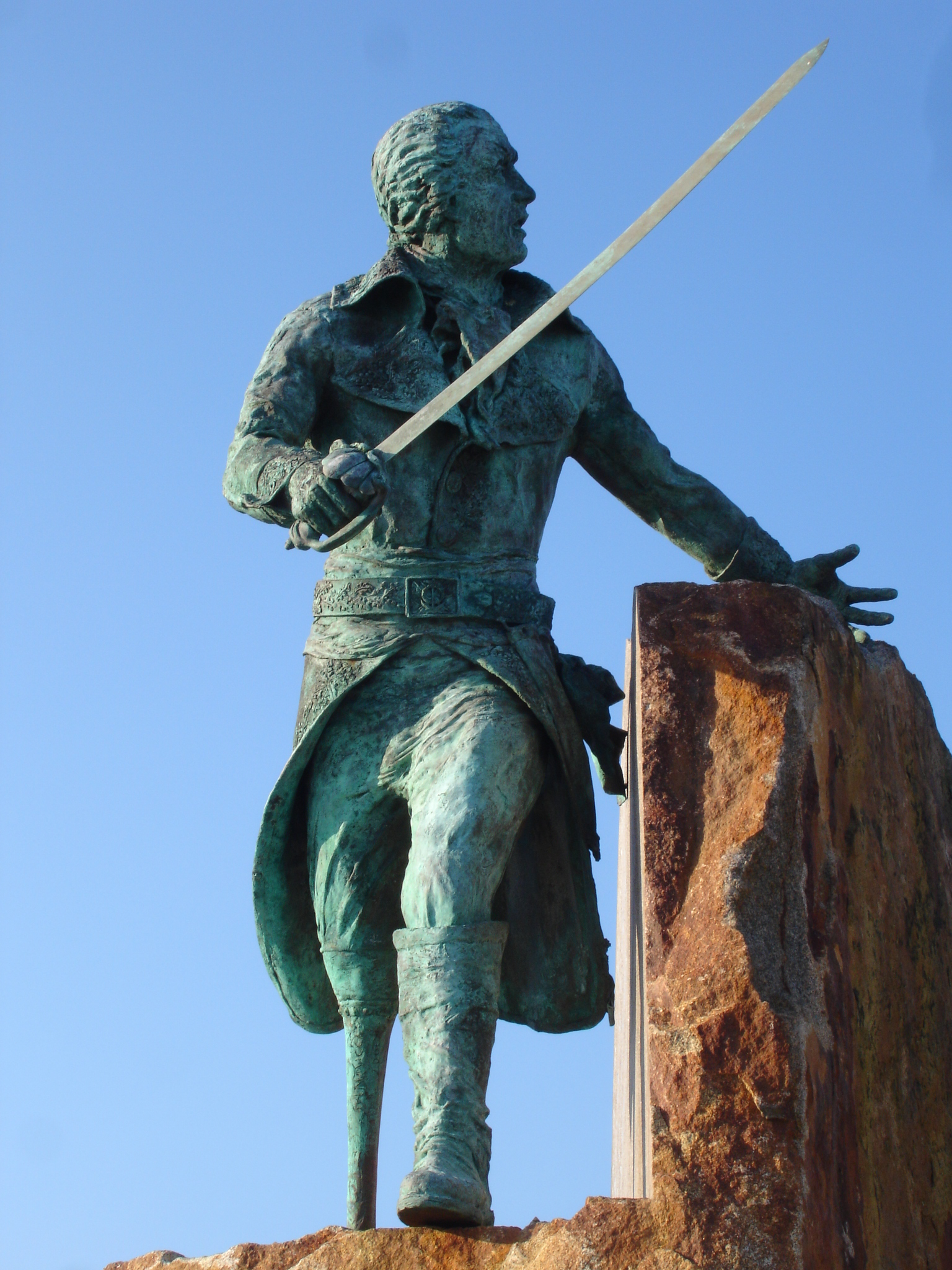
La statue monumentale de Georges-René Pléville Le Pelley, œuvre en bronze et granit de Serge Santucci sculpteur et François Pougheol architecte.

Différents personnages publics sont nés, morts ou ont vécu à Granville :
- Thomas de Scales (v. 1400-1460), chevalier de la Jarretière, fonde la citadelle ;
- René Le Sauvage (Granville, v. 1628 - Lavaur, 1677), évêque de Lavaur ;
- Louis-Georges de Bréquigny (Granville, 1714 - Paris, 1795), historien et paléographe ;
- Georges-René Pléville Le Pelley (Granville, 1726 - Paris, 1805), flibustier, capitaine corsaire, vice-amiral, ministre de la Marine et des Colonies, sénateur ;
- Jean Perrée-Duhamel (1744-1822), homme politique né à Granville, député du tiers état aux États généraux de 1789.
- Pierre-Nicolas Perrée-Duhamel (1747-1816), maire de Granville, membre du Conseil des Anciens et du Tribunat y naît ;
- Étienne-François Le Tourneur (1751-1817), homme politique député de l’Assemblée nationale législative de 1791, puis de la Convention en 1792 ministre de l’Intérieur et préfet, y naît ;
- Jacques Epron des Jardins (1767-1837), capitaine de frégate sous la Révolution et l'Empire, il commande le vaisseau de 74 canons l’Argonaute à la bataille de Trafalgar ; il est né à Granville ;
- Louis-Jacques Epron de la Horie (1768-1841), capitaine de vaisseau de la Piémontaise, y naît et y meurt ;
- Louis Jacob (1768-1854), homme politique et vice-amiral y vit ;
- Pierre Dumanoir Le Pelley (Granville, 1770 - Paris, 1829), vice-amiral, il commande sans succès l'avant-garde de la ligne des vaisseaux franco-espagnols à Trafalgar ; homme politique et commandeur de la Légion d’honneur ;
- Luc Barthélémy Hamel (1771-1818), homme politique né à Granville, député de la Manche.
- Pierre Godefroy (1778-1841), homme politique, député d'Ille-et-Vilaine en 1815 ;
- Jacques Destouches (1780-1858), courrier royal, y naît ;
- Gaud-Amable Hugon (Granville, 1783 - Paris, 1862), vice-amiral, sénateur, nommé baron en 1827 ;
- François Jourdan de La Passardière (1787-1851), vainqueur du combat naval d'Arromanches en 1811, y naît ;
- Eustache-Louis-Jean Quernel (1787-1847), contre-amiral, y naît ;
- Eustache Bérat (1791-1870), dessinateur et chansonnier, y meurt ;
- Michel Hébert (Granville, 1799 - Asnières, 1887), homme politique, Garde des sceaux de 1847 à 1848 et magistrat ;
- Honoré de Balzac (1799-1850), écrivain, y séjourne en 1829. Il évoque le siège de Granville dans Le Réquisitionnaire en 1831 ;
- Fulgence Girard (1807-1873), romancier, poète, homme politique, journaliste et historien, y naît ;
- Louis Henri de Gueydon (1809-1886), vice-amiral, gouverneur de l’Algérie coloniale, y naît ;

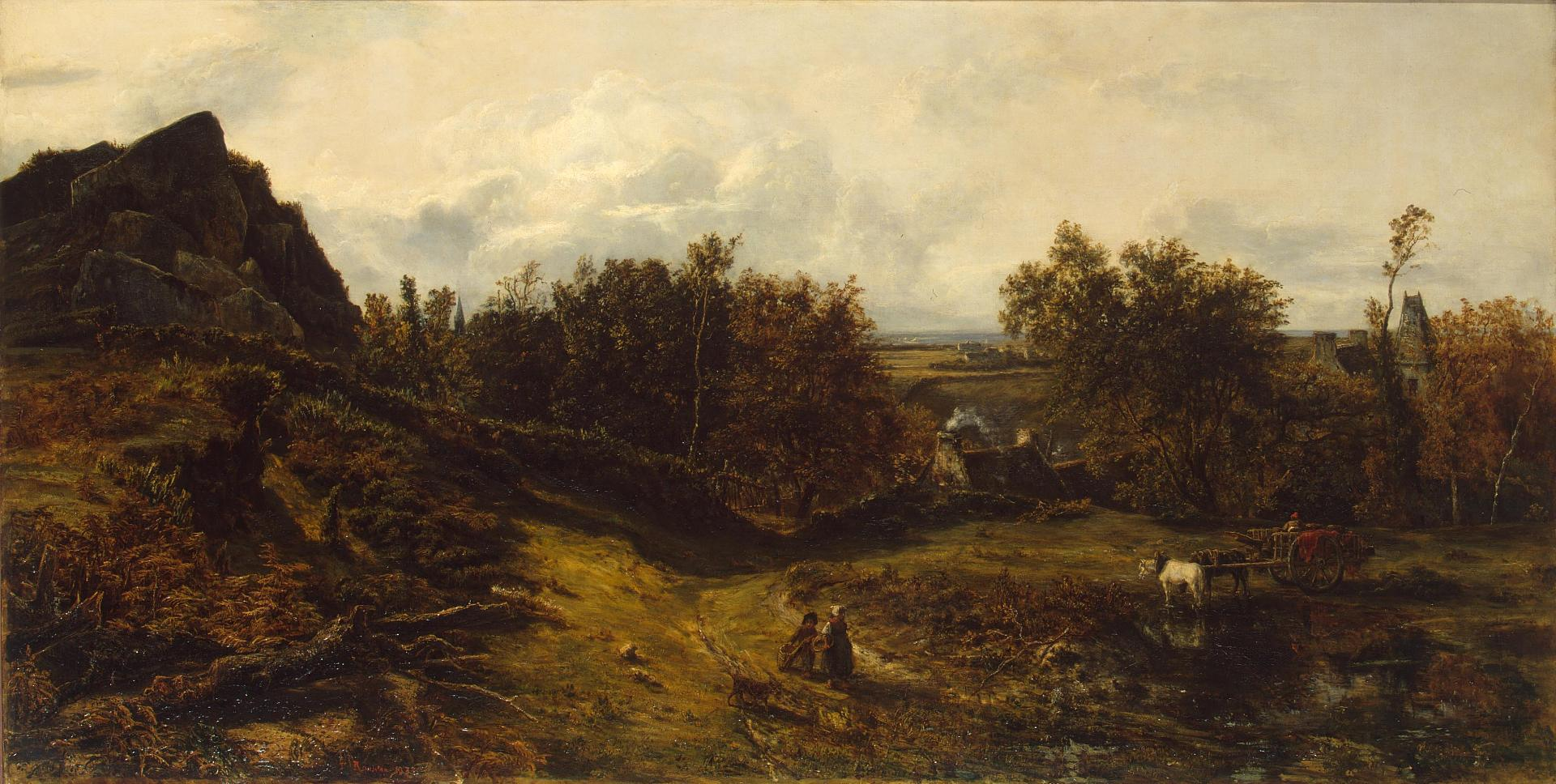
Vue sur les abords de Granville
Théodore Rousseau, 1833
Musée de l'Ermitage, Saint-Pétersbourg.

- Théodore Rousseau (1812-1867), peintre de l'école de Barbizon y séjourne en 1833 et y peint Vue sur les abords de Granville, conservé au Musée de l'Ermitage à Saint-Pétersbourg[164]. Il présente également la même année au Salon une Vue pris des côtes, à Granville, ainsi qu'une étude[165] ;
- Fortuné du Boisgobey (1821-1891), écrivain, y naît ;
- Charles Michel Leclère (1822-1893), homme politique né à Granville, député de la Manche en 1877.
- Charles Lhuillier (1824-1898), peintre, y naît ;
- Émile Riotteau (1837-1927), armateur granvillais, homme politique, député, sénateur, maire de Granville de 1882 à 1888, y vit ;
- Émilien Mulot-Durivage (1838-1920), peintre impressionniste ayant participé à deux expositions impressionnistes en 1874 et 1882, y est né ;
- Félix Jourdan de la Passardière, (1841-1913), évêque auxiliaire de Rouen, y est né ;
- Léon Herpin (1841-1880), peintre paysagiste et sur porcelaine, y est né ;
- Paul Poirier (1853-1907), professeur d’anatomie à la Faculté de médecine de Paris, y est né ;
- Émile Guépratte dit « point d’honneur », (Granville 1856 - Brest 1939), vice-amiral, grand’-croix de la Légion d’honneur, qui se distingua pendant la Première Guerre mondiale, auteur de l'expédition des Dardanelles ;
- Eugène Le Mouël (1859-1934), écrivain et poète, y vécut ;
- Maurice Orange (Granville 1867 - 1916), peintre ;
- Lucien Dior (Granville, 1867 - 1932), député de la Manche et ministre du Commerce (1921-1922) et du commerce et de l’Industrie (1922-1924) ;
- Maurice Denis (Granville, 1870 - 1943), peintre, graveur, théoricien et historien de l’art français ;
- Léon Carré (1878-1942), artiste peintre orientaliste moderne, boursier de Villa Abd-el-Tif en 1909, y est né ;
- Edmond-Marie Poullain (1878-1951), peintre, y est mort et y est enterré ;
- Fernand Fleuret (1883-1945), poète, y séjourna dans sa jeunesse ;
- Léon Julliot de La Morandière, (1885-1968), professeur et doyen de la faculté de droit de Paris, puis à l’université Paris II Panthéon-Assas, également directeur de l’Institut de Droit Comparé de Paris, y est né ;
- François Deuve (1892-1959), officier de marine français, y est mort ;
- Jean Tissier (1896-1973), acteur, y est mort ;
- Marin-Marie (1901-1987), écrivain et artiste peintre, vécut à Chausey ;
- Josyane (1901-1999), actrice, y est née ;

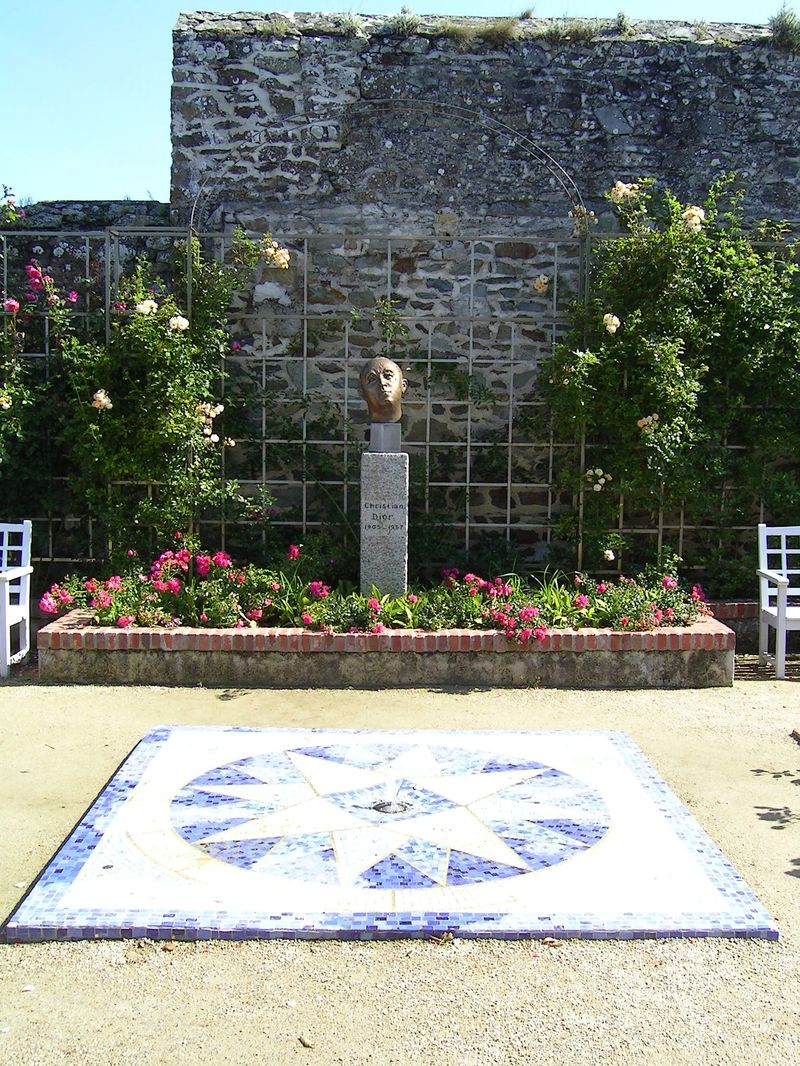
La statue de Christian Dior dans le jardin de sa maison.

- Christian Dior (Granville 1905 - 1957), couturier ;
- Eric Crozier (1914-1994), librettiste et scénariste, y est mort ;
- Bernard Beck (1914-2009), premier président de la Cour des comptes de 1978 à 1982, en fut maire ;
- Jean Deuve (1918-2008), officier de renseignement et écrivain français y est né et décédé ;
- Émile Meslé (1919-1994), ethnologue, historien, anthropologue, érudit et humaniste français, y est né et décédé ;
- Guy Degrenne (1925-2006), patron d’industrie, y est mort ;
- Bertrand Poirot-Delpech (1929-2006), journaliste, écrivain et académicien, vécut à Chausey ;
- Alain Hervé (1932-2019), journaliste, y est né ;
- Pierre Pican (1935-2018), évêque de Bayeux et Lisieux, y est né ;
- Georges Fleury (1939- ), écrivain, y est né ;
- Gérard Petipas (1939- ), navigateur, y est né ;
- Yves Gomy (1942- ), entomologiste et enseignant à Sartilly y vécut de 1996 à 2001 ;
- Angèle Delaunois (1946- ), écrivain, y est née ;
- Michel Santier (1947- ), évêque de Luçon et de Créteil, y est né ;
- Philippe Pemezec (1955- ), homme politique, y est né ;
- Jacques Gamblin (1957- ), acteur, y est né ;
- Christophe Auguin (1959- ), navigateur, vainqueur du Vendée Globe en 1996, y est né ;
- Johann Lepenant (2002-), footballeur, y est né ;
- Paul Argney (2006-), footballeur, y est né ;
- Antoinette Paule Pépin Fitzpatrick, dont le grand père était de Granville, y est revenu pendant la Première Guerre mondiale, pour repartir ensuite en Argentine où elle épouse un monument de la musique, Atahualpa Yupanqui. Elle signe nombre de ses œuvres sous le nom de Pablo Del Cerro ;
- Stendhal, Jules Michelet, Victor Hugo, Adolphe Léon Willette et Gustave Goublier y séjournèrent.

### Héraldique et logotype
| Blason de Granville | Les armes de Granville se blasonnent : D’azur au dextrochère armé d’or mouvant d’une nuée du même et tenant une épée d’argent, les garde et poignée d’or, surmonté d’un soleil du même. Le blason de Granville apparaît sur les locomotives n° X4791 et 8719C de la SNCF dans le cadre des parrainages du matériel par les communes. La commune s’est en outre dotée d’un logotype initialement composé d'un hippocampe, puis remplacé par le visuel « Granville Normandie ». Ce dernier cesse de représenter la commune depuis 2023, au profit des armories et ce en dehors des compétitions sportives, de l'évènementiel et des outils de promotion du territoire. | Logotype de Granville |

Le blason de Granville a changé plusieurs fois au cours de son histoire. Le premier, accordé par Charles VIII en 1487 était ainsi :
- d’azur à un dextrochère d’or, mouvant d’une nuée de même, lequel tient une épée d’argent montée d’or et placée entre trois étoiles du même ;

L’épée symbolisant le patriotisme de la ville lors de l’occupation anglaise, les étoiles figurant la nuit du 8 novembre 1442 où Louis d'Estouteville leur repris la cité.
Le second blason fut mis en place en 1697 : 
- d’azur au dextrochère armé d’or mouvant d’une nuée du même et tenant une épée d’argent, les garde et poignée d’or, surmonté d’un soleil du même ;

Le soleil a remplacé les étoiles, ce nouveau blason symbolisait l’importance de Granville dans la surveillance des côtes de la Baie.
En 1793, l’influence de la Révolution modifie l’azur par le gueules, mais le bras n’est plus armé et l’épée devient une pièce honoraire, ce qui donne :
- de gueules à un bras tendu d’argent sortant d’une nuée d’azur, tenant une épée d’argent à la garde d’or posée en pal ;

En 1811, le Premier Empire offre de nouvelles armes à la cité, Napoléon Ier ajoutant les signes distinctifs des villes de second ordre, le quartier chargé d’un « N » capital et d’une étoile d’or et l’ornement extérieur d’une couronne murale :
- d’azur à la fasce nuagée d’argent, accompagné de trois étoiles d’or, deux en chef et une en pointe, chargée d’un dextrochère armé, de sable, mouvant du flanc senestre de l’écu et tenant une épée haute d’or franc, quartier et signes extérieurs des villes de second ordre ;

Enfin, en 1816 sous la Restauration, la ville revient à son blason de 1697, faute de pouvoir payer les droits d’enregistrement pour revenir au blason originel. Ce blason convient maintenant à la commune, l’azur et le soleil symbolisant son caractère balnéaire, l’épée rappelant son passé militaire de ville de garnison.
La commune dispose aussi d’un drapeau. Créé en 1956 par Pierre Brette sous l'impulsion du maire Roger Maris à l'occasion du 100e anniversaire de la naissance de l'amiral Guépratte, il est écartelé de bleu et blanc, avec une croix blanche resarcelée de bleu et chargée d’une représentation du blason au centre. Il est notamment utilisé sur les vieux gréements granvillais, dont l'emblématique bisquine La Granvillaise, ainsi que dans l'espace public à l'initiative de la municipalité depuis 2021 et sur certains frontons de maisons.

### Gastronomie
Granville est réputée pour ses produits marins, notamment la galette granvillaise aux Saint-Jacques arrosée de crème, la dorade en croûte de sel et sa sauce vierge (moules, crevettes grises, bigorneaux, bulots), la sole à la granvillaise accompagnée de moules et de bouquets, la coquille Saint-Jacques à la crème. Une spécialité du quartier insulaire de Chausey lui est aussi attachée : la sauce verte de Chausey. Le samedi, un marché se tient en centre-ville permettant d’acheter des produits locaux. Enfin, le lycée hôtelier Maurice-Marland de Granville garantit la transmission du savoir-faire de la cuisine normande.

### Patois granvillais
Au-delà du patois normand, il existe un patois du pays granvillais avec ses expressions. On peut citer pour exemple « achitrer » qui signifie « asséner un coup de poing ».

### Granville dans les arts et la culture
Granville est le sujet de plusieurs toiles dont Bateaux à Granville peint en 1889 par Maurice Denis, Les brisants à la pointe de Granville peint vers 1852 par Paul Huet et conservé au musée du Louvre, Plage de Granville peint en 1863 par Eugène Isabey.

### Mythes et légendes
Les îles Chausey seraient une ancienne partie de la forêt de Scissy, ancien lieu de culte païen, qui couvrait toute la baie et qui aurait disparu en 709 sous les flots.
Selon une croyance populaire, les îles Chausey se composeraient de 52 îles à marée haute et 365 à marée basse, comme le nombre de semaines et de jours comptés dans une année.

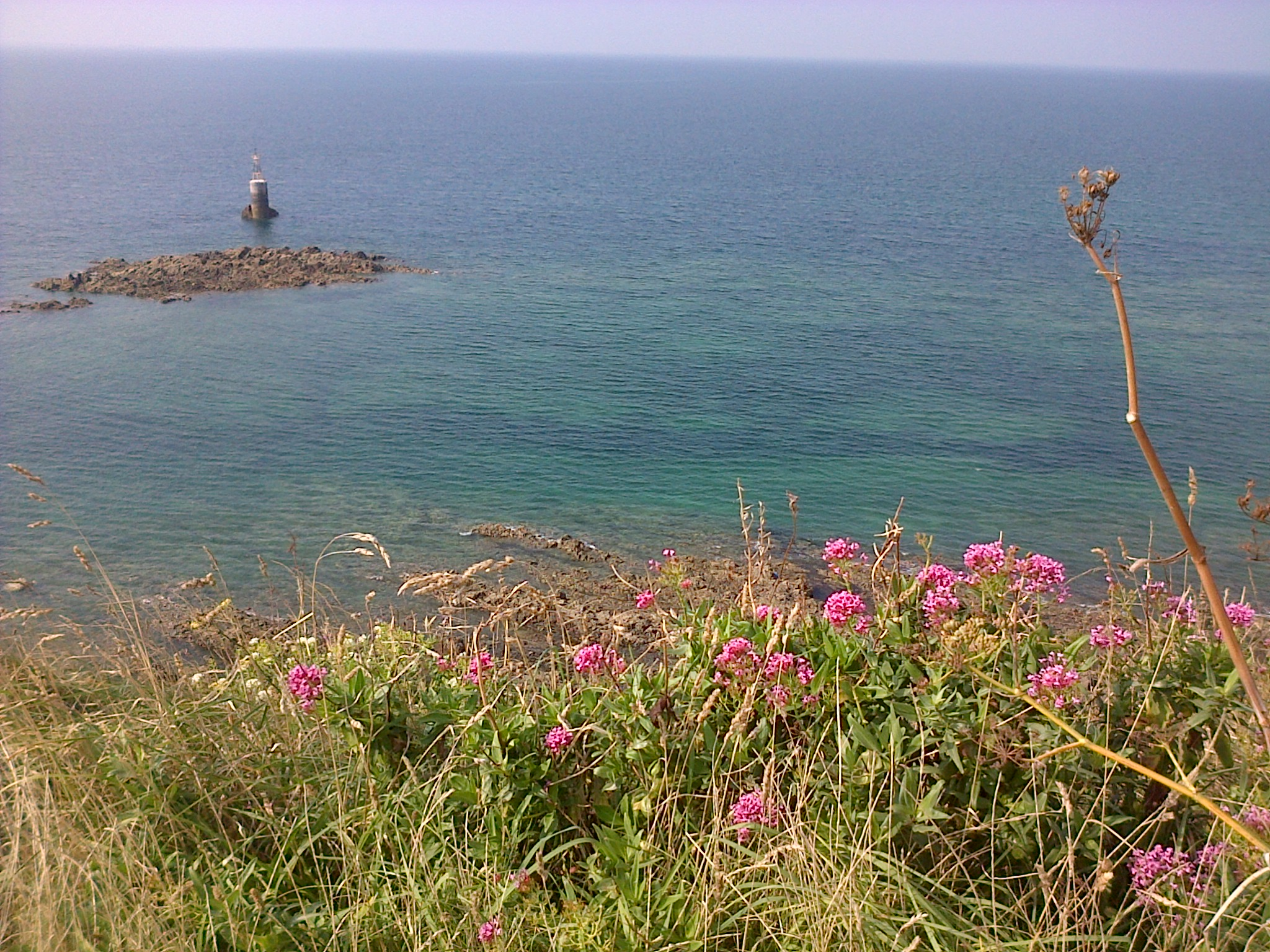
Vue sur la Manche depuis la haute ville de Granville (sentier du littoral).

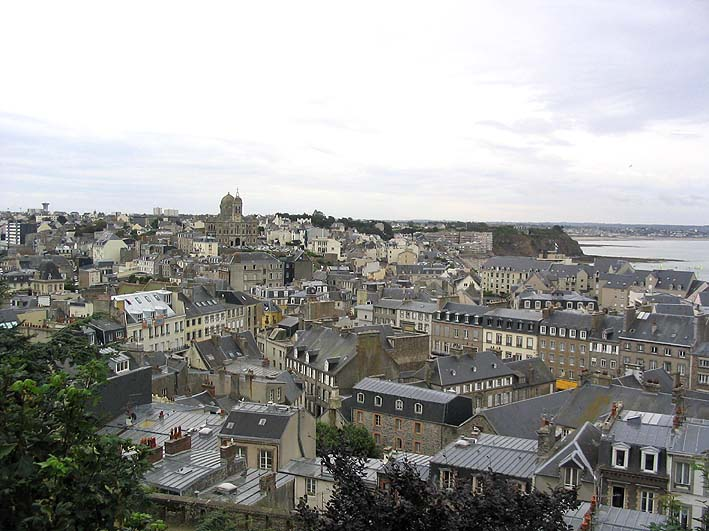
Vue générale de Granville depuis les remparts.
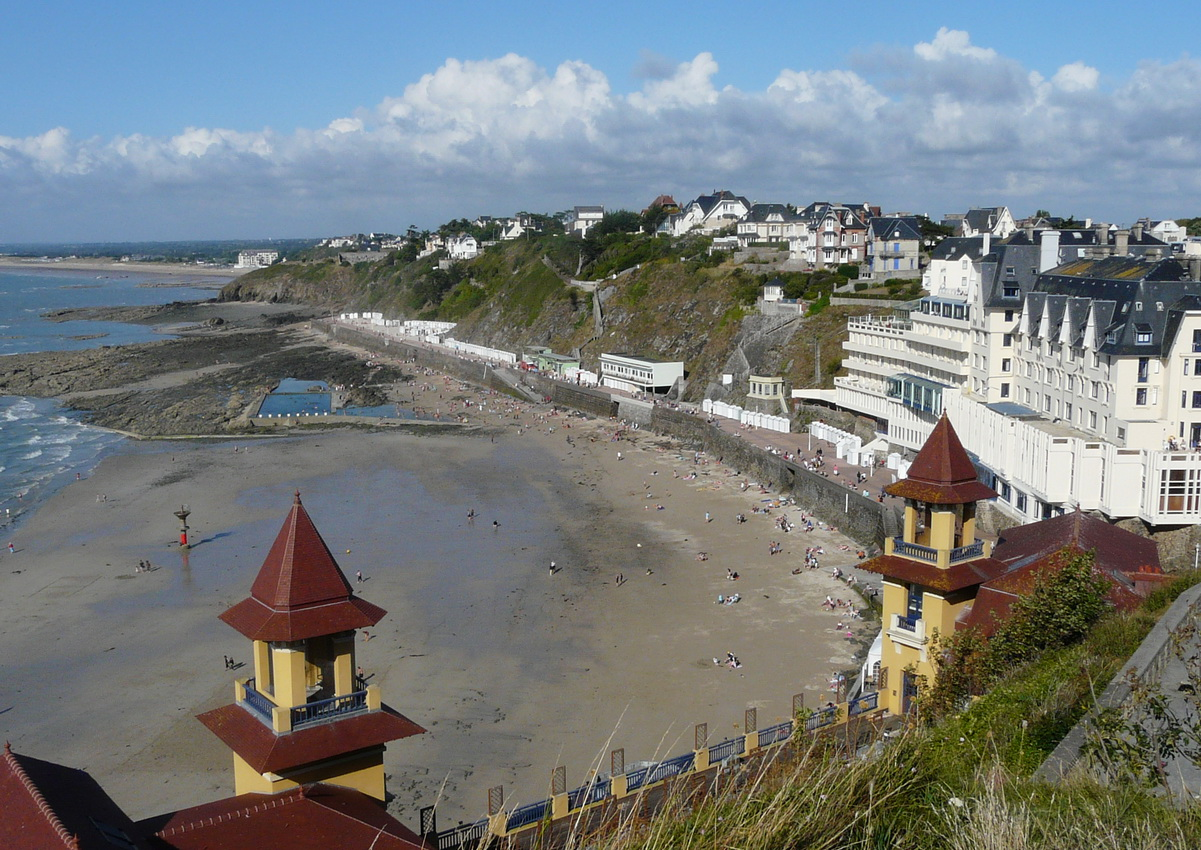
La plage du Plat-Gousset.
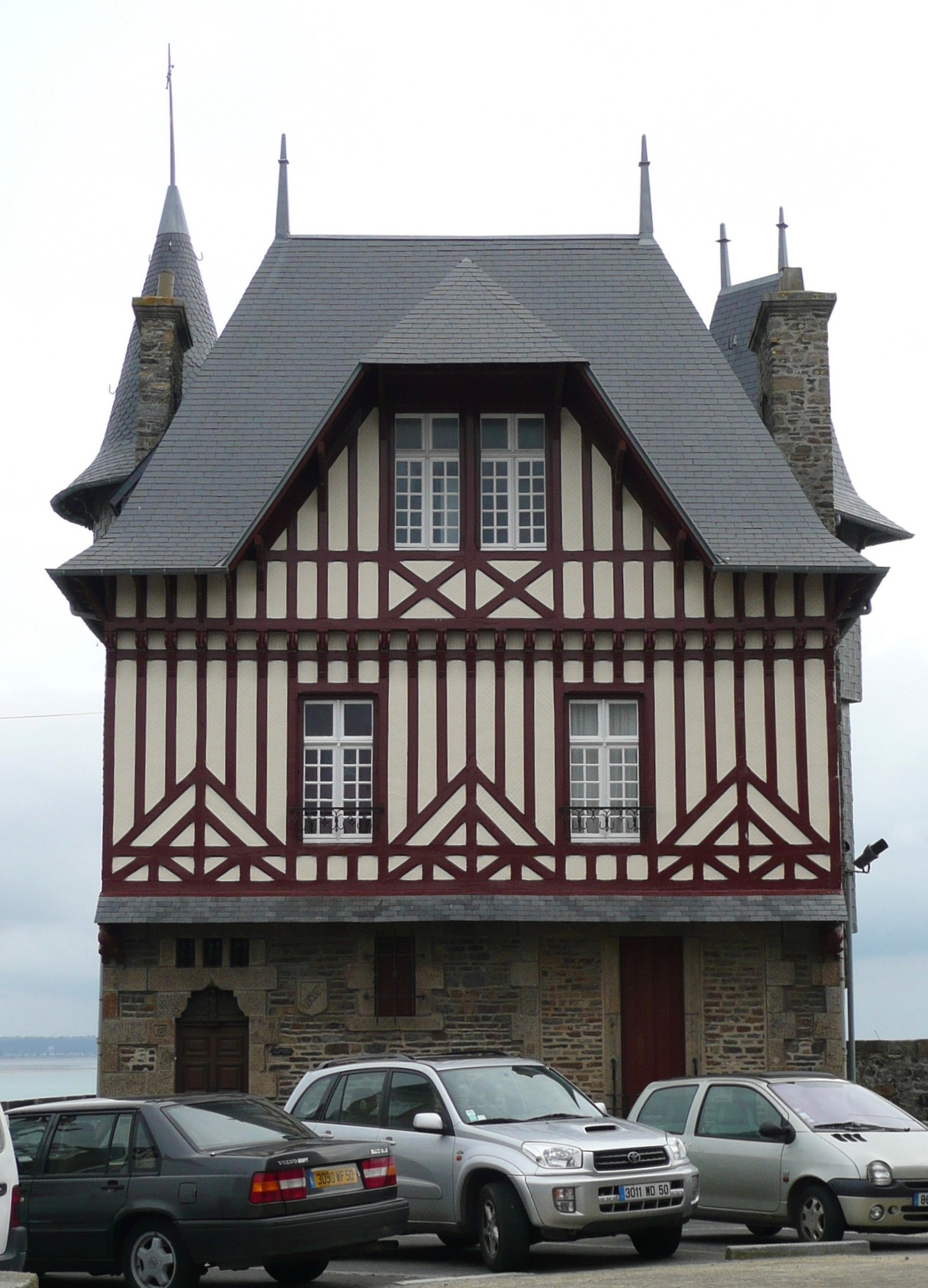
Façade d’une maison granvillaise sur le rempart rue du Midi.